# Hannoversche Architekturschule

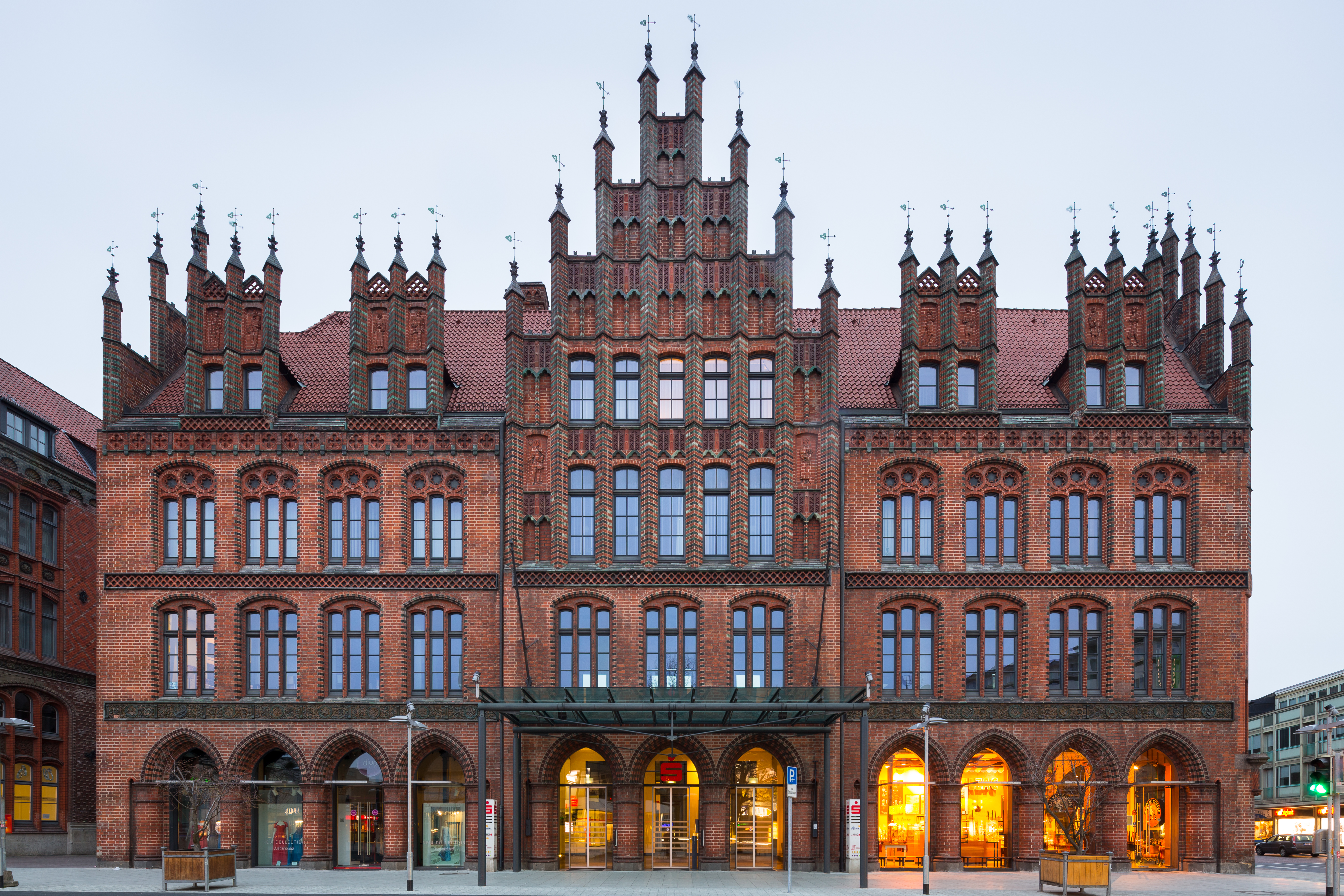
Altes Rathaus in Hannover, von Conrad Wilhelm Hase entworfener Flügel zur Karmarschstraße

Die Hannoversche Architekturschule (auch verkürzt: Hannoversche Schule) bezeichnet eine vorwiegend in Norddeutschland verbreitete, historistische Architektur-Schule der zweiten Hälfte des 19. Jahrhunderts. Sie zeichnet sich aus durch die Abkehr vom Klassizismus und Neobarock und die Hinwendung zur Neogotik. Ihr Begründer, der Architekt Conrad Wilhelm Hase, schuf allein knapp 80 Kirchenneubauten und über 60 Profanbauten. Daneben lehrte Hase 45 Jahre lang an der Polytechnischen Hochschule in Hannover und bildete währenddessen rund 1000 Voll-Architekten aus, von denen viele seine Stilprinzipien übernahmen.:11 Die fortschreitende Industrialisierung begünstigte die Entfaltung der Hannoverschen Schule. In den Städten sorgte eine sprunghaft wachsende Bevölkerung für einen großen Bedarf an neuen Wohnhäusern, Schulen und Krankenhäusern.:188, 275 Der Ausbau des Eisenbahnnetzes verlangte nach Hochbauwerken wie Stations- und Betriebsgebäuden, und aufstrebende Industriebetriebe nutzen repräsentative Fabrikbauwerke, um ihre wirtschaftliche Bedeutung abzubilden. So entstanden im namensgebenden Hannover zwischen den 1850er Jahren und dem Anfang des 20. Jahrhunderts zahlreiche große Stadtkirchen, Schul- und Fabrikgebäude sowie mehrere tausend Wohnhäuser.:9 Stilistisch zeichneten sich diese Bauwerke durch ihre unverputzten Ziegelfassaden aus, was als „ehrlich“ empfunden wurde.:169 Besonders für Fabrikbauten galt, dass sich bereits an der äußeren Form eines Gebäudes dessen innere Funktion erkennen lassen sollte.:315 Um die Gebäude äußerlich zu verzieren, kam eine Reihe von Gestaltungsmitteln zum Einsatz: beispielsweise aus dem mittelalterlichen Kirchenbau übernommene Übereckfialengiebel, Formsteine und dekorativ gesetzte Ziegel mit glasierter Oberfläche.:442
Nach dem Zweiten Weltkrieg erfuhren die erhaltenen Bauwerke besonders in Hannover lange Zeit nur wenig denkmalpflegerisches Interesse. Groß angelegte Umgestaltungsmaßnahmen, die Umwandlung Hannovers zur „autogerechten Stadt“, führten zu zahlreichen Abrissen.:234
Der Begriff „Hannoversche Architekturschule“ tauchte vermutlich erstmals 1882 bei Theodor Unger auf.:107 Seinerzeit bezog sich der Ausdruck jedoch gleichermaßen auf den vorangegangenen Rundbogenstil und die durch Einfluss Hases geprägten Bauten, während in späterer Zeit nur die Bauwerke nach Hases Lehre zur „klassischen“ Hannoverschen Schule gerechnet werden.:95

## Ursprung und Geschichte

### Der Rundbogenstil als Vorläufer

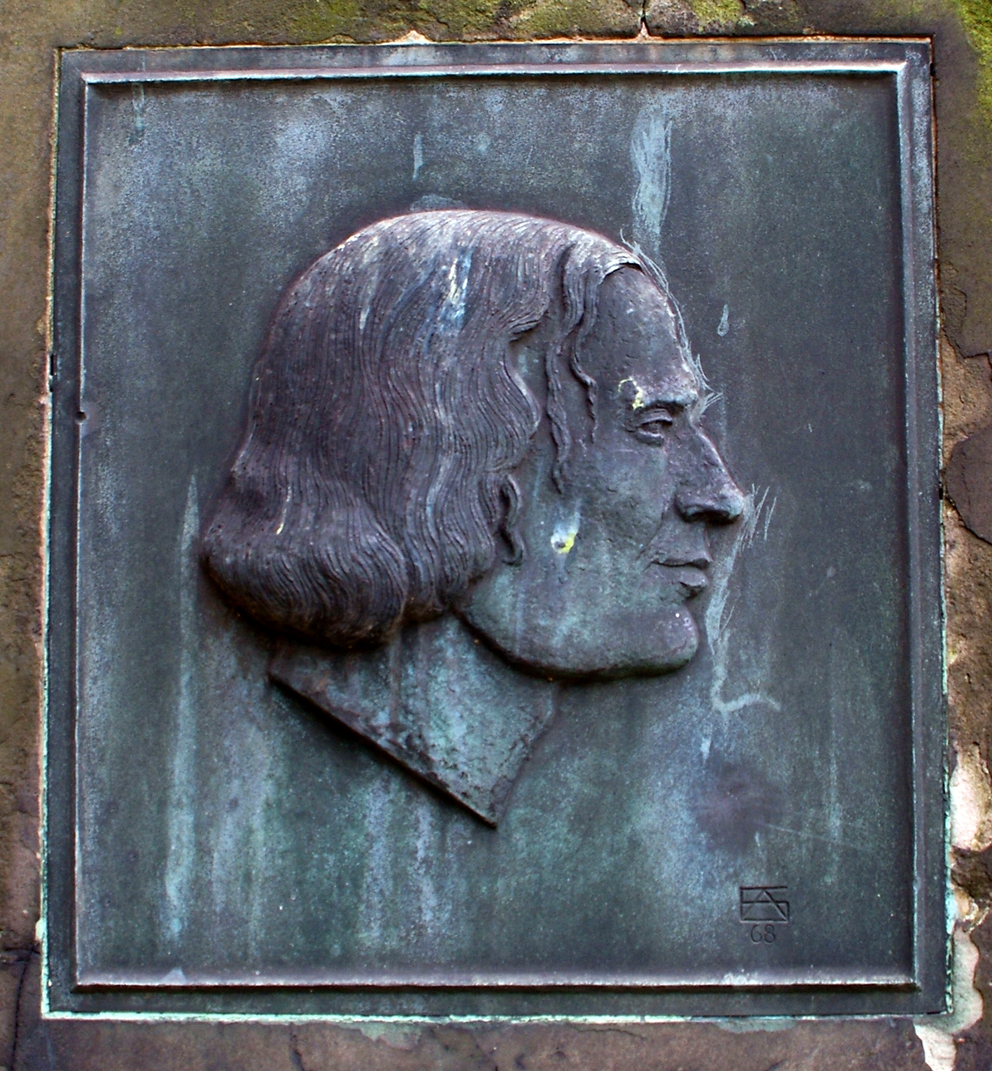
Porträt des Stadtbaumeisters August Andrae, dessen Variation des Rundbogenstils der Hannoverschen Schule vorausging

Der Hannoverschen Schule ging die Phase des Rundbogenstils voraus, die etwa von 1835 bis 1865 andauerte. Auch bei dieser Strömung handelte es sich um eine Ausprägung des Historismus, also ein Aufgreifen und Rekombinieren von Elementen älterer Stilrichtungen. Verbreitung fand die hannoversche Form des Rundbogenstils nicht nur in der Stadt selbst, sondern auch im Königreich Hannover. Zwei Ausprägungen lassen sich hier unterscheiden: Der von Hofbaurat Christian Heinrich Tramm entwickelte Tramm-Stil, charakterisiert durch Stabwerk und Eckstabtürmchen, und der von Stadtbaumeister August Heinrich Andreae begründete Stil mit plastisch-räumlich eingesetzten Backsteinen.:10–11
Der Konsistorialbaumeister und Architekturprofessor Conrad Wilhelm Hase (1818–1902) griff ab etwa 1853 die Variation des Rundbogenstils Andreaes auf und leitete daraus fließend das Formenprogramm der Hannoverschen Schule ab.:11 Keinen Einfluss besaß hingegen die Architekturlehre des Berliners Karl Friedrich Schinkel, die Schinkelschule.:93 Nach einer Übergangszeit bildete die Hannoversche Schule gegen 1860 ihre Eigenständigkeit heraus. Ihre Phase dauerte bis etwa 1900 an, in Ausnahmefällen bis zum Beginn des Ersten Weltkrieges, und erstreckte sich über den norddeutschen Raum, zum Teil ins Ausland.:11
Ulrike Faber-Hermann formulierte 1989 über die Hannoversche Schule, dass sich ihr „Erscheinungsbild durch bestimmte Charakteristika“ beschreiben lasse, aber eine „darüber hinausgehende Definition“ vage bleiben müsse.:95 Zur Zeit ihrer Entstehung sei ihr Name „vielschichtiger“:95 gewesen. Beispielsweise zählte Theodor Unger 1882 zur Hannoverschen Schule sowohl den durch von Gärtner geprägten Rundbogenstil als auch die gotischen Formen Hases. Nach Ansicht Faber-Hermanns seien später nur die letztgenannten mit dem Begriff der Hannoverschen Schule verbunden worden. Bei genauerer Betrachtung ließen sich viele Schüler Hases strenggenommen nicht als Vertreter dieser Schule charakterisieren, nur wenige der Schule zugeordnete Bauwerke seien tatsächlich „stilrein“.:95

### Conrad Wilhelm Hase als Baumeister und Lehrer

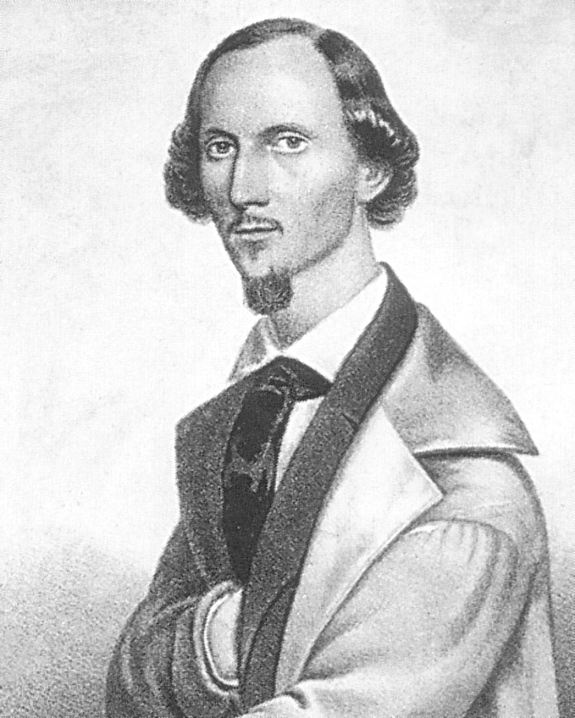
Conrad Wilhelm Hase, um 1845, wenige Jahre vor Aufnahme seiner 45-jährigen Lehrtätigkeit an der Technischen Hochschule Hannover

Conrad Wilhelm Hases Bautätigkeit wurde zur treibenden Kraft für die Hannoversche Schule, daneben lehrte Hase an der Technischen Hochschule in Hannover (bis 1879 noch Polytechnische Schule) und sorgte auch dadurch für die Verbreitung seiner Vorstellungen. Von 1849 bis 1894 umfasste seine Lehrtätigkeit dort unter anderem die Fächer Entwerfen öffentlicher und privater Gebäude, Höhere Baukunst, Formenlehre der mittelalterlichen Baukunst und Ornamentik.:11 Hase bemühte sich in seinem Wirken um eine Loslösung von dem durch Georg Ludwig Friedrich Laves repräsentierten klassizistischen Baustil und von den aus Frankreich übernommenen neobarocken Tendenzen zugunsten mittelalterlicher Formen, die er als stilistisch rein betrachtete. Der in Wien lehrende Architekt Friedrich von Gärtner übte großen Einfluss auf Hase aus. Von Gärtner vertrat die Lehrmeinung, als Baumaterial sei der unverputzte Stein zu verwenden („Reinbau“).:93 In den 45 Jahren, die Hase an der Hochschule lehrte, waren rund 35.000 Studenten in Baukunst-Fächer eingeschrieben, von denen jedoch nur rund 1000 ein komplettes Architekturstudium durchliefen und als direkte Schüler Hases betrachtet werden können.:11 Die hannoversche Ausbildung in der Baukunst genoss überregionale Anerkennung, sodass Studenten aus allen norddeutschen Landesteilen kamen, außerdem aus Nord- und Südamerika, England, den Niederlanden und besonders aus Norwegen. Der Nachfolger Hases an der Hochschule, Karl Mohrmann, führte das auf die Neugotik zugeschnittene Lehrprogramm seines Vorgängers bis 1924 fort.:11

### Die Rolle der Eisenbahn

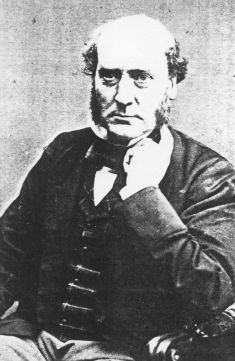
Der britische Architekt George Gilbert Scott rühmte 1857 die Eisenbahnarchitektur im hannoverschen Raum

Die Erfindung der Eisenbahn war für die Industrialisierung im 19. Jahrhundert von entscheidender Bedeutung.:4–5 In Niedersachsen überschnitten sich der Aufbau des Streckennetzes und die Herausbildung der Hannoverschen Schule über mehrere Jahrzehnte. Viele Architekten, die dem Architekturstil anhingen, waren auch im Eisenbahnbau tätig, unter ihnen Conrad Wilhelm Hase und einige seiner Mitarbeiter.
Die Eisenbahn erlaubte den raschen Transport von Waren und Personen, erschloss ländliche Regionen und sorgte für einen starken wirtschaftlichen Aufschwung.:4–5 Anfangs spielten vor allem ökonomische Gesichtspunkte eine Rolle und der Gütertransport genoss das größere Interesse, ehe einige Jahre später auch der Personenverkehr an Bedeutung gewann.:16 Die von der Eisenbahn ausgehenden technischen Neuerungen wirkten auch auf Kunst und Architektur, außerdem bestimmten sie die Dorf- und Stadtentwicklung. Vielerorts prägten die Empfangsgebäude der Bahnhöfe des Stadtbild. In Niedersachsen war es die Ziegelbauweise, die in der zweiten Hälfte des Jahrhunderts im Bahnhofsbau überwog.:4–5 Nach einer Reise durch Deutschland 1857 äußerte der britische Architekt George Gilbert Scott dazu anerkennend: „The best developments of railway architecture I have seen are on the Hanoverian lines“, deutsch: „Die besten Entwicklungen der Eisenbahnarchitektur, die ich gesehen habe, gibt es bei den hannoverschen Strecken“. Die Entwicklung der Eisenbahn in Niedersachsen hatte bereits einige Zeit früher begonnen: Als erstes Teilstück nahm Ende 1838 die Strecke von Braunschweig nach Wolfenbüttel den Betrieb auf.:16 Gegen 1880 waren alle wichtigen Strecken gebaut, in der Folgezeit entstanden nur noch zusätzliche Linien und Nebenbahnen.:21
Wissenschaftler des Instituts für Bau- und Kunstgeschichte der Universität Hannover identifizierten Anfang der 1980er Jahre insgesamt 480 Hochbauten in Niedersachsen, die sie als „wissenschaftlich bemerkenswert“ einstuften.:10-1 Neben Empfangsgebäuden betrachteten sie auch andere, dem Betrieb dienende Bauten, wie beispielsweise Stellwerke, Ausbesserungshallen, Postenhäuser und Eisenbahner-Wohnungsbauten. Die Untersuchung ergab verschiedene architektonische „Stilentwicklungsstufen“, nach denen die Bauwerke gestaltet wurden. Gemäß der 1983 veröffentlichten Bestandsaufnahme bildete sich von 1852 bis 1865 eine „eigenständige Formensprache in Anlehnung an den Rundbogenstil der Hannoverschen Schule“:10 heraus, in den folgenden zwanzig Jahren kam die Neugotik der Hannoverschen Schule dann „punktuell“:10 zur Anwendung. Laut dieser Untersuchung fanden Innovationen besonders oft im Bereich der „Kleinarchitektur“:5 weniger wichtiger Haltestellen statt, ebenso bei den Anlagen erster Generation, die später durch größere Nachfolgebauten ersetzt wurden (beispielsweise die Bahnhöfe in Hannover, Uelzen oder Oldenburg). Die Innovationen betrafen sowohl die Architektur als auch die Stadtplanung und die Technik.:5

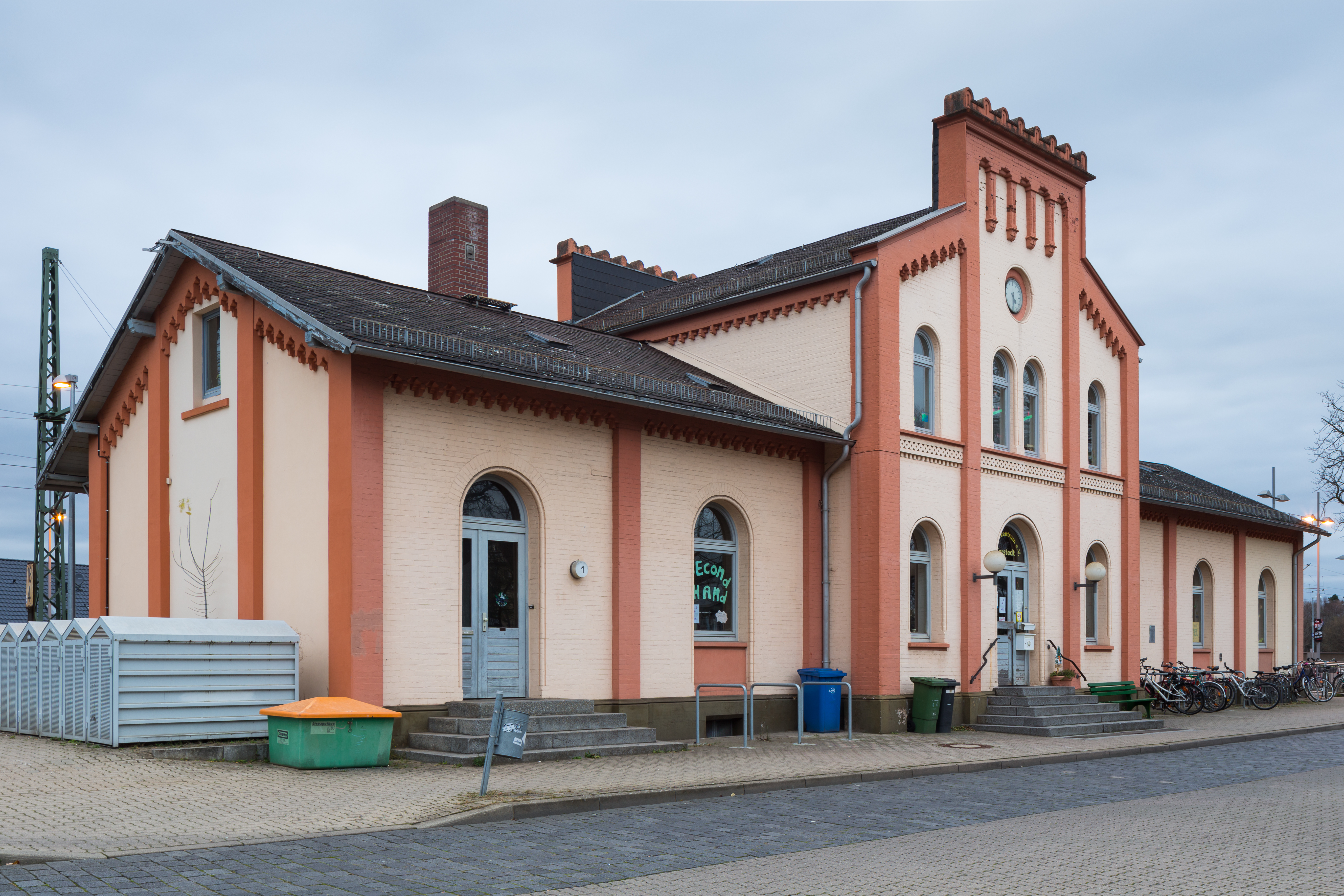
Empfangsgebäude von 1855 in Sarstedt an der Hannöverschen Südbahn

Viele Bahnhofsgebäude im Stile der Neugotik entstanden entlang der Hannöverschen Südbahn von Hannover nach Göttingen. Die Strecke wurde bereits 1845 geplant, wegen der unsicheren politischen Situation des Vormärz verzögerte sich die Realisierung jedoch.:19 Das erste Teilstück, von Hannover bis Alfeld, konnte im Mai 1853 eingeweiht werden, der Abschnitt bis Göttingen folgte ein gutes Jahr später. Mit der Planung zahlreicher Gebäude war Conrad Wilhelm Hase beauftragt, vermutlich unter Mitarbeit von Julius Rasch und Adolf Funk. Stilistisch bilden diese Bauten den Übergang vom Rundbogenstil zur Hannoverschen Schule ab, so beispielsweise das Empfangsgebäude in Sarstedt von 1855.:96 Der heute angestrichene Backsteinbau ist in der Vertikalen mit Lisenen gegliedert. Am mittigen Querbau erhielt das Haus einen Blendgiebel, der an Stabwerk angelehnte Verzierungen bekam.:96 Weitere Bahnhöfe Hases an dieser Strecke finden sich in Nordstemmen (ausgeführt 1858/1860),:97 Elze (1855),:98 Einbeck (damals Salzderhelden, 1855):103 und Göttingen (1855):105. In Banteln:99 und Freden:100 zeigen die Empfangsgebäude Elemente des Rundbogenstils, entstanden aber vermutlich erst zwischen 1865 und 1870.

### Zeitgenössische Rezeption

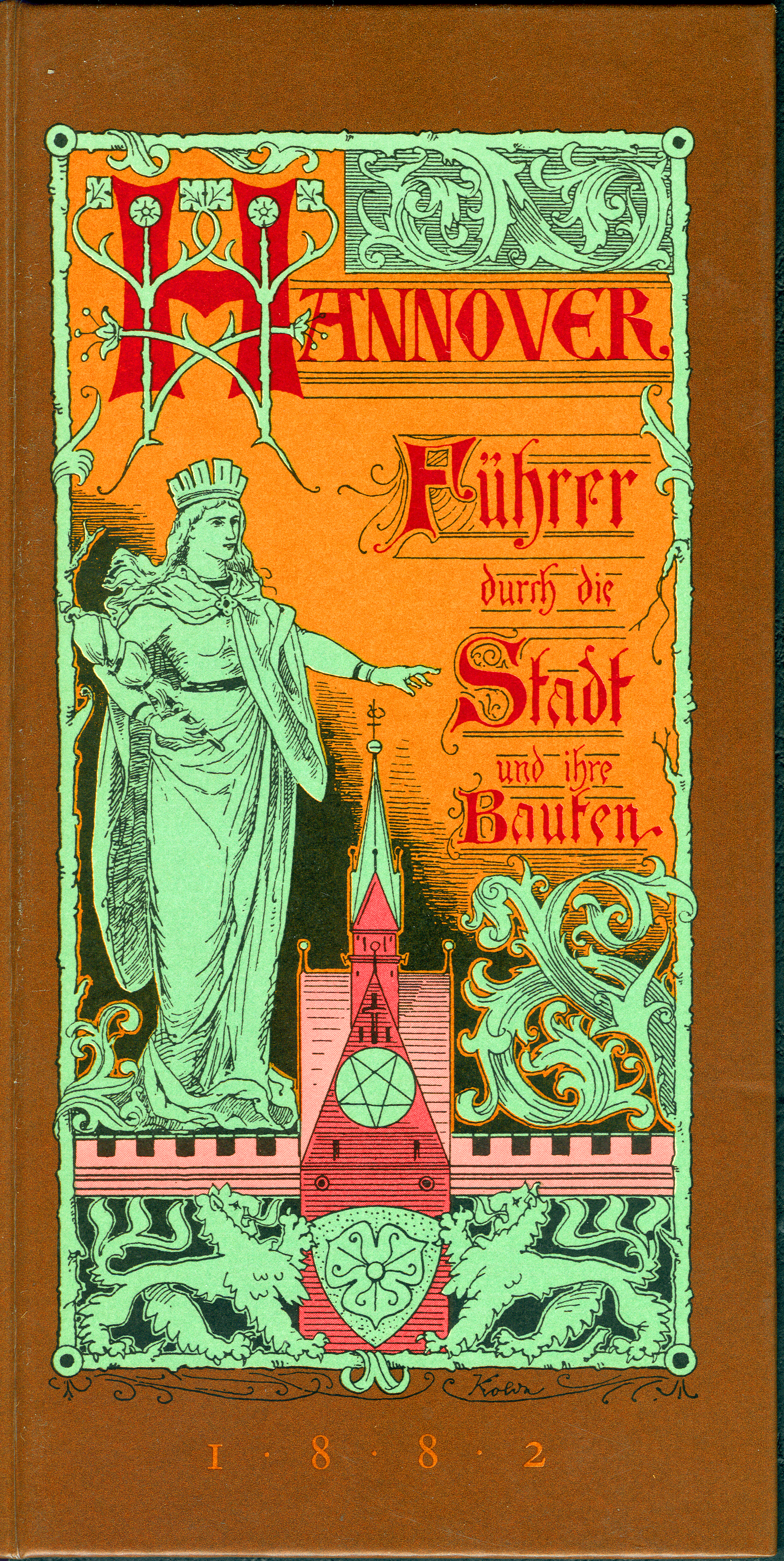
Theodor Ungers Architekturführer setzte sich umfassend mit der Hannoverschen Schule auseinander

1882 gab Theodor Unger eine erste umfassende Darstellung der Bauten der Hannoverschen Schule heraus. Sie erschien im ersten Architekturführer der Stadt – Hannover: Führer durch die Stadt und ihre Bauten – und bestand in einer Gegenüberstellung der Hannoverschen Schule mit den hannoverschen Bauten der Renaissance. Unger attestierte dem neuen Stil, der Stadt eine „höchst charakteristische und interessante äußere Erscheinung“:9 verschafft zu haben. Die Verfechter sahen in der Hannoverschen Schule einen „Universalstil“, den es für alle Arten an Bauaufgaben einzusetzen galt, von Kirchen bis zu Zweckbauten. Wegen dieses weitreichenden Anspruchs gab es auch kritische Stimmen und Ablehnung, worauf Unger in seiner Veröffentlichung ebenso einging.:9
In Ungers Architekturführer äußerte sich auch der Berliner Architekt Hubert Stier, der kurz zuvor den Hannoverschen Hauptbahnhof geschaffen hatte, über die „Renaissancebauten“ in Hannover.:90 Er rechnete zu diesen „künstlerisch bemerkenswerthe“ Monumental- und Privatbauten, für die im Streben nach „gediegener Monumentalität […] echte[r] Materialien“ verwandt worden seien. Die Bauwerke seien bestimmt durch die mittelalterlichen Anklänge und zeichneten sich gegenüber anderen zeitgenössischen Bauten als „vortheilhaft“ aus.:90
Beide Kritiker, Unger und Stier, beurteilten die Hannoversche Schule aus einer gewissen Distanz: Unger besaß eine Prägung der Wiener Schule um Friedrich von Schmidt, Stier gehörte der Berliner Schule an.:90

## Anhänger der Schule
Während seiner Lehrtätigkeit an der Polytechnischen Schule Hannover bildete Conrad Wilhelm Hase etwa 1000 Voll-Architekten aus. Einige seiner Schüler unterstützen Hase an der Hochschule und vertraten die Lehren der Neugotik als seine Assistenten oder als Professoren und Privatdozenten. Zu diesem Kreise zählten Wilhelm Lüer (ab 1858), Arthur Schröder (ab 1869), Werner Schuch (ab 1872), Max Kolde (ab 1883), Gustav Schönermark (ab 1885), Theodor Schlieben (ab 1890) und Eduard Schlöbcke (ab 1895). Nach Hases Ausscheiden aus der Technischen Hochschule trat Karl Mohrmann dessen Nachfolge an und vertrat die Lehrmeinung seines Vorgängers in teils abgewandelter Form bis 1924 weiter.:11 Außer an der Hochschule unterrichteten Hases Schüler auch als Lehrkräfte an der Kunstgewerbeschule Hannover (Otto Bollweg:519, Karl Gundelach:529, Adolf Narten:553, Hermann Narten:553). Viele Schüler waren auch an Baugewerkschulen tätig, beispielsweise an der Baugewerkschule Eckernförde (Erich Apolant:516), in Hamburg (Hugo Groothoff:529) oder in Nienburg (Otto Blanke:517, Wilhelm Schultz:565). An der bedeutenden ersten norddeutschen Baugewerkschule in Holzminden gab es mit dem Lehrerverein Kunstclubb in den 1860er Jahren einen Kreis von Hase-Bewunderern, der bestrebt war, die Hannoversche Schule zu verbreiten (Carl Schäfer:561).
Einen großen Einfluss übten auch Hases Schüler aus, die im Dienste der Städte als Baudirektoren wirkten (unter anderem in Bielefeld, Bremen, Düsseldorf, Duisburg, Essen, Göttingen, Hamburg, Hannover, Harburg, Hildesheim, Kassel, Kiel, Köln, Lübeck, Lüneburg, Osnabrück und Peine). Außerdem arbeiteten viele, die ihre Ausbildung in Hannover genossen hatten, anschließend als Privatarchitekten. Der Bauhistoriker Günther Kokkelink schätzte ihre Zahl in Norddeutschland auf über 500; allein für Hamburg waren 30 Architekturbüros von Hase-Schülern bekannt.:12

### Auswahl wichtiger Vertreter
- Ludwig Droste (1814–1875): Droste studierte bei Gärtner in München und arbeitete zunächst als Privatarchitekt in Mannheim, ehe er 1849 als Stadtbaumeister in Hannover vereidigt wurde. Er gründete mit anderen den Architekten- und Ingenieur-Verein Hannover. Droste gilt als Vertreter des Rundbogenstils; zu seinen Werken in Hannover zählen unter anderem das Lyceum am Georgsplatz, die Restaurierung der Marktkirche, der Packhof, der Eingangsbau des Engesohder Friedhofs und mehrerer weitere Schulgebäude (Bürgerschule, Am Clevertore; Höhere Töchterschule, Am Graben; Stadttöchterschule, Am Aegidiendamm).[1]:522

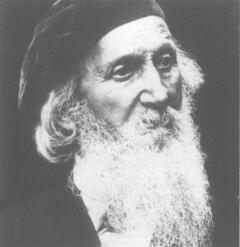
Hase

- Conrad Wilhelm Hase (1818–1902): Hase Hase lernte zunächst an der Polytechnischen Schule Hannover (der späteren Universität), dann an der Universität Göttingen, woran sich eine Maurerlehre anschloss. Ehe er 1849 seine 45 Jahre währende Lehrtätigkeit an der Universität Hannover aufnahm, arbeitete Hase für die Königlich Hannoversche Eisenbahndirektion. Während seiner Zeit als Hochschullehrer erhielt er die Titel Bauinspektor (1852), Baurat (1858) und Professor (1878). Der Begründer der Hannoverschen Schule war auch nebenamtlicher Konsistorialbeamter bei der evangelisch-lutherischen Landeskirche Hannover und Ehrenbürger von Einbeck und Hildesheim. Für die Zeit 1848–52 lassen sich Hases Entwürfe dem Rundbogenstil zurechnen, danach vertrat er 1853–59 verschiedene Tendenzen der Neugotik, um dann ab 1859 seinen persönlichen Stil der Neugotik auszubilden. Im Laufe seines Lebens schuf Hase eine große Zahl ganz unterschiedlicher Bauten in weiten Teilen Norddeutschlands. Einige Beispiele sind: Christuskirche Hannover, katholische Kirche Peine, Erlöserkirche Hannover, Apostelkirche Hannover, Turmerweiterung der Martinskirche Linden (heute Hannovor), Erweiterung des Alten Rathauses Hannover, Andreanum Hildesheim, Bahnhöfe von Lehrte, Celle, Bremen, Wunstorf, Göttingen, Nordstemmen, Oldenburg, Schloss Marienburg, Postgebäude Hildesheim, Künstlerhaus Hannover, Klagesmarkt-Apotheke Hannover.[1]:531-3
- Hermann Hunaeus (1812–1893): Wie Ludwig Droste studierte auch Hunaeus bei Gärtner in München. Ab 1836 wirkte er als Kriegsbaumeister in Hannover, anschließend als Ober-Regierungs- und Baurat, später als Geheimer Baurat. Hunaeus, auch ein Mitbegründer des Architekten- und Ingenieurs-Vereins Hannover, gilt als Vertreter des Rundbogenstils. Er schuf unter anderem verschiedene Flügel des königlichen Dicasteriengebäudes in Hannover (Am Archiv, Archivstraße), die Wohnhäuser von Johann Egestorff, Wilhelm Glahn und Hermann Cohen, das Militärhospital in der Adolfstraße von Hannover, das Haus der Militär-Bekleidungskommission ebenfalls in der Adolfstraße und das Lehrerseminar von Wunstorf. Außerdem baute er das Welfenschloss in Hannover zur Technischen Hochschule um.[1]:538

Meyer

- Franz Andreas Meyer (1837–1901): Meyer Meyer lernte an der Polytechnischen Schule Hannover und arbeitete während des zweiten Studienabschnitts in Hases Büro mit. Nach dem Studium begann er als Ingenieursassistent für die Königliche Eisenbahndirektion in Hannover (1860) und wechselte anschließend nach Hamburg (1862), wo er zum leitenden Oberingenieur der Baudeputation aufstieg (1872). Er hielt weiterhin Kontakt mit Hase und verschaffte vielen seiner Schüler eine Anstellung bei der Hamburger Baudeputation. Meyer war Mitgründer der Niedersächsischen und der Hamburger Bauhütte, außerdem Vorsitzender des Architekten- und Ingenieur-Vereins Hamburg. Zu Meyers Planungen zählt die Oberaufsicht der gesamten Speicherstadt im Freihafen Hamburg, für die er zahlreiche Speichergebäude selbst entwarf. Außerdem stammen das Zollgebäude und das Portal der neuen Elbbrücke von ihm.[1]:549-50

Mohrmann

- Karl Mohrmann (1857–1927): Mohrmann Mohrmann lernte an der Polytechnischen Schule Hannover bei Hase (bis 1879), dessen Nachfolger er dort später werden sollte. Nach dem Studium war er zunächst im preußischen Staatsdienst, ehe er Privatdozent für Baukunst in Hannover wurde. Nach der Tätigkeit in Hases Büro wechselte er für fünf Jahre als Professor für Bauwissenschaften nach Riga (1887–1892). Zurück in Hannover beerbte er 1894 Hase als Professor für mittelalterliche Baukunst. Auch übernahm er den Vorsitz der von Hase gegründeten Bauhütte zum weißen Blatt (ab 1902). Mohrmann schaffte es, die Prinzipien der Hannoverschen Schule weiterzuentwickeln und ihren Einfluss bis in die 1920er Jahre zu behaupten. Sein Schaffen umfasst die Restaurierung des Doms in Riga, sein eigenes Wohnhaus am Herrenhäuser Kirchweg in Hannover, die evangelische Martin-Luther-Kirche in Bremen und weitere Kirchen in Hannover, Bremen und Oldenburg.[1]:551

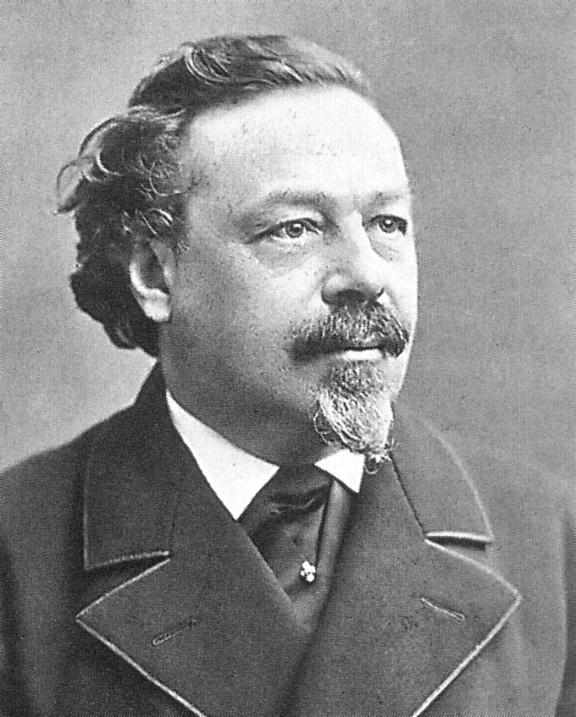
Oppler

- Edwin Oppler (1831–1880): Oppler Auch Oppler war einer von Hases Schülern an der Polytechnischen Schule Hannover (bis 1854) und arbeitete im Büro des Lehrers. Nach dem Studium sammelte er Erfahrungen in Belgien und Frankreich, um anschließend als Privatarchitekt in Hannover zu wirken (ab 1861); Oppler gehörte zu der Zeit auch dem Architekten- und Ingenieur-Verein Hannover an. Von ihm stammen in Hannover unter anderem die Villa Solms, der Jüdische Friedhof An der Strangriede, die Neue Synagoge und die Israelitische Schule sowie in Bad Honnef das Schloss Hagerhof und in Breslau, Karlsbad, Norderney und Hameln weitere Wohnhäuser und Synagogen.[1]:554
- Julius Rasch (1830–1887): Rasch begann sein Studium an der Polytechnischen Schule Hannover unter Tramm und arbeitete gleichzeitig im Zentralbüro der hannoverschen Eisenbahn, deren Architekt er nach dem Studium wurde (1852). Hier stieg er vom Bauconducteur zum Bauinspector auf, ehe er 1875 zu Alfred Krupp nach Essen wechselte. Von 1875 war er als Regierungs- und Baurat Berlin tätig. Zusammen mit Hase und Adolf Funk entwarf er zahlreiche Bahnhöfe, darunter: Alfeld, Elze, Göttingen, Hann.-Münden, Leer, Papenburg, Nordstemmen. Von ihm stammt auch das Direktionsgebäude der Hannoverschen Eisenbahn in der Joachimstraße von Hannover, außerdem einige Wohnhäuser.[1]:558
- Christian Heinrich Tramm (1819–1861): Tramm studierte zunächst an der Polytechnischen Schule Hannover (ab 1835) und wechselte anschließend zu Gärtner nach München (1838–40). Nach seinem Studium kehrte Tramm nach Hannover zurück, um dort als Hofbaukondukteur zu arbeiten; auch er war für Laves tätig. Tramm gilt als Anhänger des Rundbogenstils, dessen Stabwerk-Variante er entwickelte. Zu seinen Werken in Hannover zählen unter anderem der Pferdestall im Georgengarten, die Villa Kaulbach am Waterlooplatz und die Villa Simon an der Brühlstraße. Städtebaulich prägend sind vor allem das Welfenschloss und der Gebäudetrakt des Henriettenstifts zur Marienstraße.[1]:570

### Die Bauhütte

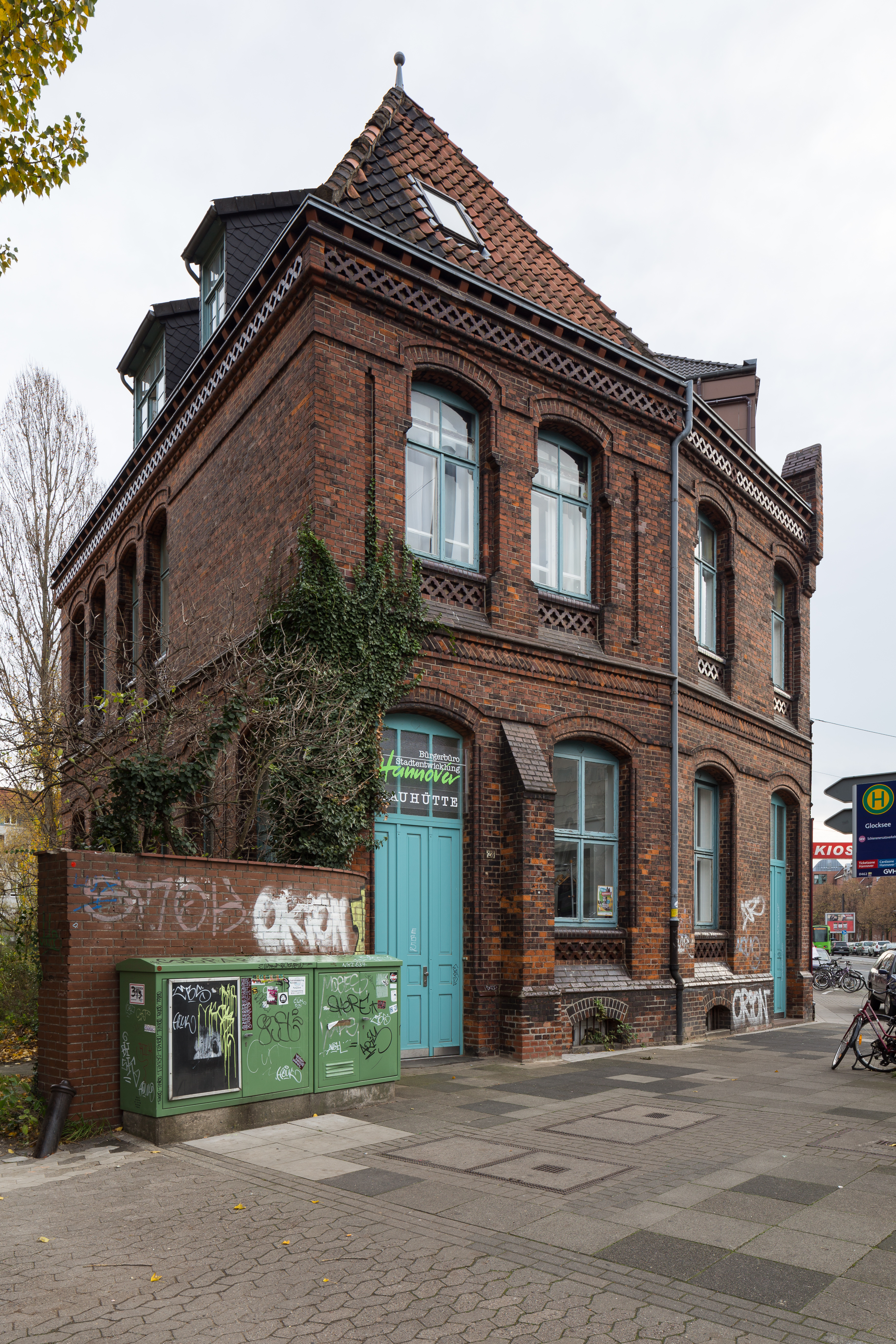
Sitz der Bauhütte an der Braunstraße Nr. 28 in Hannover

Im November 1880 gründete Conrad Wilhelm Hase die Bauhütte zum weißen Blatt, um dem schwindenden Einfluss seines Schaffens entgegenzuwirken. In den späten 1870er Jahren hatte sich die Situation für die Hannoversche Schule gewandelt: Nach der Reichsgründung kam es zu einem Bauboom (Gründerzeit), währenddessen sich die verschiedenen Architekturschulen immer mehr vermischten. Daneben wuchs die Bedeutung des Hannoverschen Architekten- und Ingenieurs-Vereins auf Kosten von Hases Tätigkeit. Bei dem gewählte Namenszusatz „zum weißen Blatt“ handelt es sich vermutlich um eine Anspielung auf die hannoversche Freimaurerloge Friedrich zum weißen Pferde, zu deren Mitgliedern unter anderen Georg L. F. Laves zählte. Das Konzept der Bauhütte sah vor, dass ein Mitglied seine Entwürfe zunächst den Kollegen zur Prüfung vorlegen musste. Durch das Herausbilden eines vereinheitlichen Stils sollte die künstlerische Qualität der Bauwerke weiter gesteigert werden.:103 Das Leitbild der Bauhütte wurde in mehreren Wahlsprüchen festgehalten, die sich mit Hases Grundsätzen deckten::105
- Gleichheit vor der Kunst!: Die Arbeit eines Lehrers ist nicht per se wertvoller als die seines Schülers, es zählt allein die kreative Kraft einer Person.
- Freundschaft in der Hütte!: Die Mitglieder der Bauhütte treten gemeinsam gegen die Verfechter anderer Stilrichtungen an und sind miteinander in Freundschaft verbunden. Dies war insofern wichtig, weil die Mitglieder nicht nur mit den Anhängern anderer Schulen, sondern auch untereinander um Aufträge konkurrierten.
- Wahrheit in der Kunst!: Dieser Grundsatz bezieht sich auf den strittigen Einsatz von unverputzten Ziegeln als sichtbares Rohmaterial. Jedes Material solle als „echt“ betrachtet werden, sofern es richtig eingesetzt wird.
- Festhalten am Alten!: Damit sollten die Mitglieder zur Selbstkritik angehalten werden. Es gelte, die Kunst der Vergangenheit zu achten und die eigenen, aktuellen Bauprojekte in ihrer Bedeutung nicht zu überschätzen. Dieser Grundsatz wurde oft als eine Rückwärtsgewandheit der Mitglieder missverstanden.[1]:105

Bereits in den 1880er und 1890er Jahren wichen jedoch mehr und mehr Schüler Hases von dessen strengen Grundsätzen ab.:94

## Stilelemente

### Rundbogenstil

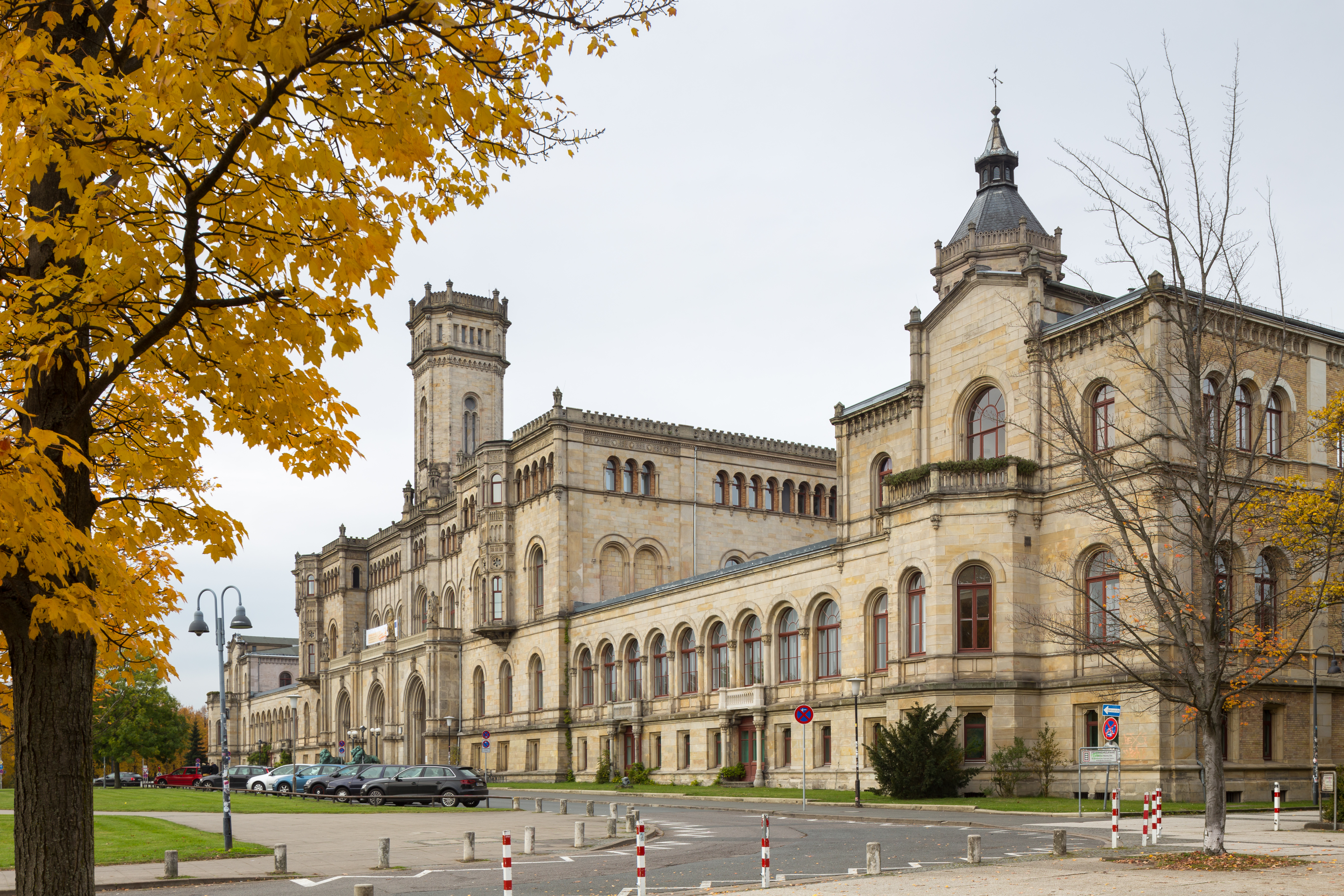
Das hannoversche Welfenschloss im Rundbogenstil Trammscher Prägung

In der Mitte des 19. Jahrhunderts setzten sich die hannoverschen Architekten mehr und mehr von Laves’ klassizistischem Stil ab.:31-2 Von 1845 bis 1856 errichteten Ernst Ebeling und später Hermann Hunaeus das General-Militär-Hospital (nicht erhalten) in der Calenberger Neustadt von Hannover. Während Ebeling hierfür noch eine verputzte Fassade vorsah, änderte Hunaeus nach Ebelings Tod die Pläne hin zu einer Rohbau-Version mit sichtbaren Ziegeln und Sandstein. Ludwig Droste wandte für das Lyceum (später Ratsgymnasium) am Georgsplatz (nicht erhalten) bereits den Tramm-Stil an, und auch hier wurden rote Ziegel und Sandstein offen gezeigt. Christian Heinrich Tramm selbst schuf von 1857 bis 1866 das Welfenschloss, das später zum Hauptgebäude der Universität Hannover wurde. Sein charakteristisches Stabwerk und seine baulichen Einzelheiten lassen es nach Ansicht des Bauhistorikers Günther Kokkelink als Beispiel mit der „reifsten Ausprägung“:39 des Tramm-Stils erscheinen. Als „eine weitere Steigerung“ für die plastisch-räumliche Spielart des Rundbogenstils gilt Kokkelink das spätere Künstlerhaus Hannover, erbaut von 1853 bis 1856 als Museum für Kunst und Wissenschaft. Der Architekt, Conrad Wilhelm Hase, gestaltete das Äußere mit verschiedenfarbigen Ziegeln und einigen Sandsteindetails, womit er die „Schönheit des Materials“:31 zur Geltung gebracht habe. Das Künstlerhaus markiere den Höhepunkt des Rundbogenstils in Hannover, der im Vergleich zu anderen Städten erst recht spät Verbreitung fand und mehr Variationen aufwies als andernorts.:31-2
Weitere Beispiele für den Rundbogenstil in Hannover sind das Haus der Militär-Bekleidungskommission (Hermann Hunaeus, 1859/60),:41 die zur Marienstraße gelegenen Gebäude des Henriettenstifts (Christian Heinrich Tramm, 1861–63),:80 das Marstallgebäude am Welfenschloss (Eduard Heldberg, 1863–65):79 und das Doppelwohnhaus an der Prinzenstraße Nr. 4 und 6 (Georg Hägemann, 1869):53-4.

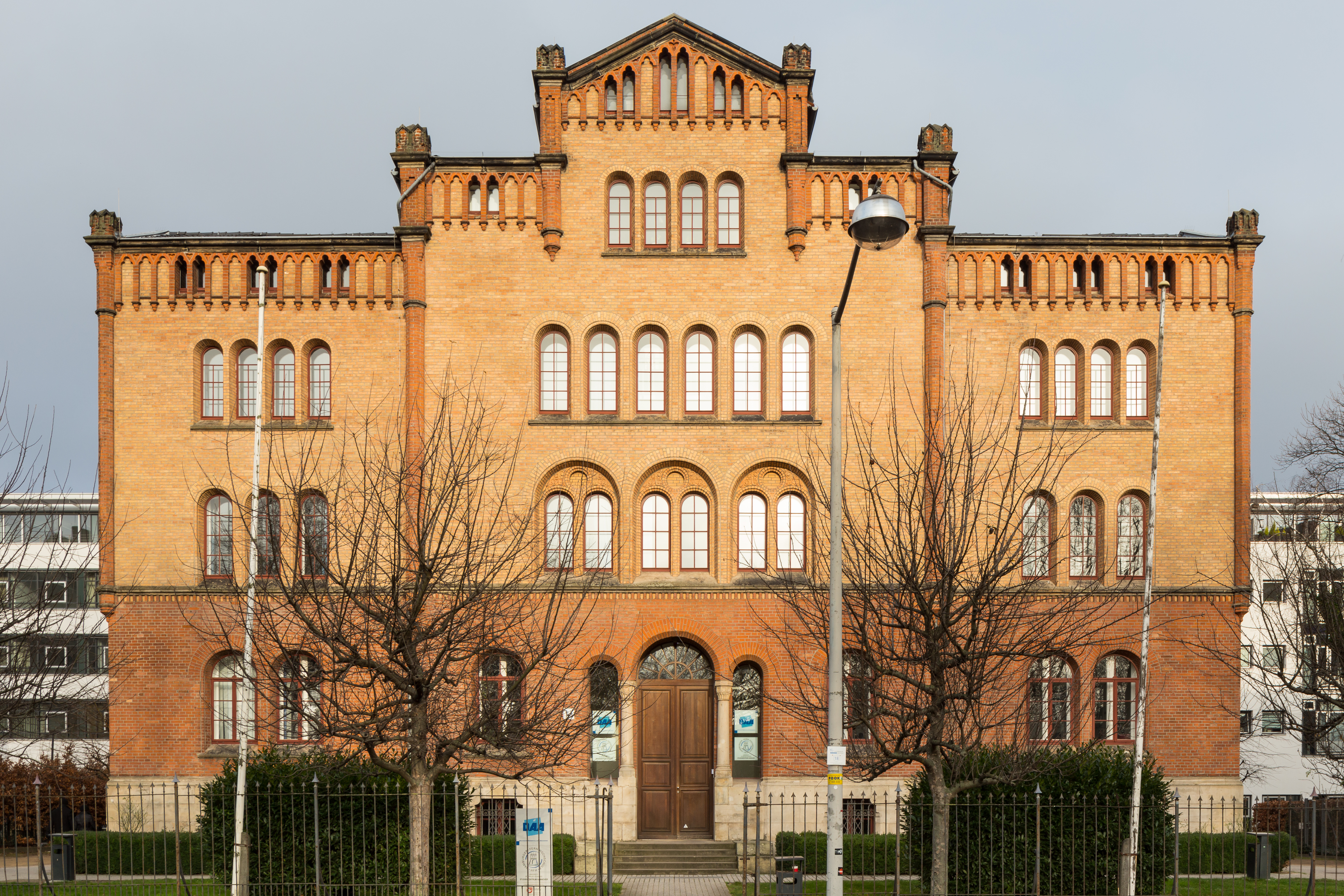
Haus der Militär-Bekleidungskommission in Hannover-Calenberger Neustadt (Lage)
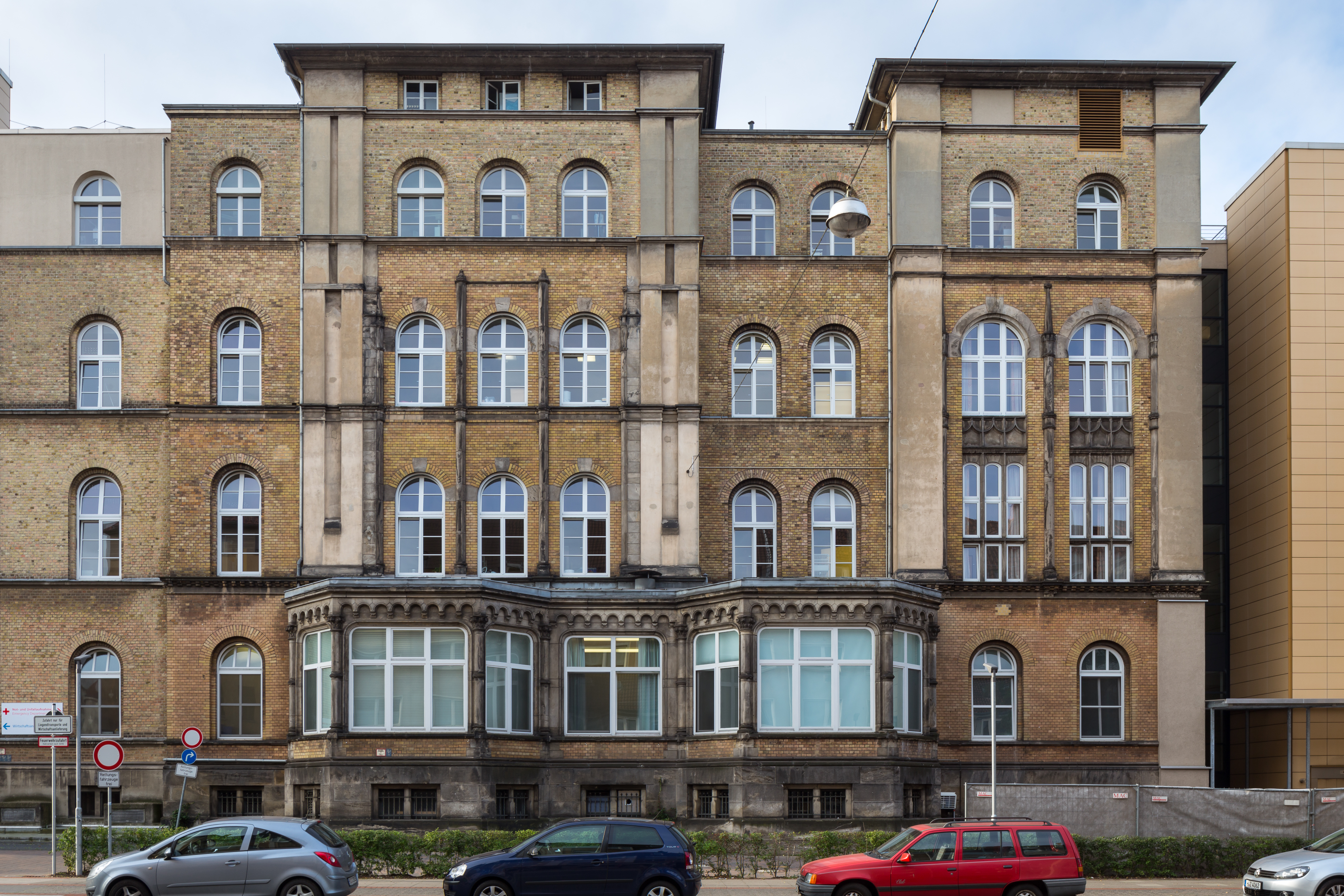
Henriettenstift in Hannover-Südstadt (Lage)
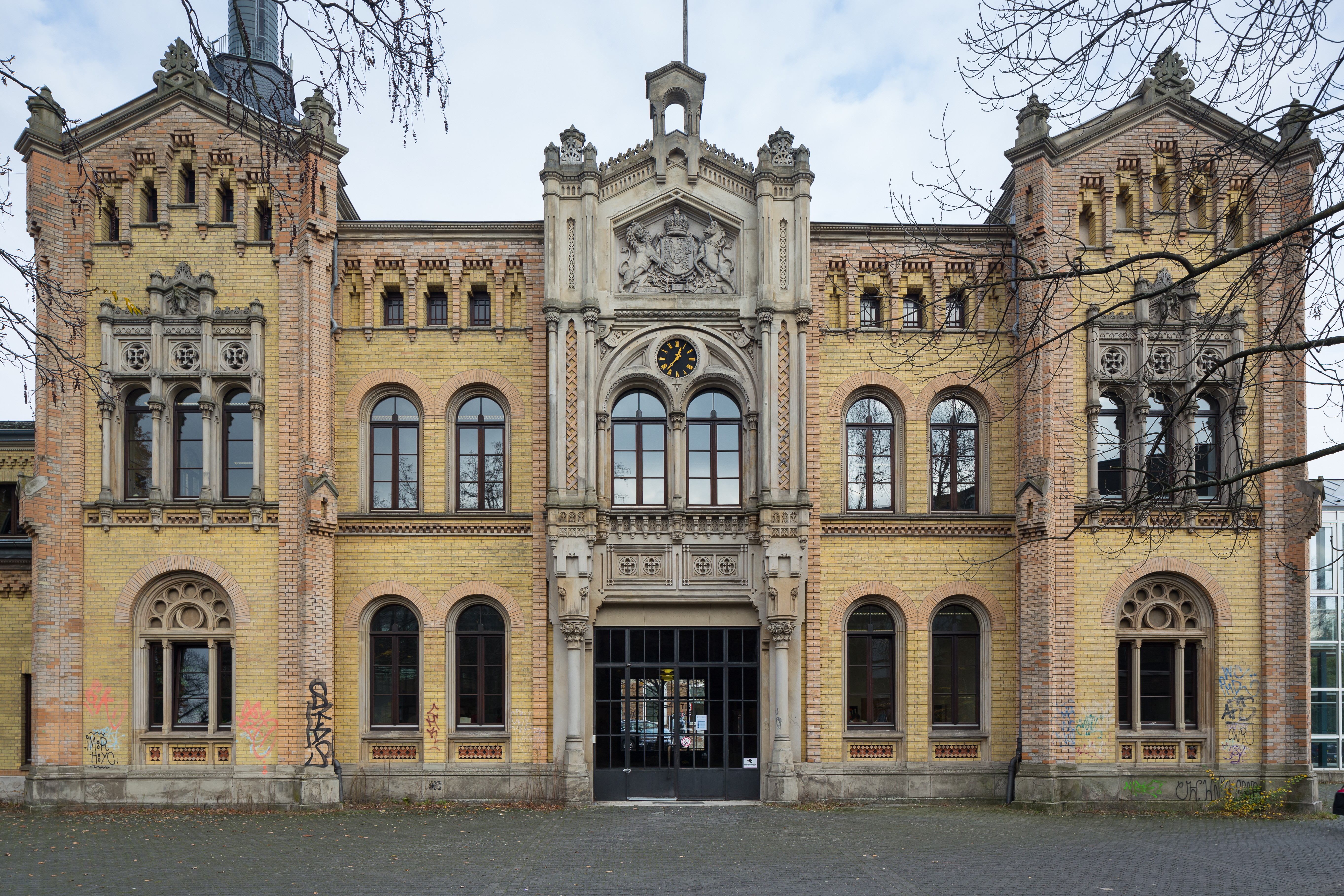
Marstallgebäude in Hannover-Nordstadt (Lage)
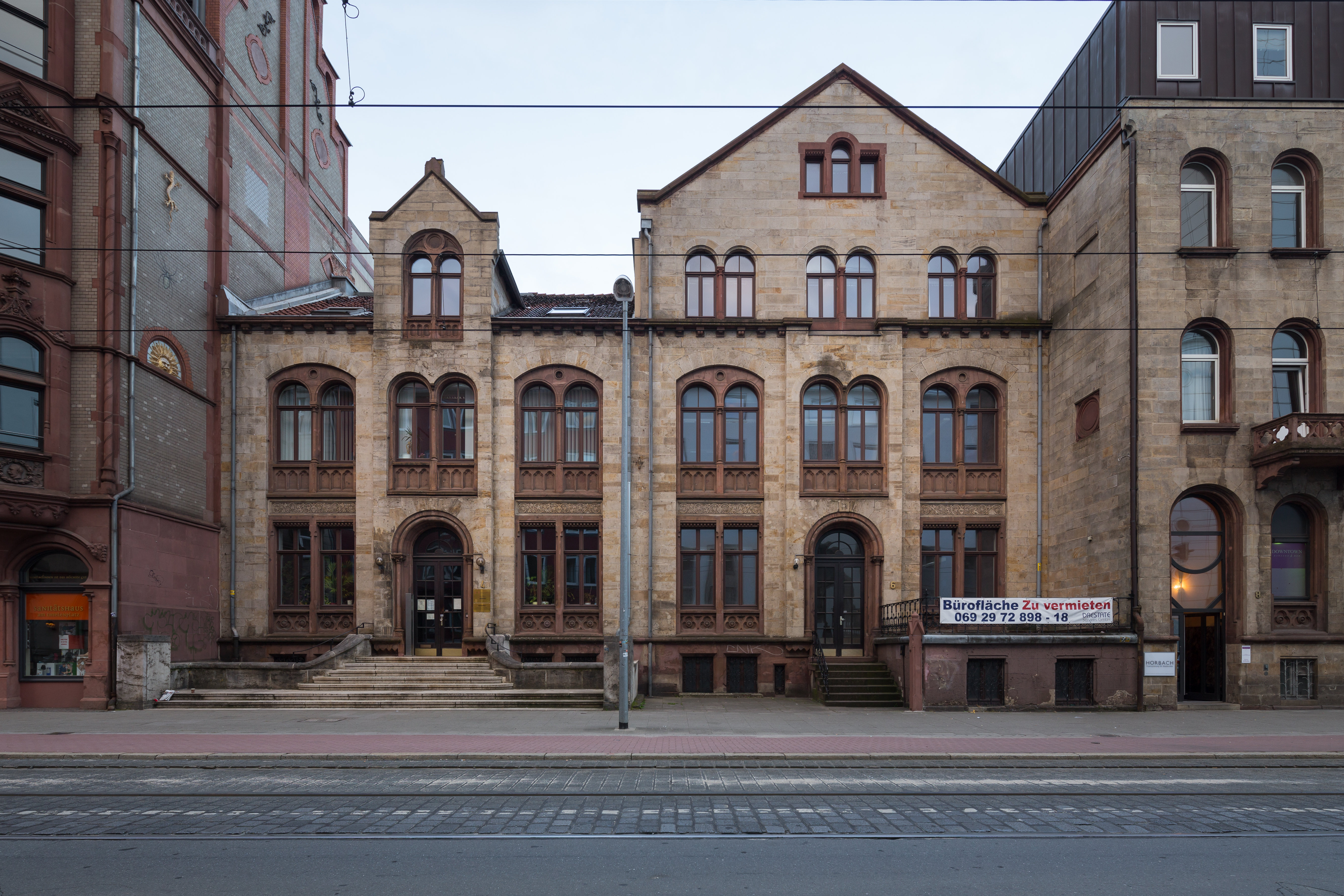
Doppelwohnhaus Prinzenstraße Nr. 4 und 6 in Hannover-Mitte (Lage)

### Neugotische Hannoversche Schule

#### Übersicht
Hases Architekturstil – von Anhängern und Kritikern gelegentlich auch „Hasik“ genannt – war von der mittelalterlichen Backsteingotik geprägt, wobei die Statik der Gebäude und das verwendete, vorzugsweise heimische Baumaterial (Holz, Ziegel, Sandstein) für den Betrachter sichtbar bleiben sollten. Die durch den Verzicht auf Außenputz erkennbaren Ziegelrohbaufassaden erhielten Backsteinverzierungen, häufig glasierte Ziegel und an Formen Deutsches Band sowie Zahnschnitt. Typisch sind Staffelgiebel am Ortgang und Segmentbogenstürze über Fenstern und Türen (Rundbogenstil).

#### Dachlandschaften

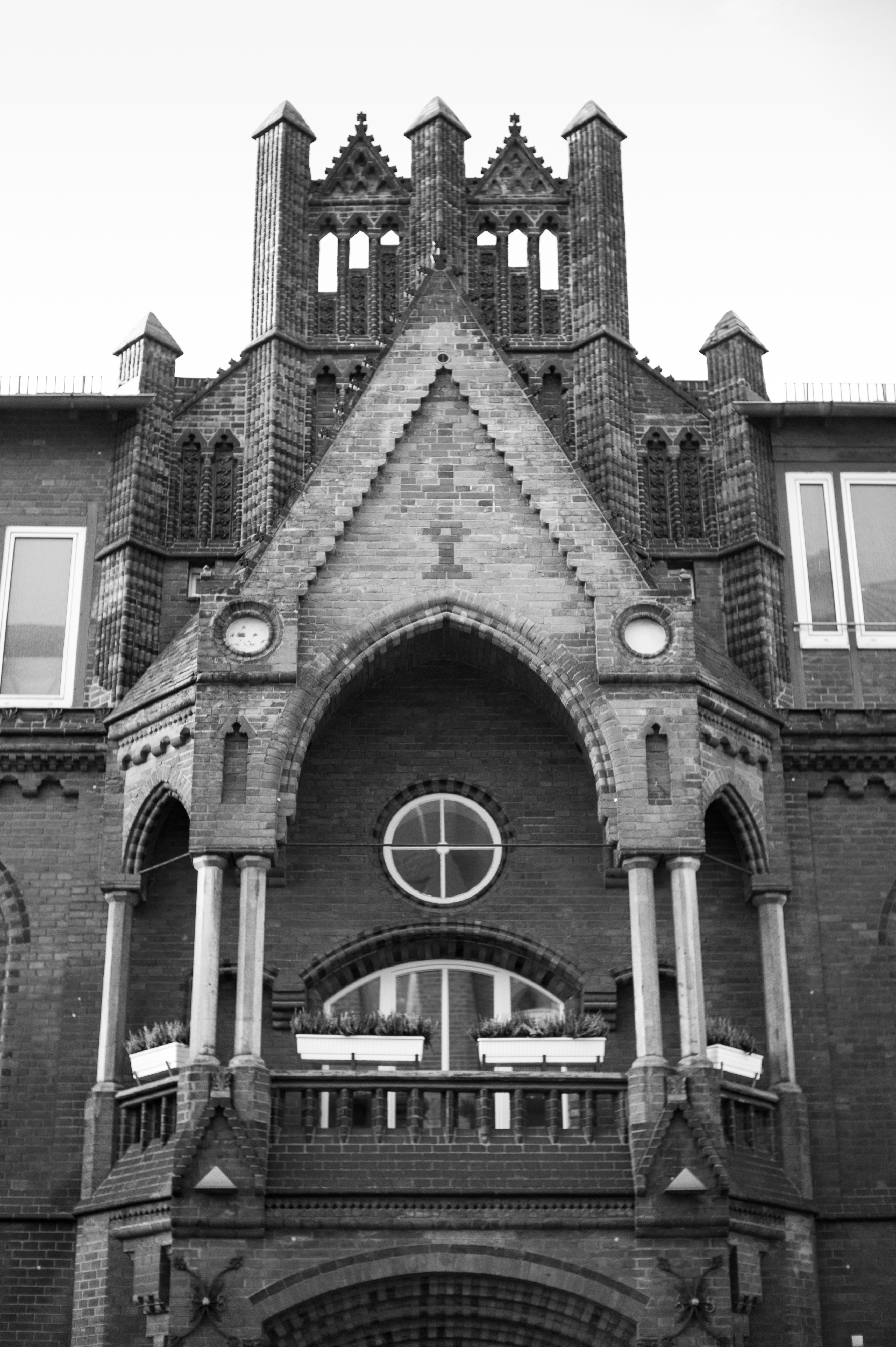
Turnhalle des hannoverschen Turn-Klubbs: Dreiecksgiebel mit darüberliegendem Übereckfialengiebel. Im Mauerwerk befindet sich das Turnerkreuz, gebildet aus glasierten Ziegeln.

„Bewegte“:121 Dachlandschaften sind eine Besonderheit der Hannoverschen Schule. Zusätzlich zu Erkern und Türmchen setzten die Architekten oft Ziergiebel ein, um ein Bauwerk auszustaffieren. In Hannover startete Conrad Wilhelm Hase diese Entwicklung, indem er 1860/61 sein eigenes Wohnhaus mit einem kleinen, backsteinernen Ziergiebel mit Übereckfialen versah. Kurze Zeit später, 1864/65, übernahmen seine Schüler Wilhelm Hauers und Wilhelm Schultz diese Stilmittel für die Turnhalle des Turn-Klubbs in der hannoverschen Maschstraße. Ein Übereckfialengiebel wurde hier auf einen Dreiecksgiebel gesetzt, was nach Ansicht des Bauhistorikers Günther Kokkelink in kreativer Weise von den mittelalterlichen Vorbildern abwich. Im Laufe der nächsten Jahre erreichte die Ziegelindustrie einige technische Fortschritte und konnte stetig vielfältigere Formsteine liefern, was den Architekten immer ausgefeiltere Dachlandschaften erlaubte.:121 Davon profitierte auch Ludwig Frühling, der 1886 die Fabrikantenvilla Schwarz in der hannoverschen Parkstraße (heute Wilhelm-Busch-Straße) errichten ließ, versehen mit Ziergiebeln ähnlich denen des Rathauses in Hannover.:112 Karl Börgemanns Grönes Hus von 1899 in der hannoverschen Sextrostraße übertraf mit seiner Fassade und Dachlandschaft vorherige Bauten in einfallsreicher Ausgestaltung, Kokkelink spricht hier von einer „phantasievolle[n] Steigerung des Übereckfialengiebels“:121. Das Haus habe sich damit immer weiter von den Eigenarten der mittelalterlichen Bauweise entfernt und markiere den Übergang der Neugotik hin zum Jugendstil.:121

#### Einsatz von Ziegeln

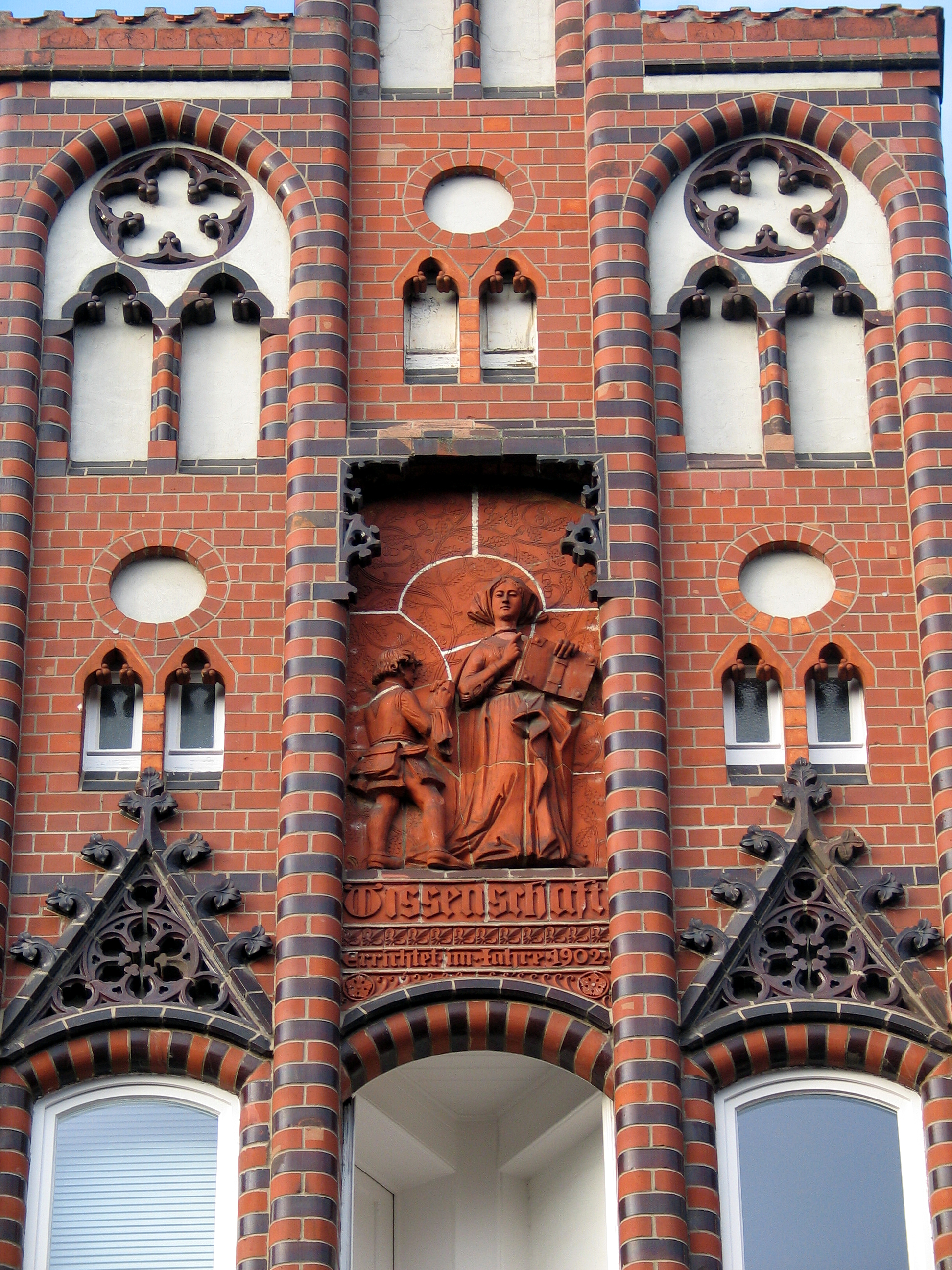
Dekorativer Giebel mit hellen Putzflächen, Formsteinen und Glasuren am Haus Mohrmann

Der sichtbare Einsatz von Ziegeln zur Verblendung von Fassade spielte in der Hannoverschen Schule eine entscheidende Rolle. Das „Backsteinmaß“ bestimmte die Gestaltung der Mauern und sorgte für eine „gleichmäßige Horizontal-Schichtung“, wie es Theodor Unger in seinem Architekturführer 1882 formulierte.:116-8 Die zwischen den Steinen auftretenden Fugen gliedern den Bau; alle Flächen, Friese, Säulen lassen sich in eine bestimmte Anzahl von Backsteinschichten zerlegen.:442-3 Um die Gebäude mit dekorativen Details zu schmücken, standen den Architekten und Maurermeistern zahlreiche Mittel zur Verfügung: Sie nutzen Formsteine oder bedienten sich polychrom gefärbter Ziegel an einer Fassade (zum Beispiel in rot und gelb, wie beim Clementinenhaus). Daneben kamen in unterschiedlichen Farben glasierte Ziegel zum Einsatz (beispielsweise in braun, schwarz und grün). Theodor Unger erwies sich jedoch als ausgesprochener Gegner der glasierten Ziegel, denen er eine „beleidigende Wirkung“ nachsagte.:120 Er vertrat die Ansicht, Glasuren gehörten aus dem Backsteinbau „verbannt“ oder zumindest „auf ein äußerst bescheidenes Maß zurückgeführt“.:121
Besonders viele und ausgeprägte Dekorationselemente schmückten die Prachtvillen, aber auch im üblichen Wohnungsbau kamen zahlreiche Details vor, die oft erst auf den zweiten Blick zu erkennen sind.:442-3 Nach Ansicht des Bauhistorikers Günther Kokkelink gingen die Architekten Karl Börgemann und Karl Mohrmann besonders kühn vor; Kokkelink bezeichnet sie als „Backsteinvirtuosen […], die sämtliche ‚Register‘ der hannoverschen Backsteinarchitektur zogen“.:442 Von Börgemann stammt zum Beispiel die Villa Willmer (Hannover), deren Turm und Fensterbänder einen „immensen Formenreichtum“:442 zeigten. Börgemanns Heiligen-Geist-Stift (Hannover) erhielt ausgedehnte Ornamentfelder und mit der übrigen Mauer kontrastierende, farbig glasierte Ziegel. Mit dreidimensional ausgebildetem Rankwerk in den Ornamentfeldern klinge bereits der Jugendstil an, so Kokkelink. Der Architekt sei aber dem Konzept der durchgehenden Fugen treu geblieben und wandte sie sowohl horizontal als auch diagonal an. Am ausgeprägtesten sei Börgemanns Vorliebe für glasierte Ziegel beim Grönen Hus (Hannover) zu beobachten. Hier arbeitete er besonders deutlich mit dem Komplementärkontrast zwischen grünen und roten Steinen. Nach Kokkelink kommen an diesem Haus „besonders attraktiv wirkende Glasuren […] am stärksten […] zur Geltung“.:442 Das Gröne Hus stelle einen Übergang der Hannoverschen Schule zum Jugendstil dar. Karl Mohrmanns eigenes Wohnhaus am Herrenhäuser Kirchweg in Hannover weiche ebenfalls in seinen Details schon stark von der „klassischen“ Lehre ab: Die Giebel erhielten zur Dekoration hell verputzte Flächen. Daneben gab es auch viele weitere, weniger bekannte Architekten, die das Baumaterial in einem „kreativen spielerischen Umgang“:442 einzusetzen gewusst hätten. Beispielhaft hierfür ist Friedrich Wedel, der bei Hase gelernt hatte. Für das von ihm entworfene Wohn- und Geschäftshaus  Callinstraße 4 (Hannover) verwendete er dekorative Formsteine.:442

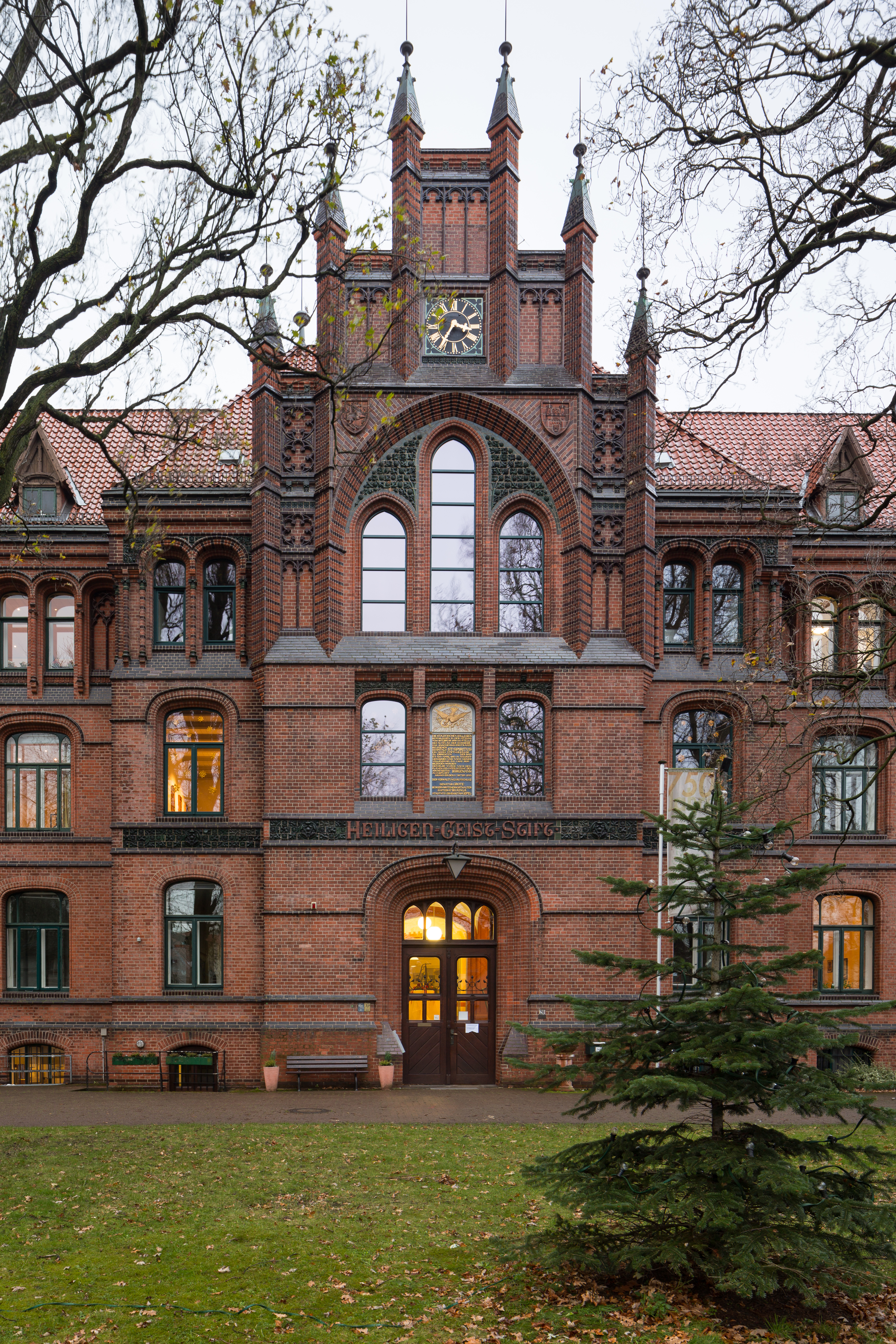
Mit Rankwerk und Ornamentfeldern verzierter Mittelrisalit des Heiligen-Geist-Stifts (Lage)
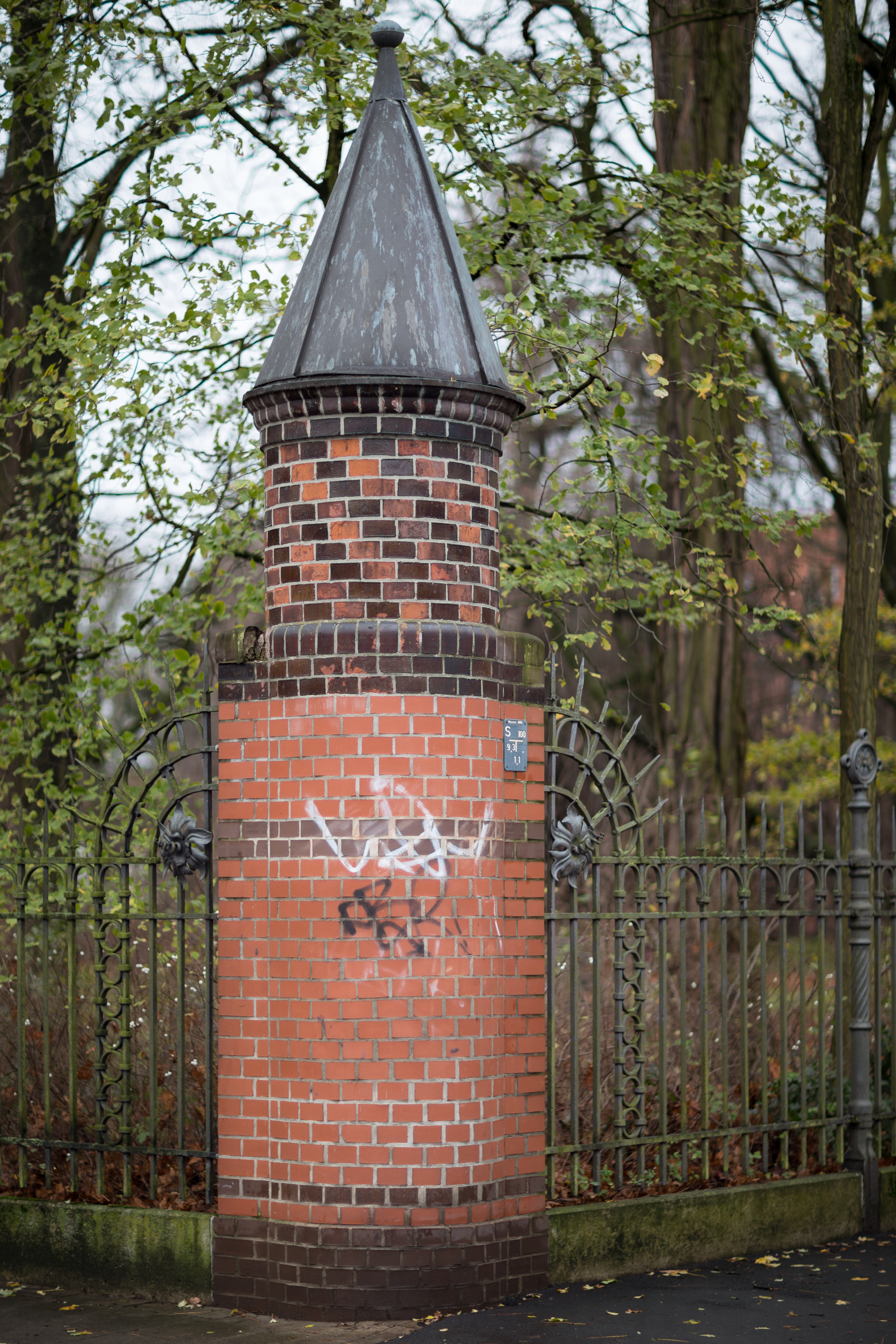
Gemauerter Zaunpfeiler mit rhythmisch eingesetzten Glasursteinen am Heiligen-Geist-Stift (Lage)
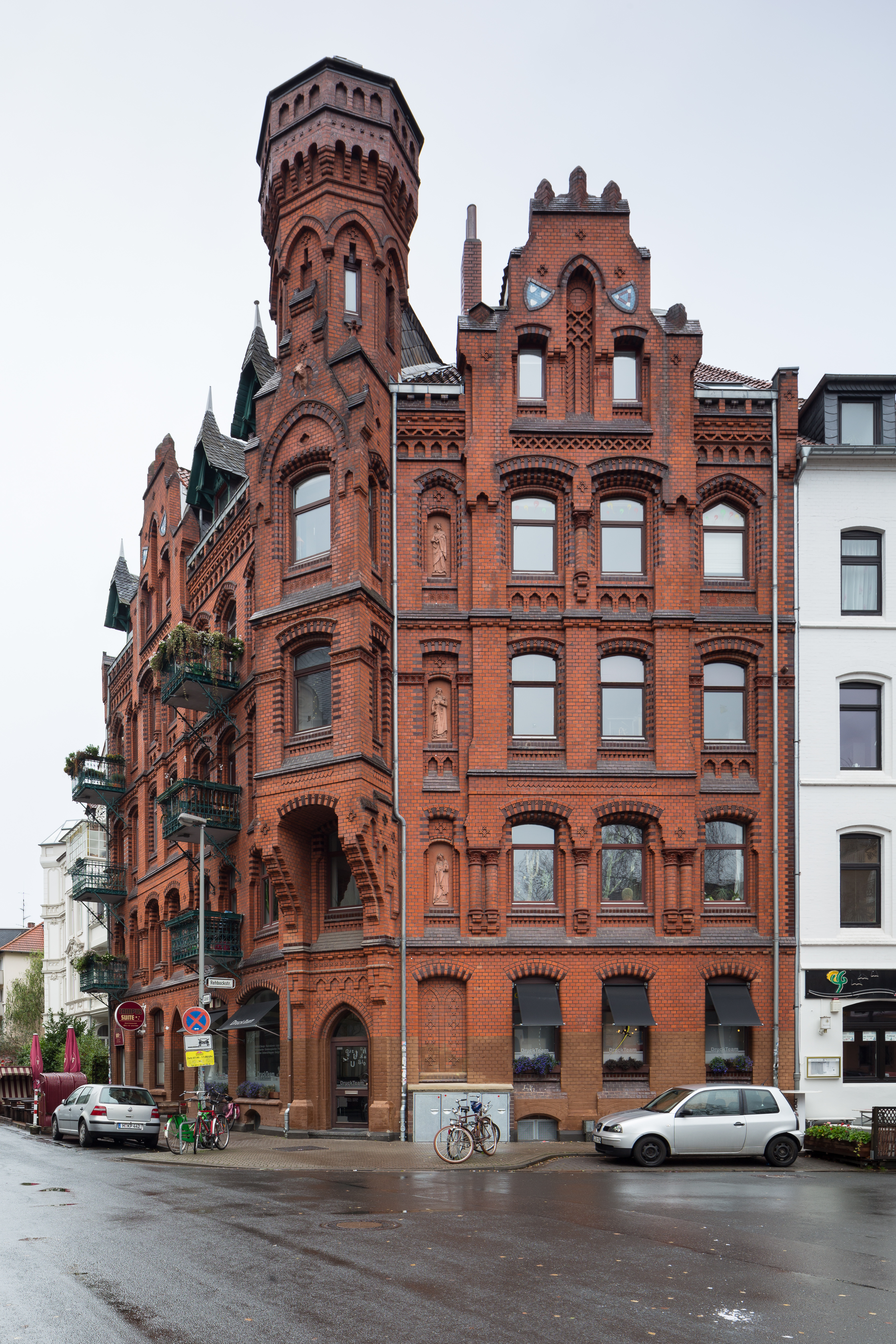
Einsatz von Formsteinen: Wohnhaus Callinstraße 4 (Lage)
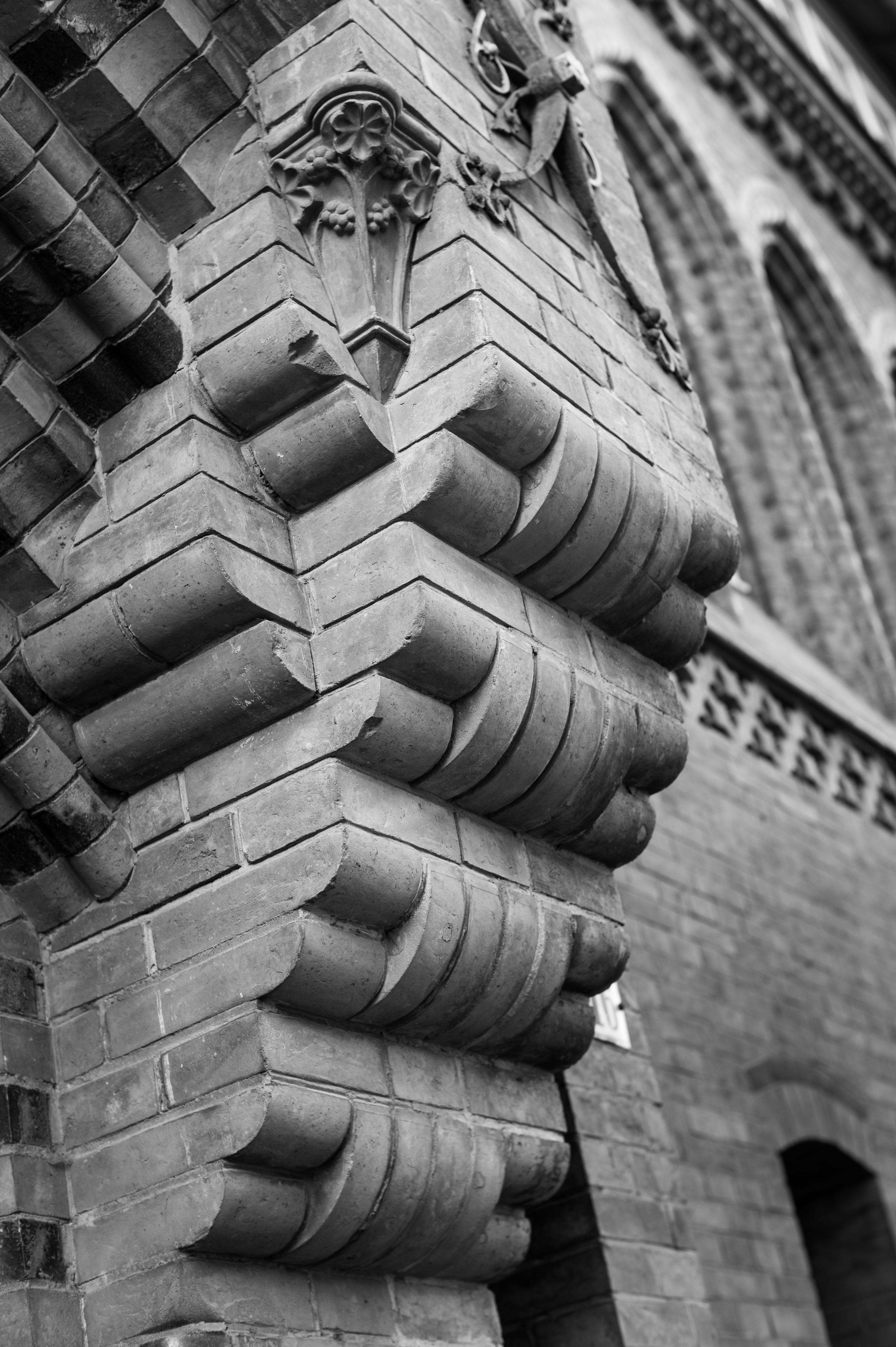
Formsteine am Eingang zur Turnhalle des hannoverschen Turn-Klubbs (Lage)

## Typologie beispielhafter Bauten

### Sakralbauten

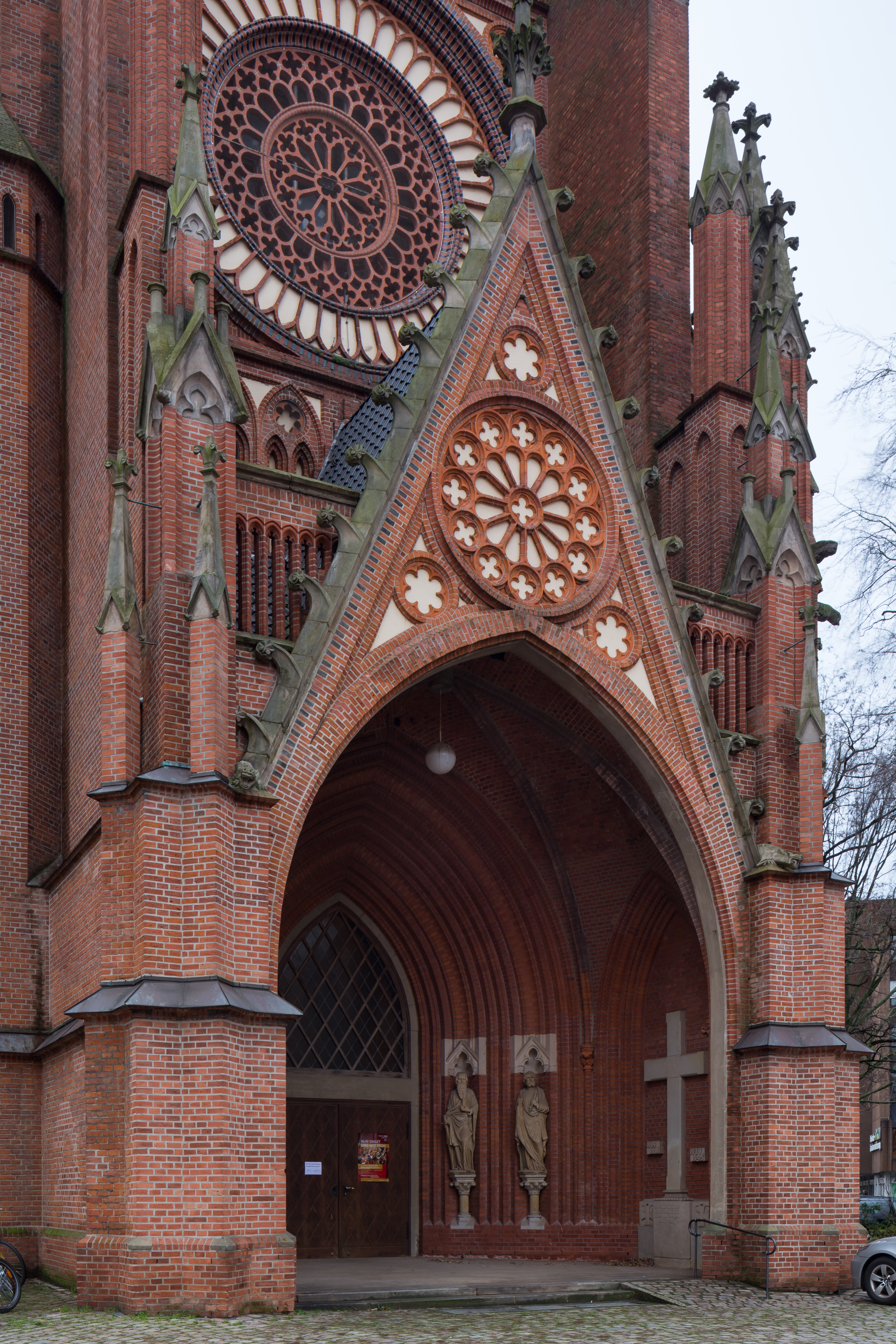
Eingangssituation mit Vorhalle und Wimperg an der Christuskirche

Die Sakralbauten der Hannoverschen Schule nehmen eine besondere Stellung ein. Viele Anhänger wirkten in erster Linie beim Bau von Kirchen, darunter Johannes Otzen, Christoph Hehl, Johannes Franziskus Klomp, Johannes Vollmer und Eduard Endler. Auch bei Conrad Wilhelm Hase lag der Schwerpunkt hier: Er bearbeitete 171 kirchliche Bauvorhaben (darunter 76 Neubauten), an Profanbauten schuf er 66. Die Hannoversche Schule wurde in der Vergangenheit deswegen oft als „Kirchenstil“ eingeordnet. Diese Einschätzung greift jedoch bei weitem zu kurz angesichts unzähliger Wohnhäuser, Fabriken, Schulen, Postgebäude und Krankenhäuser.:359
In Deutschland kam es in der zweiten Hälfte des 19. Jahrhunderts zu einer regen Bautätigkeit bei Kirchen, deren Höhepunkt zwischen 1880 und 1914 lag. Der Grund dafür war im Wesentlichen die wachsende Stadtbevölkerung, ausgelöst durch die Industrialisierung. Neue Stadtteile außerhalb des alten Stadtkerns entstanden, es kam vielerorts zur Gründung neuer Kirchengemeinden. In Hannover begann diese Phase mit dem aufsehenerregenden Bau der Christuskirche 1859.:359 Bei Ulrike Faber-Hermann gilt sie „als eigentlicher Gründungsbau der Hannoversche [sic] Schule“:93, Günther Kokkelink schreibt von einer „architektonische[n] Sensation“:362. Die Kirche geriet ungewöhnlich groß und prachtvoll. Typisch für die frühe Phase der Hannoverschen Schule ist nach Kokkelink die sehr feinteilig gestaltete, detailreiche Dachlandschaft. In der plastischen Gliederung des Baukörpers gleiche die Christuskirche hingegen späteren Bauwerken.:362 Eine „kühne Komposition“:362 gelang Hase auch bei der Umsetzung des Eingangsbereichs: Die westlichen Eckstrebepfeiler des Turmes sind nach vorne so weit vorgezogen, dass sich dazwischen der Platz für eine überwölbte Vorhalle ergibt, die Hase mit einem „mächtigen Wimperg bekrönte“:362. Der Neubau der Christuskirche blieb in Hannover lange Zeit ohne weiteres Beispiel. Erst knapp 20 Jahre später, von 1878 bis 1882, entstand in Linden mit der Zionskirche (heute: Erlöserkirche) die nächste große Stadtkirche.:362 Innerhalb weniger Jahre folgten in Hannover die Apostelkirche und Dreifaltigkeitskirche.:364
| Bild | Gebäude                     | Jahr    | Ort                                  | Architekt           | Beschreibung in der Architekturkritik | Beleg  |
| ---- | --------------------------- | ------- | ------------------------------------ | ------------------- | --- | ------ |
|      | Christuskirche              | 1859–64 | Hannover-Nordstadt (Lage)            | Conrad Wilhelm Hase | besonders filigrane Dachlandschaft, „Plastizität“ der Baukörpergliederung mit späteren Bauwerken der Hannoverschen Schule vergleichbar                                                         | :361-2 |
|      | Neue Synagoge               | 1864–70 | Hannover-Calenberger Neustadt (Lage) | Edwin Oppler        | zerstört während der Novemberpogrome 1938 |        |
|      | Erlöserkirche (Zionskirche) | 1878–80 | Hannover-Linden Süd (Lage)           | Conrad Wilhelm Hase | dreischiffige, gewölbte Hallenkirche mit nachträglich angefügtem Turm (1882), Einheit mit Pfarrhaus durch dessen Abriss 1980 „gestört“                                                         | :364   |
|      | Dreifaltigkeitskirche       | 1880–83 | Hannover-Oststadt (Lage)             | Christoph Hehl      | Emporenbasilika; weniger detailreiche Dachlandschaft als frühere Entwürfe, Plastizität mehr im unteren Bereich herausgearbeitet                                                                | :361   |
|      | Apostelkirche               | 1880–84 | Hannover-Oststadt (Lage)             | Conrad Wilhelm Hase | Entwurf ähnelt der Erlöserkirche in Hannover, weist aber eine „neue Disposition“ auf; durch „erstaunliches Gestaltungsvermögen“ Hases einander durchdringende und aneinanderstoßende Baukörper | :364   |
|      | Erlöserkirche               | 1890–92 | Berlin-Rummelsburg (Lage)            | Conrad Wilhelm Hase | etwas vergrößerte Kopie der hannoverschen Apostelkirche; Emporenbasilika | :364   |
|      | Elisabethkirche             | 1888/9  | Langenhagen bei Hannover (Lage)      | Conrad Wilhelm Hase | große Gewölbekirche mit schmalen Seitenschiffen; neuer, hoher Westturm aus Kostengründen verworfen                                                                                             | :363   |

### Schlösser
Bei Schlössern gab es unter den Architekten und Bauherren eine ähnliche Begeisterung für das Mittelalterliche wie bei Kirchen. Die Schlösser entstanden in Anlehnung an frühere, wehrhafte Burgen und erhielten deswegen deren typische Gestaltungsmittel wie Zinnen oder Türme. Nachdem in einer ersten Phase noch erhaltene Burgruinen restauriert wurden, kam es ab der Mitte des 19. Jahrhunderts zu einer regen Tätigkeit bei Schlossneubauten, bei der auch die Hannoversche Schule Anwendung fand.:115 Sie durchlebte in den kommenden Jahrzehnten einen Wandel: Die Architekten gingen weg von symmetrischen, kubisch-regelmäßigen Kastellen, hin zu asymmetrisch aufgebauten Anlagen. Während die von Conrad Wilhelm Hase entworfene Marienburg noch eine recht geordnete Erscheinung zeigte, gestaltete Julius Rasch das Schloss Imbshausen als das erste unregelmäßige Schloss nach den Prinzipien der Hannoverschen Schule. Als Schlossbaumeister betätigten sich außer den beiden Genannten auch Edwin Oppler, Christoph Hehl, Karl Börgemann, Adelbert Hotzen und weitere Architekten.:116
| Bild                            | Gebäude            | Jahr    | Ort                  | Architekt           | Beschreibung in der Architekturkritik | Beleg  |
| ------------------------------- | ------------------ | ------- | -------------------- | ------------------- | --- | ------ |
|                                 | Schloss Marienburg | 1858–62 | Pattensen (Lage)     | Conrad Wilhelm Hase | weitgehend symmetrische, vierflüglige Kastell-Anlage nach mittelalterlichem Vorbild; teils einfach gestaltete Baukörper, teils detailreich | :116   |
|                                 | Schloss Hastenbeck | 1860    | nahe Hameln (Lage)   | Adelbert Hotzen     | gewinkelter Grundriss mit großem Turm (oberer Teil unvollendet); viele Anlehnungen an die Marienburg                                       | :116-7 |
| Schloss Imbshausen bei Northeim | Schloss Imbshausen | 1862–64 | nahe Northeim (Lage) | Julius Rasch        | neue Außenarchitektur für eine bestehende Anlage aus dem 16. Jahrhundert; grundlegend veränderte Raumeinteilung                            | :117   |

### Rat- und Ständehäuser, Gerichte
Rathäuser verkörperten von jeher die bürgerliche Freiheit und Selbstständigkeit, was die Gebäude bis ins 20. Jahrhundert zu den wichtigsten und repräsentativsten Profanbauten machte.:233 Die im Zuge der Industrialisierung stark wachsende Stadtbevölkerung sorgte dafür, dass auch die Verwaltungsaufgaben deutlich zunahmen. Für die Rathäuser bedeutete dies zahlreiche Umbauten, Erweiterungen oder Neubauten. Diesen Bauvorhaben lagen jedoch nicht ausschließlich praktische Gesichtspunkte zugrunde, die Rathäuser erfüllten auch eine wichtige gesellschaftliche Funktion. An ihnen ließ sich architektonisch abbilden, wie stolz und bedeutend eine Stadt geworden war.:233

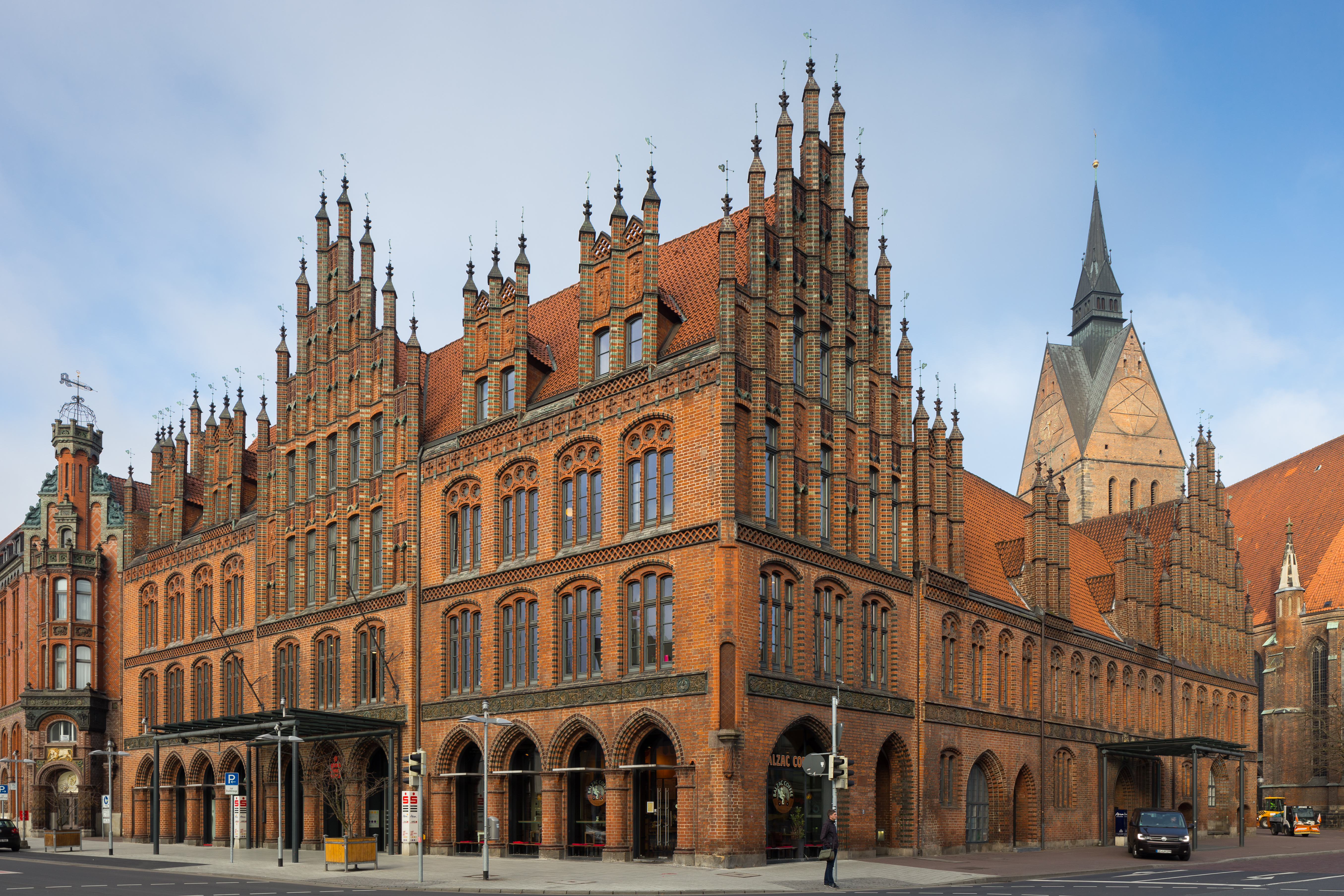
Das (Alte) Rathaus in Hannover. Blick auf die östliche Ecke mit dem neuen „Hase-Flügel“ zur Linken und dem restaurierten Flügel zur Markstraße (heute: Schmiedestraße) zur Rechten.

Über das Rathaus in Hannover urteilt der Bauhistoriker Günther Kokkelink, es habe im norddeutschen Raum Vorbildcharakter für andere Städte besessen.:233-7 Der aus dem Mittelalter stammende Bau wurde zwischen 1839 und 1891 mehrfach erweitert und restauriert. Begonnen hatte diese Phase der Umgestaltung bereits 1826, als der Stadtdirektor Wilhelm Rumann plante, das alte Rathaus abreißen zu lassen.:233 Nach seiner Vorstellung sollte an der gleichen Stelle ein größerer Neubau entstehen, der doppelt so viel Nutzfläche wie das alte Gebäude geboten hätte. Der Entwurf kam vom Stadtbaumeister August Andreae, der ein viergeschossiges Haus im Rundbogenstil vorsah. Das Vorhaben stieß jedoch auf massiven Widerstand bei den Bürgern und dem Bürgervorsteher-Kollegium, sodass Rumann von der Ausführung abrückte. Stattdessen beantragte er erfolgreich den Neubau eines innenliegenden „Gefangenenhauses“:234 als Erweiterung des Rathauses. Andreae gestaltete es von 1839 bis 1841 in Anlehnung an den Rundbogenstil, stattete den Trakt aber auch mit bis dahin weitgehend unbekannten Stilelementen aus. Über Backsteinreliefs, zweigeschossige Blendarkaden, Segmentbögen und Lisenen entwickelte Andreae eine Formensprache, die später von der Hannoverschen Schule aufgegriffen wurde.:234 Nach dem Gefangenenhaus folgte bis 1850 der Gerichtsflügel entlang der Köblinger Straße, für den zuvor der ehemalige Apothekenflügel abgebrochen werden musste. Die Fassade des Gerichtsflügels führte Andreae mit „norditalienisch-romanischen“:234 Formen aus, weswegen der Gebäudeteil im Volksmund schnell den Beinamen „Dogenpalast“:234 erhielt. In den folgenden zwanzig Jahren kam es wieder zu Protesten, der den Weiterbau neuer Trakte verhinderte. Erst Ende des Jahres 1863 beauftragte der Magistrat den hannoverschen Architekten- und Ingenieur-Verein damit, ein Wiederherstellungs- und Nutzungskonzept für das Rathaus zu erarbeiten. Die Diskussionen über das Konzept dauerten gut zehn Jahre an, ehe 1875 Conrad Wilhelm Hase berufen wurde, Pläne für die Restaurierung zu erstellen. Hases Entwürfe fanden Anklang beim Magistrat, der Anfang 1877 deren Ausführung beschloss. In Hases Plänen war „der mittelalterliche Zustand unter Fortlassung aller späterer Hinzufügungen“:235 vorgesehen; bei der Ausführung wurden die Pläne nur leicht geändert, indem noch einige Treppen und Zwischenwände ergänzt wurden. Die Restaurierungsarbeiten für das Äußere des Marktflügels konnten 1879 abgeschlossen werden, während die Arbeiten im Innern noch bis 1882 andauerten. Zur Zeit der Einweihung fand in Hannover eine Generalversammlung der deutschen Architekten und Ingenieure statt. Deren Teilnehmer lobten an Hases Entwürfen die „konzeptionelle Einheitlichkeit, die allumfassende Durchgliederung des Inneren und Äußeren“ und „die totale Wiederherstellung des gotischen Zustandes“.:235 Nach Ansicht von Günther Kokkelink ging Hase beim Rathaus in Hannover sehr zurückhaltend vor, wie er mit seinem Leitsatz „Festhalten am Alten“ gefordert hatte.:236 Die „Ehrwürdigkeit des alten Monuments“ habe für Hase größere Wichtigkeit besessen als die „subjektiven künstlerischen Ambitionen“.:236 Als letzter Teil des Rathauses entstand von 1890 bis 1891 der neue „Hase-Flügel“ zur Karmarschstraße.:237 Der nach Südosten weisende Flügel wurde nötig, nachdem zuvor die Grupenstraße angelegt worden war. Diese, heute Karmarschstraße genannt, führte als Durchbruch quer durch die Altstadt, um eine schnelle Verbindung des Bahnhofs mit der westlich gelegenen Stadt Linden zu gewährleisten. Aus Repräsentationszwecken gab Hase dem Flügel ein weiteres Stockwerk und einen „prächtigen“:237 Mittelgiebel. An seinen Stirnseiten erhielt der Flügel Übereckfialengiebel, die das Rathaus nach Südosten in fast symmetrischer Weise flankieren.:237
Der hannoversche Fall wirkte in der Folgezeit „animierend auf andere nordwestdeutsche Städte mit gotischen Rathäusern“:235: Die Stadtplaner bevorzugten nun oft Gesamtrestaurierungen gegenüber selektiven Teilrestaurierungen. Bereits wenige Monate nach der Einweihung in Hannover entwarf Heinrich Gerber den Plan für eine Gesamtrestaurierung des Göttinger Rathauses. Diese wurde zwischen 1883 und 1886 realisiert. In Hildesheim leitete Gustav Schwartz die umfassende Restaurierung des Rathauses, ausgeführt von 1883 bis 1887. In Lübeck war es Adolf Schwiening, der 1883 einen Plan für die Gesamtrestaurierung des dortigen Rathauses vorlegte. Alle drei – Gerber, Schwartz und Schwiening – hatten bei Hase gelernt.
| Bild | Gebäude                   | Jahr                                                    | Ort                             | Architekt              | Beschreibung in der Architekturkritik | Beleg   |
| ---- | ------------------------- | ------------------------------------------------------- | ------------------------------- | ---------------------- | --- | ------- |
|      | Altes Rathaus Hannover    | 1878–82 (Marktflügel, Bild) und 1890/91 („Hase-Flügel“) | Hannover-Mitte (Lage)           | Conrad Wilhelm Hase    | umfangreiche Restaurierung des mittelalterlichen Gebäudes; später Ergänzung des Südflügels („Hase-Flügel“) zur neu angelegten Grupenstraße (heute Karmarschstraße); Markt- und Hase-Flügel mit stirnseitigen Übereckfialengiebeln, Hase-Flügel um ein Stockwerk höher als der Marktflügel und mit einem „prächtigen“ Mittelgiebel | :233-7  |
|      | Altes Lindener Rathaus    | 1883–84                                                 | Hannover-Linden Mitte (Lage)    | Christoph Hehl         | an „städtebaulich wirkungsvoll[em]“ Standort an einer Weggabelung; Ratssaal mit drei „prächtigen“ Segmentbogenfenstern; Dachlandschaft mit Übereckfialengiebel, Ecktürmchen und spitzer Dachreiter mit Glocke im Krieg zerstört                                                                                                   | :237    |
|      | Rathaus Lübeck            | 1887–94                                                 | Lübeck, Breite Straße (Lage)    | Adolf Schwiening       | umfangreiche Sanierung durch Schwiening; neue, „monumentale“ Nordfassade als Ausdruck „hanseatischen Selbstbewußtseins“ | :238    |
|      | Ständehaus Rostock        | 1889–93                                                 | Rostock, Wallstraße (Lage)      | Gotthilf Ludwig Möckel | annähernd quadratisches Gebäude, „systematisch […] gegliedert“, ähnlich Schinkels Bauakademie; überdachter Innenhof mit „repräsentativer“ Treppenanlage | :239-40 |
|      | Gerichtsgebäude in Lübeck | 1894–96                                                 | Lübeck, Große Burgstraße (Lage) | Adolf Schwiening       | |         |

### Museumsbauten
Die meisten Museen während der neugotischen Bauphase entstanden in den 1880er und 1890er Jahren, von dem Kunsthistoriker Volker Plagemann als eine Zeit des staatlichen Museumsbaus bezeichnet.:267 Dieser Zeit vorangegangen waren die Phasen des fürstlichen (1815–1848) und des bürgerlichen (bis 1870) Museumsbaus, Von der letztgenannten wirkten die Prinzipien einer „monumentalen äußeren Erscheinung“:267 der Häuser noch bis zur Jahrhundertwende nach. Demnach erhielten die Museen als wichtige Bildungseinrichtung repräsentative Gebäude. Für viele Bauvorhaben galt als Vorbild die Dresdner Gemäldegalerie, errichtet 1847–55 von Gottfried Semper. Ihr Äußeres im Stil der Neorenaissance wurde neben klassizistischen Kunst-Tempeln zum Standard im Museumsbau. Die Hannoversche Schule konnte sich daher für solche Bauaufgaben nur in ihren Hochburgen durchsetzen.:267
| Bild | Gebäude                            | Jahr    | Ort                             | Architekt              | Beschreibung in der Architekturkritik | Beleg |
| ---- | ---------------------------------- | ------- | ------------------------------- | ---------------------- | --- | ----- |
|      | Künstlerhaus Hannover              | 1853–56 | Hannover-Mitte (Lage)           | Conrad Wilhelm Hase    | frühes Gebäude, das mit sichtbaren Ziegeln ausgeführt wurde; mit mehrfarbigen Ziegeln und „sorgfältig gearbeiteten Sandsteinelementen“, dazu dekorative Details, die fast „exotisch“ wirkten; goldene Ehrenmedaille des Königs zur besonderen Würdigung Hases | :51   |
|      | Cumberlandsche Gemäldegalerie      | 1883–86 | Hannover-Mitte (Lage)           | Otto Goetze            | Erscheinung eines „äußerlich schlichten Zweckbaus“, der an Industriegebäude erinnert; innen „repräsentatives“ Treppenhaus mit „dekorativen“ Eisenkonstruktionen                                                                                               | :268  |
|      | Museum für das Fürstentum Lüneburg | 1889–91 | Lüneburg, Wandrahmstraße (Lage) | Ferdinand Münzenberger | Kombination aus Rundbogenstils, Hannoverscher Schule und märkischer Architektur; im Zweiten Weltkrieg größtenteils zerstört, 1970 erneuert und erweitert | :268  |

### Schulgebäude und Turnhallen
Ausgelöst durch die Industrialisierung kam es in der zweiten Hälfte des 19. Jahrhunderts zu einem starken Anwachsen der Stadtbevölkerung.:275 Neben anderen Herausforderungen im Bereich des Wohnungsbaus und der Infrastruktur mussten innerhalb weniger Jahre auch zahlreiche Schulgebäude neu errichtet werden. In Hannover stieg die Schülerzahl in Volksschulen von rund 7.500 im Jahr 1876 auf knapp 27.000 im Jahr 1905. Es entstanden verschiedene Schultypen für unterschiedliche Anforderungen: Gymnasien und Reformgymnasien, Höhere Töchterschulen, Realschulen, Bürgerschulen, Volksschulen, Blinden- und Taubstummenschulen, Schulen für Angehörige religiöser Minderheiten und Hilfsschulen. Innerhalb der Schultypen gab es eine Hierarchie, bei der Gymnasien und Realschulen zum obersten Rang zählten und deswegen gestalterisch am aufwändigsten ausgeführt wurden. Der Grundsatz der Hannoverschen Schule, den Ziegel unverputzt einzusetzen, ersparte der Stadtverwaltung Kosten.:275
Für die im 19. Jahrhundert entstandenen Turnhallen gab es keine vormodernen Vorbilder.:297 Die Architekten leiteten ihre Entwürfe daher zunächst von Versammlungsräumen ab, wie sie in Kirchen oder Schulen genutzt wurden. Die aufkommende Turnbewegung unter dem „Turnvater“ Friedrich Ludwig Jahn diente der Freizeitgestaltung, sollte die Deutschen aber auch für kriegerische Auseinandersetzungen in Form bringen. Das Logo der Bewegung, das Turnerkreuz, kam erstmals 1846 auf. Es ist aus vier „F“ zusammengesetzt, die für das Motto der Bewegung „frisch, fromm, fröhlich, frei“ stehen. Viele Turnhallen der Hannoverschen Schule erhielten das Kreuz zur Zierde.:297 Die Turnhalle in der hannoverschen Maschstraße erbauten Wilhelm Hauers und Wilhelm Schultz. In den Jahren 1864/65 entstanden, ist sie vermutlich das älteste erhaltene Gebäude des Stadtteils Südstadt. Sie gehört außerdem zu den Hallen, die schon sehr früh für einen Turnerbund errichtet wurden. Der Bau ist mit 15 Fensterachsen sehr breit gelagert. Ursprünglich umfasste er nur zwei Geschosse, wurde dann aber bei der Beseitigung der Schäden des Zweiten Weltkriegs aufgestockt. Eine Besonderheit der Halle ist ihr außermittig angeordneter Eingangsrisalit mit Dreiecksgiebel und aufgesetztem Übereckfialengiebel. Im Innern lässt sich außerdem die Tragstruktur erkennen, sie besteht aus mit Spitzbögen verbundenen Stützen. Laut dem denkmaltopographischen Atlas von 1983 besitze die Turnhalle trotz des nachträglichen Umbaus für Hannover eine große Bedeutung.:117
| Bild | Gebäude                                | Jahr    | Ort                          | Architekt                          | Beschreibung in der Architekturkritik | Beleg |
| ---- | -------------------------------------- | ------- | ---------------------------- | ---------------------------------- | --- | ----- |
|      | Ehem. Mittelschule Davenstedter Straße | 1885    | Hannover-Linden Mitte (Lage) | Friedrich Knust                    | schlichte Erscheinung ähnlich der von Industriebauten, wenige neugotische Elemente, nur zweigeschössige Blendbögen, Rautenfriese mit grün glasierten Ziegeln und ein Bogenfries am Traufgesims | :276  |
|      | Schule Kestnerstraße                   | 1887/88 | Hannover-Südstadt (Lage)     | Eberhard Hillebrand                | „klassische“ Hannoversche Schule: einfache Gestaltungsmittel für sparsame Zweckmäßigkeit des Ziegels; glasierte Ziegel, Sohlbänke und einfache Rautenfriese betonen die Horizontale; Risalite und Staffelgiebel betonen die Vertikale                                                                          | :276  |
|      | Ehem. Bürgerschule Edenstraße          | 1892/93 | Hannover-List (Lage)         | Paul Rowald                        | Neugotik über zweigeschossige Blendbögen, Staffelgiebel an den Treppenhaus-Risaliten und grün glasierte Ziegel, Abmilderung durch Eingangsportale mit Rundbögen (zur Edenstraße), keine Spitzbögen, dafür Mansarddach                                                                                          | :276  |
|      | Ehem. Provinzial-Blindenanstalt        | 1892/93 | Hannover-Kleefeld (Lage)     | (Gustav?) Schaumann                | von der Straße zurückgesetzter Bau mit drei Geschossen, Querflügel zur Straße als Risalite angedeutet; mit gotischen Formen gegliedert und dekoriert; Hauptportal des Mittelflügels mit hohen Spitzbogenfenstern am Betsaal; heute als Schule genutzt                                                          | :81   |
|      | Schule Alemannstraße                   | 1893–95 | Hannover-Vahrenwald (Lage)   | Paul Rowald                        | Schulgebäude für 28 Klassen; zweigeschossige Blendbögen nach Wilsdorffschem Schema, aber mit höheren und bereiten Risaliten an den Ecken als an den Treppenhäusern; flache Korbbögen, kielbogige Archivolte und helle Maßwerkfelder weichen deutlich von den Details der „klassischen“ Hannoverschen Schule ab | :276  |
|      | Hannoverscher Turn-Klubb               | 1864/65 | Hannover-Südstadt (Lage)     | Wilhelm Hauers und Wilhelm Schultz | zeitgenössisches „Aushängeschild“ der Hannoverschen Schule; Eingang mit Turnerkreuz auf Dreiecksgiebel, der mit Übereckfialen gekrönt ist; grün oder schwarz glasierte Formsteine | :297  |

### Krankenhäuser und Heime
Kirchliche Hospitäler gab es bereits im Mittelalter, die meist nahe dem Stadtzentrum errichtet wurden. Hinzu kamen „Siechenhäuser“:303 (wie zum Beispiel Pesthäuser), die außerhalb der Stadt entstanden, um die Ausbreitung von Seuchen zu vermeiden. Im 19. Jahrhundert entstanden erstmals Krankenhausbauten für spezifische Bedürfnisse, nachdem wissenschaftliche Erkenntnisse zu den Anforderungen für bestimmte Therapien ausgearbeitet worden waren. Zu dieser Zeit wurde auch das Konzept der Pavillons populär. Außer den allgemeinen Hospitälern entstanden auch Fachkliniken, beispielsweise Geburtenhäuser oder Kinderkrankenhäuser.:303
Für psychisch erkrankte Menschen ließ König Georg V. gegen 1860 zwei kleinere Landes-Irrenanstalten bauen.:303 In den beiden Häusern, eines in Osnabrück und eines in Göttingen angesiedelt, sollten jeweils 200 Personen untergebracht werden konnten. Adolf Funk und Julius Rasch entwarfen die Göttinger Einrichtung als geschlossene, symmetrische Anlage, in deren Zentrum ein Garten angelegt wurde. Die meisten Gebäude gestalteten die Architekten im Rundbogenstil oder in einer „noch eher klassizistisch geprägten Neugotik“, wie es der Bauhistoriker Günther Kokkelink formuliert.:303 Bei der Kapelle entschied sich Rasch für die Hannoversche Schule – wahrscheinlich ganz bewusst, wie in der Literatur vermutet wird. Innerhalb der Anlage kam der Kapelle eine besondere Bedeutung zu: Sie sollte mit ihren „schönen Gewölben“ einer normalen Dorfkirche gleichen und so zur Linderung der physischen Leiden beitragen. Ein bloßer Betsaal innerhalb des Gebäudes wurde als nicht ausreichend angesehen, um Trost und Kraft zu spenden. Da für die gesamte Anlage nicht genug gleiches Baumaterial zu erhalten war, musste Rasch verschiedene Steinsorten mischen, darunter Sandstein, Tuffstein, Backstein und gelbe Verblendziegel.:303
Mit gelben Ziegeln verblendete Christoph Hehl das Clementinenhaus, entstanden 1885 bis 1887 in Hannover-List. Mit farblich abgesetzten Ziegeln in rot griff er die Idee der Backsteinpolychromie wieder auf, die Conrad Wilhelm Hase bereits 1856 beim heutigen Künstlerhaus angewandt hatte.:306 Der erhaltene, zweieinhalbgeschossige Bau ist heute der älteste Teil des Krankenhauses. Das Gebäude steht frei und etwas von der angrenzenden Lützerodestraße zurückversetzt, mit einer Ausrichtung von Ost nach West und der Schauseite nach Süden. Die Fassade ist symmetrisch aufgebaut mit drei übergiebelten Risaliten. Der mittlere davon nimmt den Eingang auf und ist deswegen etwas breiter und höher ausgeführt als die seitlichen Risalite.:177
In der hannoverschen Heiligengeistraße wurde von 1892 bis 1895 das Hospital St. Spiritus (Heiligengeiststift) erbaut.:142 Karl Börgemann wählte dafür Gestaltungselemente der „klassischen“ Hannoverschen Schule. Es entstand eine Südfassade von 76 m Länge. Sie erhielt einen Mittelrisalit mit einem „prächtigen“:305 Übereckfialengiebel, außerdem zwei Seitenrisalite, die auf die rückwärtigen Seitenflügel hinweisen.:305 In der Horizontalen wird die Fassade von unterschiedlich farbigen Backsteinbändern gegliedert, außerdem variieren die Gesimse. Das dritte Geschoss ist von den unteren hervorgehoben, hier wechseln sich Doppelfenster und Blendarkaden ab. Der Mittelrisalit trägt zudem dunkelgrün glasierte Kacheln, die ihn zusätzlich strukturieren.:142 Das Gebäude des Heiligengeiststifts gehört zu den „eindrucksvollsten“:305 Profanbauten der Hannoverschen Schule, die erhalten geblieben sind.
| Bild | Gebäude                                   | Jahr                        | Ort                       | Architekt                                   | Beschreibung in der Architekturkritik | Beleg        |
| ---- | ----------------------------------------- | --------------------------- | ------------------------- | ------------------------------------------- | --- | ------------ |
|      | Irrenanstalt Göttingen                    | 1866 (Eröffnung)            | Göttingen (Lage)          | Adolf Funk und Julius Rasch                 | überwiegend im Rundbogenstil gehaltener, geschlossener Komplex mit zentralem Garten; Kapelle nach Hannoverscher Schule | :303         |
|      | Alt-Bethesda (Ursprungsbau / Erweiterung) | 1873–75, 1884 (Erweiterung) | Hannover-Kirchrode (Lage) | Heinrich Wegener, Pläne von Adelbert Hotzen | Ursprungsbau: Segmentbogenfenster „originiell ausgebildet“ mit „ungewöhnlich gemauertem Maßwerk“ in abgewandelter Dreipass-Form; Erweiterung: gotisierende Zwerchhäuser zu den Traufseiten, mit Treppengiebel und fialartiger Bekrönung; gekuppelte Fenster, glasierte Ziegel und Sohlbänke | :303-4,:92-3 |
|      | Clementinen-Krankenhaus                   | 1885–87                     | Hannover-List (Lage)      | Christoph Hehl                              | polychrome Backsteinfassade in gelb mit roten Akzenten | :306         |
|      | Heiligengeiststift                        | 1892–95                     | Hannover-Bult (Lage)      | Karl Börgemann                              | Anlage nach „klassischer“ Hannoverscher Schule, einer der „eindrucksvollsten“ Profanbauten, der erhalten blieb; „aufwendig[e]“ Südfassade „geschmückt“ mit einem Übereckfialiengiebel am Mittelrisalit, Ornamente und Rankwerk                                                              | :305         |

### Villen und Einfamilienhäuser
Die Villa Willmer war die „prächtigste und größte“:139 Villa, die nach den Prinzipien der „klassischen“ Hannoverschen Schule erbaut wurden. Karl Börgemann entwarf das 1884–86 entstandene Gebäude für den hannoverschen Ziegelproduzenten Friedrich Willmer. Das Haus befand sich in Hannover-Waldhausen und kostete seinerzeit die gewaltige Summe von rund 2 Mio. Goldmark und war etwa dreimal so groß wie übliche Villen. Willmer hatte es dank der Hannoverschen Schule zu Reichtum gebracht, die überall entstehenden Ziegelbauten sorgten für großen Umsatz. Die Villa besaß einen winkelförmigen Grundriss und enthielt etwa 75 Zimmer, von denen sich über 50 in den drei Wohngeschossen befanden. In seiner Größe und Ausgestaltung glich das Haus eher einem Schloss als einer Villa. Der im Volksmund entstandene Beiname Tränenburg rührt vermutlich daher, dass Willmer seine Arbeiter schlecht behandelte und diese für den Bau des Hauses viele „Tränen“ vergossen. Den Zweiten Weltkrieg überstand das Gebäude annähernd unbeschadet. Dennoch wurde es 1971 trotz weitreichender Bürgerproteste für ein letztlich nie umgesetztes Neubauprojekt abgerissen.:139
In Kassel war die von Wilhelm Lüer und Conrad Wilhelm Hase errichtete sogenannte Villa Glitzerburg (eigentlich Villa Wedekind) ein vielbeachtetes im Stil der Hannoverschen Schule entstandenes Bauwerk. Es war seinerzeit das größte private Wohnhaus in Kassel.
Um die Jahrhundertwende nahmen die Grundstückspreise oft soweit zu, dass Einfamilienhäuser zusammengefasst wurden.:129 Ein herausragendes Beispiel hierfür stellt das Wohnhaus des Architekten Karl Mohrmann in Hannover dar, in den Blättern für Architektur und Kunsthandwerk 1913 als „eines der gelungensten und bezeichnendsten [Wohnhäuser] der neueren Hannoveraner Bauweise“ beschrieben. Entgegen den üblichen Gestaltungsprinzipien der Hannoverschen Schule wählte Mohrmann für sein Haus einen Rechteckfialen- beziehungsweise Pfeilergiebel, in den er bemalte Putzfelder integrierte. Ein solches Motiv stammt eher von gotischen Bauwerken an der Ostsee als aus der Umgebung Hannovers. Die Hausecke betonte Mohrmann mit einem „mächtigen“:129 Turm, der eine von Zinnen bewehrte Aussichtsplattform besaß.
Einige Jahre vor dem Haus Mohrmann, um 1890, entstand eine Villengruppe am westlichen Ende der hannoverschen Callinstraße. Die Einmündung in die Nienburger Straße wird mit dem linken Turm der Doppelvilla Nr. 48/50 hervorgehoben. Die Türme bilden mit ihren Spitzhelmen ein typisches Merkmal der Hannoverschen Schule, ebenso die Ziergiebel.:169
| Bild | Gebäude                   | Jahr      | Ort                        | Architekt       | Beschreibung in der Architekturkritik | Beleg     |
| ---- | ------------------------- | --------- | -------------------------- | --------------- | --- | --------- |
|      | Villa Willmer             | 1884–86   | Hannover-Waldhausen (Lage) | Karl Börgemann  | herausragender Prachtbau mit „schloßartige[r]“ Erscheinung, größte Villa im Stile der „klassischen“ Hannoverschen Schule | :139      |
|      | Villa Schwarz             | 1886      | Hannover-Nordstadt (Lage)  | Ludwig Frühling | zweigeschossige Villa mit unregelmäßigem Grundriss; aufwändiger, dem Rathaus entlehnter Fialengiebel zum Park orientiert, Giebel zum Garten kriegsbedingt zerstört; erbaut für den Fabrikanten Carl Schwarz, später von einer studentischen Verbindung genutzt | :122,:112 |
|      | Villengruppe Callinstraße | 1890      | Hannover-Nordstadt (Lage)  | Otto Goetze     | typische Prachtbauten mit Ziergiebeln und Spitzhelm-Türmchen | :169      |
|      | Haus Mohrmann             | etwa 1900 | Hannover-Nordstadt (Lage)  | Karl Mohrmann   | Eckhaus für zwei Familien mit mächtigem Aussichtsturm und Pfeilergiebel mit bemalten Putzgiebeln; nach Kriegszerstörungen in den 2010er Jahren weitgehend originalgetreu restauriert                                                                           | :129,     |

### Pfarrhäuser
Pfarrhäuser sind eine spezielle Form des Wohnhauses. Beim Kunsthistoriker Günther Kokkelink heißt es, sie seien im 19. Jahrhundert oft mit einem eigenen gestalterischen Anspruch ausgeführt worden.:163 Für diese Bauaufgabe habe sich die Neugotik als besonders passend erwiesen. Ihre Formensprache mittelalterlicher Sakralbauten eignete sich sehr gut dazu, den Zweck des Pfarrhauses zu unterstreichen. Auf dem Lande erhielten die Pfarrhäuser oft Nebengebäude für Stallungen oder als Schuppen, meist gestalterisch zurückgenommen. Ende des 19. Jahrhunderts entstanden oft in „malerischer Gruppierung“:163 Ensembles aus Kirchen und Pfarrhäusern.
Ludwig Frühling entwarf 1883/84 das Pfarrhaus für die Marktkirchengemeinde am Marktplatz in Hannover. Das Haus korrespondiert über seine drei „prächtigen“:163 Übereckfialengiebel mit dem nahegelegenen Rathaus, das Conrad Wilhelm Hase wenige Jahre zuvor saniert hatte.:163
Das Pfarrhaus der hannoverschen Christuskirche stammt von Karl Börgemann. Das große, „imposante“:163 Eckgebäude beherbergt neben den Wohnungen für mehrere Familien auch Räume für andere, kirchenrelevante Zwecke, wie eine Bibliothek oder Versammlungsräume. Das 1905/06 entstandene Haus besitzt einen Eckturm und hohe Treppengiebel, die Fassade ist mit grün glasierten Ziegel ausgestattet. Wie üblich für späte Bauten der Hannoverschen Schule ist das Haus mit größeren Flächen versehen und zeigt weniger kleinteilige Details. Nach Kriegszerstörungen wurde es zwischen 1946 und 1948 in der alten Form wiederaufgebaut.:163
| Bild | Gebäude                            | Jahr    | Ort                       | Architekt       | Beschreibung in der Architekturkritik | Beleg  |
| ---- | ---------------------------------- | ------- | ------------------------- | --------------- | --- | ------ |
|      | Pfarrhaus Kleefeld                 | 1877    | Hannover-Kleefeld (Lage)  | Ludwig Frühling | Backsteinbau von „einfacher Ziegelziersetzung“, gleichzeitig mit dem nahegelegenen Kindergarten Kapellenstraße Nr. 7 entstanden          | :79    |
|      | Pfarrhaus der Marktkirchengemeinde | 1883/84 | Hannover-Mitte (Lage)     | Ludwig Frühling | Teil der neuen Platzfront; Haus mit drei „prächtigen“ Übereckfialengiebeln, passend zum nahegelegenen Rathaus                            | :163   |
|      | Pfarrhaus der Christuskirche       | 1905/06 | Hannover-Nordstadt (Lage) | Karl Börgemann  | „imposante[s]“ Eckhaus mit Turm; Ausführung nach später Art der Hannoverschen Schule, mehr flächig und mit weniger kleinteiligen Details | :63    |
|      | Pfarrhaus der Lutherkirche         |         | Hannover-Nordstadt (Lage) |                 | | [ 13 ] |

### Wohnhäuser, Wohn- und Geschäftshäuser

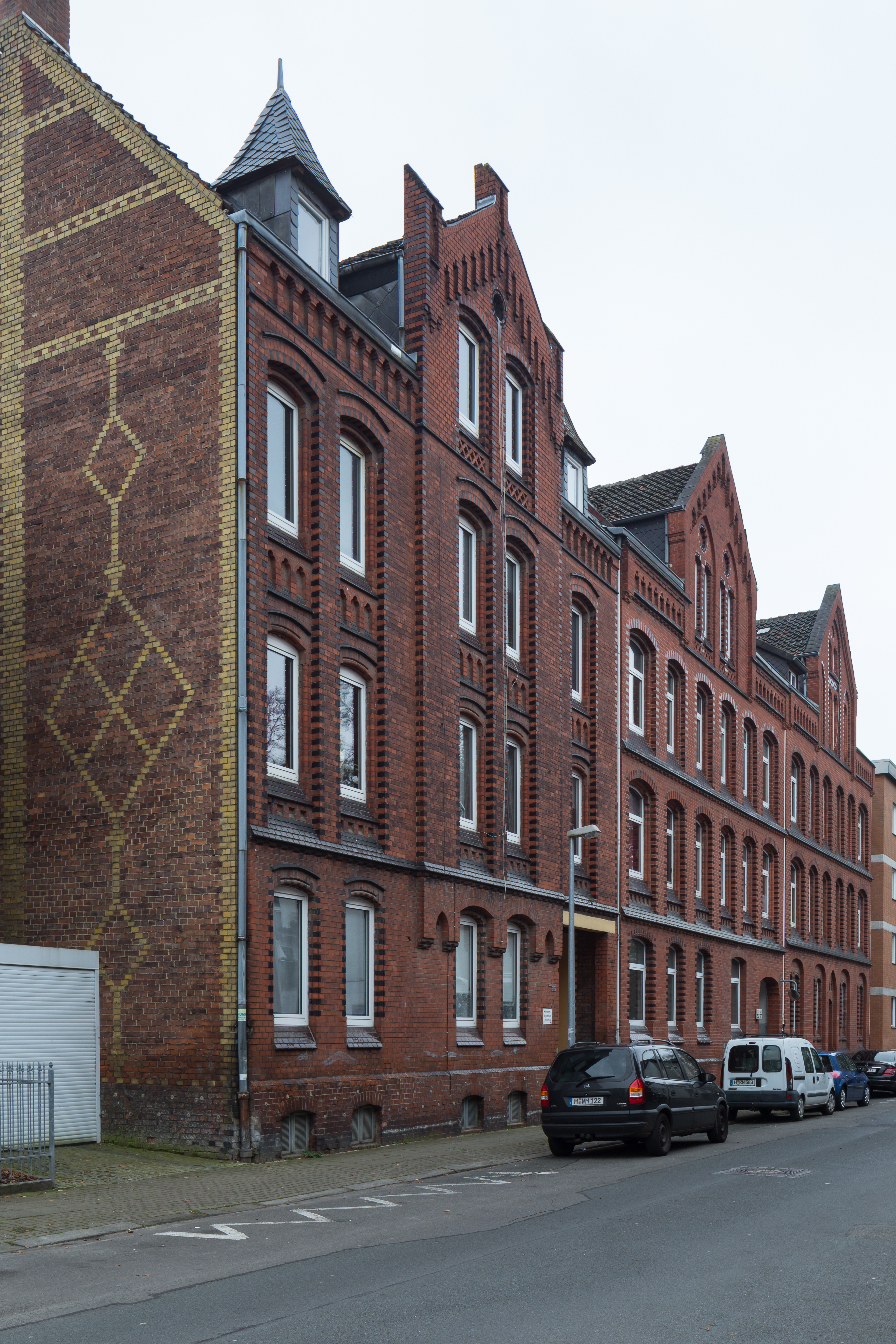
Einheitlich bebaute, nebeneinander liegende Grundstücke an der Kapellenstraße in Hannover-Kleefeld

Conrad Wilhelm Hase und Adelbert Hotzen führten die Hannoversche Schule in den 1860er Jahren auch bei Wohnhäusern ein.:169 Zunächst fand der gotische Stil bei Adeligen Anklang, daneben begeisterten sich auch einige wohlhabende und kunstinteressierte Bürger dafür. Die Backsteinarchitektur wurde damals als „deutsch“ empfunden, anders als Putzbauten schienen diese Bauten „ehrlich“ zu sein.:169 Manche freiberuflich tätige Architekten bewarben ihr Können, indem sie auf eigene Rechnung „neugotische ‚Musterhäuser‘“:169 errichteten, die sie dann bezugsfertig veräußerten. Während Villen auf weitläufigen, parkähnlichen Grundstücken entstanden, mussten die Wohnhäuser in weniger vornehmen Wohngegenden mit kleinen Parzellen auskommen. Hier hing der die Wirkung eines Baus direkt von den umgebenden Häusern ab, weshalb ein Architekt oft gleich mehrere, zusammenhängende Grundstücke bebaute. Nach Ansicht des Bauhistorikers Günther Kokkelink wurde so ein einheitlicher Stil und damit eine größere städtebauliche Wirkung erzielt.:169 Eckhäuser erhielten oft einen Turm und konnten so eine noch größere Wirkung als Reihenhäuser entfalten.:171 Häufig wurden diese markanten Eckbauten als Wohn- und Geschäftshäuser genutzt. Zwar fielen dann gleich für zwei Straßen Erschließungskosten an, über die zusätzliche Nutzung als Geschäftshaus erhöhte sich jedoch die Rendite.:193 Fortschritte in der Ziegelindustrie sorgten in den 1870er und 1880er Jahren für sinkende Preise des Baumaterials, die Backsteinbauten wurden für immer mehr Bauherren erschwinglich. Als besonders verkaufsfördernd erwies sich das Argument, dass Backsteinfassaden keiner besonderen Pflege bedürfen, anders als bei Putzbauten. Zunehmend entstanden daher auch Mietshäuser nach den Prinzipien der Hannoverschen Schule. Dies galt vor allem für die rapide wachsenden Stadtteile Hannovers, die Oststadt und die Nordstadt, außerdem die damals noch eigenständige Stadt Linden.:188-9
| Bild | Gebäude                                  | Jahr    | Ort                         | Architekt                          | Beschreibung in der Architekturkritik | Beleg          |
| ---- | ---------------------------------------- | ------- | --------------------------- | ---------------------------------- | --- | -------------- |
|      | Apotheke am Klagesmarkt, Postkamp 16     | 1860/61 | Hannover-Mitte (Lage)       | Conrad Wilhelm Hase                | vorspringender, turmähnlicher Vorbau sorgt für eine „sehr plastische“ Fassade, unterstützt durch die Schrägstellung auf dem Grundstück; Mischbau aus Ziegeln und Sandstein; 1958 aufgestockt | :186           |
|      | Doppelwohnhaus Eichstr. 3 u. 5           | 1888    | Hannover-Oststadt (Lage)    | Friedrich A. Ilse                  | Häuser mit grün-glasiertem Figurenfries; Haus Nr. 5 (rechts) besser erhalten mit ursprünglichem Giebel und Fensterrose über der Tür; beide Altane mittlerweile zu Veranden geschlossen | :170           |
|      | Haus Postkamp 18                         | 1888    | Hannover-Mitte (Lage)       | Otto Bollweg                       | hohes Mietshaus, verdeutlicht den „städtischen Konzentrationsprozess“; mit turmartigen Rundtürmchen am Giebel | :189, 208, 443 |
|      | Ratsapotheke Karmarschstr. 44            | 1889–91 | Hannover-Mitte (Lage)       | Paul Rowald                        | Neubau als Ersatz für die alte Ratsapotheke, abgerissen zum Bau der Karmarschstraße; ungewöhnliche Kombination verschiedener Elemente des Rundbogenstils mit denen der Hannoverschen Schule; Anklänge an das Berliner Rote Rathaus, nimmt sich neben dem Rathaus zurück; Statuen von Wessel: Hygieia und Hippokrates | :196-7         |
|      | Wohn- und Geschäftshaus Gretchenstr. 44  | 1891    | Hannover-Oststadt (Lage)    | Heinrich Waldvogel (Maurermeister) | besitzt eine „besonders gute“ Verarbeitung mit „aufwendigen“ Details, Nr. 44 etwas schlichter als Haus Nr. 45 | :191           |
|      | Wohn- und Geschäftshaus Bödekerstr. 58   | 1895–97 | Hannover-Oststadt (Lage)    | Johannes Franziskus Klomp          | Eckhaus „stadtbildprägend“ und „eines der schönsten erhaltenen Eckhäuser“ Hannoverscher Schule; Haus mit bürgerlichen 7-Zimmer-Wohnungen pro Normalgeschoss; spätes Beispiel für die „klassische“ Hannoversche Schule mit Erkern, Balkonen, Übereckfialengiebeln und spitzem Turmhelm; in den 1970ern mit Betonplatten verkleidete Sparkassen-Filiale im Erdgeschoss wurde wieder dem ursprünglichen Zustand angeglichen | :193           |
|      | Wohn- und Geschäftshaus Offsteinstr. 1–3 | 1897    | Hannover-Linden Nord (Lage) | August Ottleben (Zimmermeister)    | einfachere „Handwerksmeister-Architektur“ mit „gekonnte[r]“ Massenverteilung, „besticht“ mit wenig Aufwand bei der Gestaltung | :193           |
|      | Dat Gröne Hus, Wohnhaus Sextrostr. 1     | 1899    | Hannover-Südstadt (Lage)    | Karl Börgemann                     | Übergang von der Neugotik zum Jugendstil; formen- und fabenreiche Fassade mit vielen grün-glasierten Ziegeln vermutlich in Anspielung auf den Auftraggeber Simon Gröne; aus der Front raumgreifend herauswachsender Übereckfialengiebel; grüne Ecktürmchen mit Anklang an Pflanzenstängel; „einzigartige Verbindung“ zwischen Hannoverscher Schule und Jugendstil                                                        | :195           |
|      | Wohn- und Geschäftshaus Fridastr. 1      | 1900    | Hannover-Oststadt (Lage)    |                                    | schlichteres Mietshaus, entstanden als Spekulationsobjekt in der seinerzeit weniger beliebten Gegend hinter dem Bahnhof | :191           |
|      | Wohn- und Geschäftshaus Dohmeyers Weg 6  | 1900    | Hannover-Kleefeld (Lage)    |                                    | Backsteingebäude mit „reicher gotisierender Gliederung“ und glasierten Formsteinen | :79            |

### Fabriken, Bahnhöfe und sonstige Zweckbauten

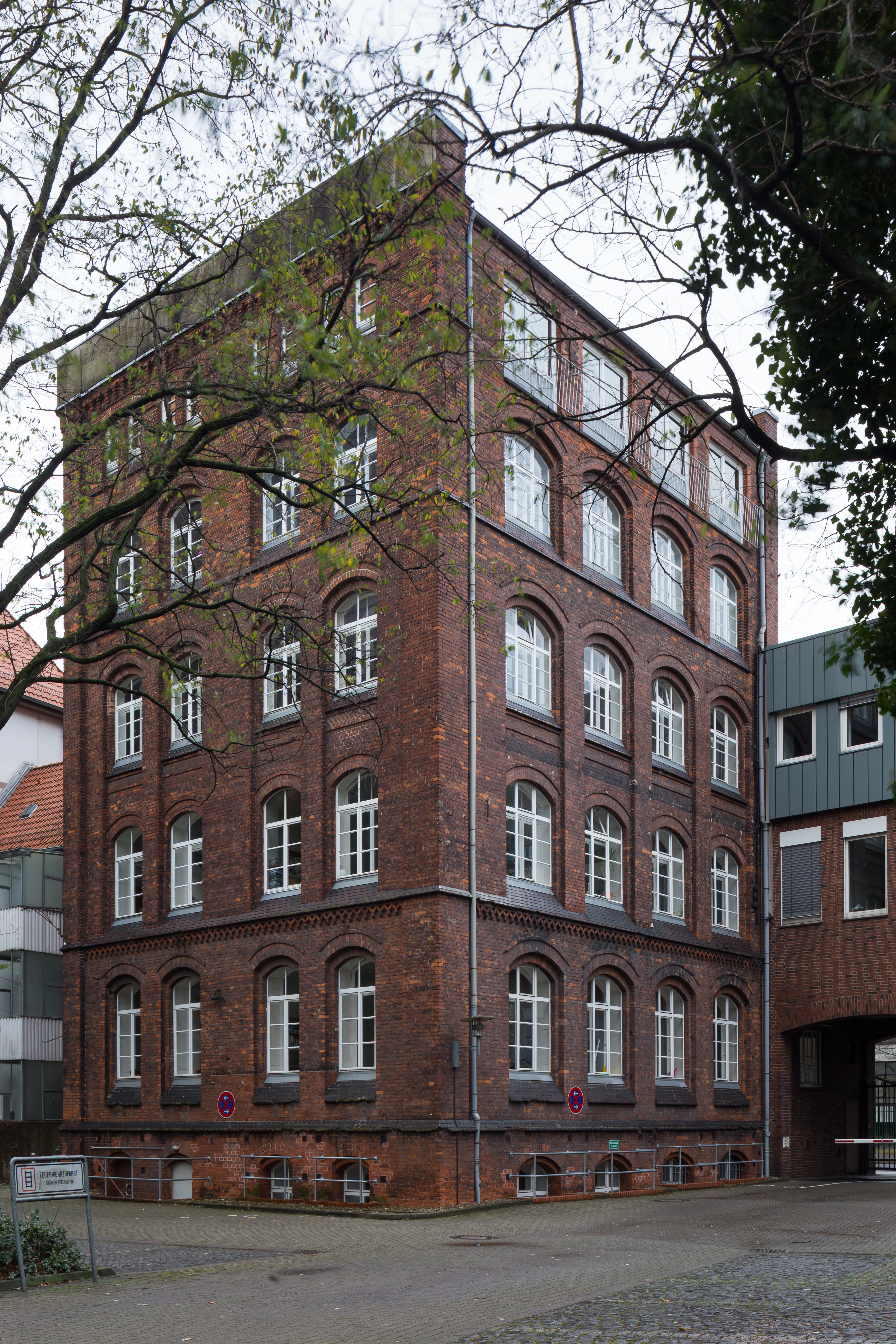
Turmartiger Kopfbau der ehemaligen Geschäftsbücherfabrik J. C. König & Ebhardt

Die strikten Vertreter der neugotischen Stile bemühten sich, die Gestaltungsmerkmale der mittelalterlichen Architektur nicht nur auf Kirchen, Rathäuser und Villen zu übertragen, sondern auch andere Profanbauten damit zu prägen. Dies erstreckte sich auch auf Gebäude, bei denen Zweckmäßigkeit im Vordergrund stand, wie Fabriken, Bahnhöfe, Speicherhäuser oder Kasernen. Während es vielen ästhetischen Lehren nicht gelang, ihre Formensprache auf derartige Bauaufgaben auszudehnen, erfuhr die Hannoversche Schule im Profanbau eine weite Verbreitung. Zum Ende des 19. Jahrhunderts hatte sie es im Industriebau Nord- und Westdeutschlands quasi zur Stilnorm geschafft.:315
Bereits viele Jahrzehnte vor dem Aufkommen der Hannoverschen Schule, im ausklingenden 18. Jahrhundert, entstand ein Bedarf für mehrgeschossige Fabrikgebäude. In diesen sollten große Arbeitssäle untergebracht werden.:315 Der mehrgeschossige Aufbau war nötig, um die Kraft vertikal über Transmissionen zu übertragen. Die Fabriken waren oft im Innern als Skelettbau ausgeführt, der nach außen mit Mauerwerk verkleidet wurde. Das Skelett bestand noch lange Zeit aus einer hölzernen Konstruktion, gegen die sich anfangs nur langsam teurere Konstruktionen aus Gusseisen durchsetzten. Eiserne Tragstrukturen boten aber den großen Vorteil, feuerfest zu sein. Wo die Querträger des Skeletts auflagen, mussten die Außenmauern meist durch Lisenen verstärkt werden, was der Außenfassade eine rhythmische Gliederung verlieh. Die nach außen ablesbare innere Konstruktion war ganz im Sinne der neugotische Stile, denen die „konstruktive Wahrheit“ als Grundprinzip galt. Als zukunftsweisend erwies sich hier Schinkels Bauakademie in Berlin, die mit ihren ausgeprägten Backsteinlisenen in den Konstruktionsachsen zum Vorbild für andere Architekturströmungen wurde. In Hannover erhielt die Mechanische Weberei als erste Fabrik modernen Typus eine äußere Gestaltung gemäß dem Hannoverschen Rundbogenstil. Das von Heinrich Ludwig Debo entworfene Gebäude entstand 1857–58. Neu waren an ihm die beiden turmartigen Kopfbauten. Sie enthielten neben den Treppenhäusern auch Neben- und Aufsichtsräume und waren gestalterisch deutlich vom Produktionstrakt abgehoben. Die Mechanische Weberei nahm damit eine der gedanklichen Grundideen der Hannoverschen Schule vorweg. Deren Anhänger forderten später, die von Grundrissanforderungen bestimmten Gebäudeabschnitte sollten „wirksam“ gruppiert werden. Außerdem sollte sich von außen ablesen lassen, welchem Zweck der einzelne Gebäudeteil diene.:315
In der Anfangszeit der Industrialisierung hatten Fabrikanten ihre Produktionsgebäude oft als reine Nutzbauten ausführen lassen, die nur ein Minimum an Verzierungen aufwiesen.:315-6 Die oft in schneller Folge erweiterten Anlagen erhielten häufig nur dadurch eine gewisse Geschlossenheit, dass die Gebäude im Rundbogenstil entstanden. Er galt als wirtschaftliche Bauweise, bei denen architektonische Dekoration simpel durch eine entsprechende Anordnung der Ziegel erreicht werden konnte. Die Bedeutung einer Fabrik bemaß sich damals fast nur an ihrer räumlichen Ausdehnung und nicht an ihrer ästhetischen Erscheinung. Erst in der zweiten Hälfte des 19. Jahrhunderts kehrte ein Sinneswandel ein, Fabriken bekamen zunehmend eine repräsentative Hülle. Nach Reichsgründung wurde schließlich auch im Industriebau der Rundbogenstil mehr und mehr durch die Hannoversche Schule abgelöst.:315-6
Die Bahnhöfe des rasch wachsenden Eisenbahnnetzes erlebten eine ähnliche Entwicklung wie die Fabriken. Auch hier gingen die Architekten weg vom Rundbogenstil und hin zur Neugotik, deren Formensprache den Stolz der Betreiber ausdrückte.:320
| Bild | Gebäude                                                                      | Jahr                       | Ort                          | Architekt                                                               | Beschreibung in der Architekturkritik | Beleg  |
| ---- | ---------------------------------------------------------------------------- | -------------------------- | ---------------------------- | ----------------------------------------------------------------------- | --- | ------ |
|      | Bahnhof Nordstemmen                                                          | 1858–60                    | Nordstemmen (Lage)           | Julius Rasch, Entwürfe von Conrad Wilhelm Hase                          | Abwendung vom Rundbogenstil: Drillingsfenster mit geradem Sturz im Drempelbereich; polychrome Ziegelverwendung; Segmentbogenblende schon wie bei späteren Werken Hannoverscher Schule | :52–53 |
|      | Geschäftsbücher J. C. König und Ebhardt                                      | 1874–76, erweitert 1891–93 | Hannover-Nordstadt (Lage)    | Ludwig Frühling                                                         | Fabrikbau von „konstruktiver Solidität“ und gleichzeitig „malerischer Komposition“, besonders umfangreich; Arbeitssäle in langen Mittelflügeln mit abgesetzten Eckbauten für die Verwaltung; repräsentative Erscheinung bedingt durch die „städtebaulich exponierte“ Lage zwischen Innenstadt und königlichen Gärten; heute genutzt von der Universität                                                                               | :316-7 |
|      | Städtische Lagerbrauerei                                                     | 1872–8 (erster Abschnitt)  | Hannover-Südstadt (Lage)     | Ludwig Frühling, später Ernst Wullekopf                                 | erster Bauabschnitt aus einer Gruppe 2- u. 3-geschossiger Bauten, stetig erweitert, darunter ein Direktionsgebäude zur Hildesheimer Str.; 1890 „burgenhaftes“ Malz-Silo von Wullekopf; der vielteilige Baukomplex habe die Gestalt „mittelalterlicher Burgen und Städte“; Neugestaltung der Anlage in den 1970ern, nur ein Gärungsgebäude von 1913 erhalten                                                                           | :317-8 |
|      | Speicherstadt im Hamburger Hafen (Bild: Speicherblock V von F. A. Meyer:332) | 1881–88, 1891–1912         | Hamburg, Hafen (Lage)        | Franz Andreas Meyer (Leitung u. Entwurf einiger Gebäude), Georg Thielen | Großprojekt zur Schaffung von 0,5 Mio. m2 Lagerfläche im Freihafen; „künstlerische“ Gestaltung der Gebäude, um das „düstere und schwerfällige“ Erscheinungsbild von Speichern zu vermeiden; Formen mit „malerische[r] Vielfalt ohne übertriebene Prächtigkeit“ sorgen für „Einheitlichkeit in der Gesamterscheinung“ und „Manngifaltigkeit“ im Detail: Spitzhelm-Türme, Wandreliefs, Schmuckgiebel (darunter Staffel-, Pfeilergiebel) | :319   |
|      | Erweiterung der Mechanischen Weberei (Bild: Ursprungsbau von Debo, 1857)     | 1885                       | Hannover-Linden Mitte (Lage) | Eduard Heine                                                            | Bau entlang der Blumenauer Str. mit „kräftigem“ Backsteinrelief und Spitzhelmen auf den Ecktürmen; 1971 abgerissen, um Platz für das Ihme-Zentrum zu schaffen | :318   |
|      | Kaserne Kriegerstraße 1                                                      | 1894/95                    | Hannover-List (Lage)         | unbekannt                                                               | Mannschaftsgebäude mit einer „strengen“ Gliederung und „ausgewogenen“ Proportionen bei der Fassadengliederung; schmale, schlitzartige Hochblenden in Staffelgiebeln, Wandaufbau mit zweigeschossigen Blendnischen; übrige Gebäude des Kasernen-Ensembles im Berliner und Hannoverschen Rundbogenstil | :322   |
|      | Norddeutsche Wollkämmerei & Kammgarnspinnerei                                | 1897–1910                  | Delmenhorst (Lage)           | Henrich Deetjen                                                         | Wasserturm erscheint als „städtebaulich wirksames Monument“; Gliederung der Fassade mit Lisenen, Nischen und Bögen; Erscheinungsbild der Fabrik setzt sich in der zugehörigen Arbeitersiedlung fort | :318   |
|      | Schokoladenfabrik B. Sprengel                                                | 1899–1900                  | Hannover-Nordstadt (Lage)    | Eduard Werner                                                           | Erweiterungsbau zur Schaufelder Straße: viergeschossiges Gebäude ähnlich denen Ludwig Frühlings; wenige Zierelemente an der Fassade, „Schlichkeit und Strenge“ bei der Ausführung weisen zur Sachlichkeit | :318   |

## Verbreitung außerhalb des hannoverschen Raumes
Die an der Polytechnischen Schule in Hannover ausgebildeten Architekten des 19. Jahrhunderts verbreiteten die dortigen Lehrmeinungen im norddeutschen Raum, in vielen Fällen auch darüber hinaus. Beispielsweise nach Flensburg, das bis 1864 noch unter dänischer Herrschaft stand. Hier schufen Johannes Otzen und Alexander Wilhelm Prale eine Reihe von Ziegelbauten im Sinne der Hannoverschen Schule, die zum Teil noch heute das Stadtbild prägen. Die von Conrad Wilhelm Hase vertretenen Leitgedanken fanden ihren Weg bis nach Norwegen, wo Balthazar Lange und Peter Andreas Blix kleine Bahnhofsgebäude im Einklang mit neugotischen Idealen entwarfen. Die hannoverschen Einflüsse reichten zudem bis nach Nordamerika, und wie in Norwegen betraf es auch dort die Eisenbahnarchitektur. Der deutsche Architekt Wilhelm Lorenz stand im Dienste einer pennsylvanischen Eisenbahngesellschaft und besaß so Einfluss auf ihre Bahnhofsarchitektur. Seine Entwürfe folgten allerdings mehr den Prinzipien des Rundbogenstils als denen der „klassischen“ Hannoverschen Schule.

### Flensburg

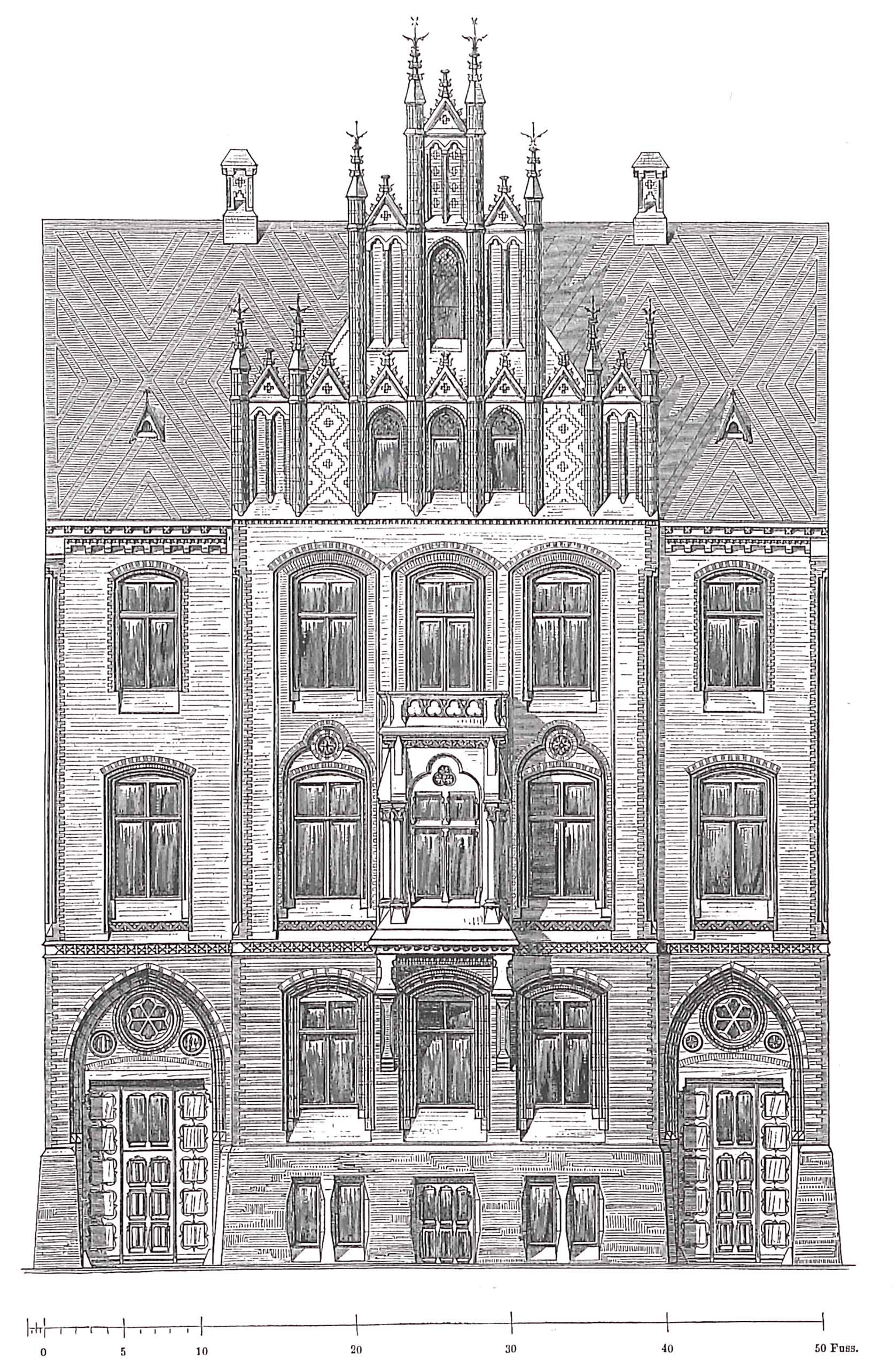
Architekturzeichnung für das Kaufmannshaus Hansen nahe dem Flensburger Nordermarkt, um 1870 veröffentlicht von Johannes Otzen

Innerhalb Deutschlands verbreitete sich die Hannoversche Schule nach Norden bis zur dänischen Grenze. In Flensburg, das nach dem Deutsch-Dänischen Krieg 1864 von Preußen regiert wurde, sorgten Johannes Otzen und vor allem Alexander Wilhelm Prale für eine Prägung des Stadtbildes. Sowohl Otzen als auch Prale hatten bei Conrad Wilhelm Hase in Hannover gelernt.
Johannes Otzen entwarf 1869 ein Wohnhaus für den Großhandelskaufmann Christian Nicolai Hansen, von Eiko Wenzel „zu den ersten großen Bauvorhaben im nun preußischen Flensburg“ gezählt.:172 Gebaut wurde es an der Großen Straße Nr. 77 in der Nähe des Nordermarktes. Das traufständige Hansen-Haus erhielt einen dreiachsigen Risalit mit Stufen-Fialengiebel. Grün und braun glasierte Formensteine, eine polychrome Fassade und ein farbiges Schieferdach sorgten dafür, dass das Gebäude zu einer Art „Leistungsschau“:172 für den neuen Stil geriet. Für Wenzel besitzt das Haus neben einer architekturgeschichtlichen Bedeutung auch eine zeitgeschichtliche Relevanz, weil es zeige, wie sich das Bürgertum zum deutsch-preußischen Staat hinwende.:172
Alexander Wilhelm Prale begann seine Arbeit in Flensburg bei Otzen, unter dessen Aufsicht er ab 1878 als Architekt beziehungsweise Bauleiter zwei Kirchturm-Neubauten ausführte: für die Kirche St. Marien am Nordermarkt und für die Kirche St. Nikolai am Südermarkt.:172 Die beiden Türme prägten mit ihrem neugotischen Erscheinungsbild und ihren farbigen Schieferdeckungen ab 1880 die Silhouette der Stadt. Prale bekam nach Abschluss der beiden Projekte weitere Aufträge für kirchliche Bauaufgaben. Von 1880 bis 1883 arbeitete er beispielsweise an dem Umbau und der Erweiterung der Diakonissenanstalt, einem kirchlichen Krankenhaus. Für die repräsentative Fassade zur Talstadt entwarf Prale eine gelbe Ziegelfassade, strukturiert von Streifen roter Ziegel. Wenzel attestierte dem Gebäude eine „bedeutende städtebauliche Wirkung“:173 wegen seiner Mehrgeschossigkeit und trotz seiner geringen Ausmaße. Jedoch verschwand die neugotische Außenarchitektur durch spätere Aus- und Umbauten vollständig.:173 Während seiner Zeit in Flensburg schuf Prale auch Profanbauten. Bereits 1880 baute er für J. A. Olsen ein Geschäftshaus am Südermarkt (nicht erhalten). Das Haus befand sich in einer Sichtbeziehung mit dem kurz zuvor fertiggestellten Turm der Nikolaikirche. Mit seinen vier Geschossen geriet es deutlich größer als die umgebende Mittelalterbebauung, für Wenzel ein „empfindlicher Maßstabsbruch“:174. Das Haus verkörperte so den „neuen großstädtischen Anspruch des preußischen Flensburg“ und demonstrierte darüber hinaus den „wirtschaftlichen Optimismus“ der damaligen Zeit.:174 Die Fassade hielt Prale in roten Ziegeln; die Fensteröffnungen gestaltete er von Stockwerk zu Stockwerk unterschiedlich: das Erdgeschoss bekam spitzbogige Fenster (später durch ein großes Schaufenster ersetzt), während im ersten Obergeschoss die Fenster des rechten Fassadenteils paarweise mit Segmentbögen zusammengefasst waren. Die spitzbogigen Fenster des zweiten Obergeschosses saßen wieder in einzelnen Blendnischen mit einem Kleeblattbogen-Abschluss nach oben. Die Fenster des dritten Obergeschosses waren spitzbogig geschlossen und in umlaufenden „Formsteinwülsten“:175 eingefasst, nach unten mit Sohlbänken abgeschlossen. Als Besonderheit Prales galten geputzte Flächen in den Blendnischen, auf denen Ranken oder Funktionen des Hauses dargestellt wurden. Zusammen mit Schichten aus Glasurziegeln und dem farbigen Schieferdach verliehen diese Putzflächen dem Olsen-Haus ein „stark polychromes Fassadenbild“:175. In den nächsten Jahren folgten weitere Wohn- und Geschäftshäuser von Prale. Dazu zählen das Kontor- und Wohnhaus Schiffbrücke Nr. 21 (1880/81), das Wohn- und Geschäftshaus Schiffbrücke Nr. 24 (1882) und das Reedereikontor- und Wohngebäude Schiffbrückstraße Nr. 8 (1883).:175 Bei seinen Pastoratsbauten für die St.-Nikolai-Gemeinde am Südermarkt (1900) und die St.-Johannis-Gemeinde am Johanniskirchhof (1903/04) griff Prale den Typus der Eckvilla auf. Dieser war seit den 1870er Jahren zu einer beliebten Lösung der Hannoverschen Schule geworden.:176

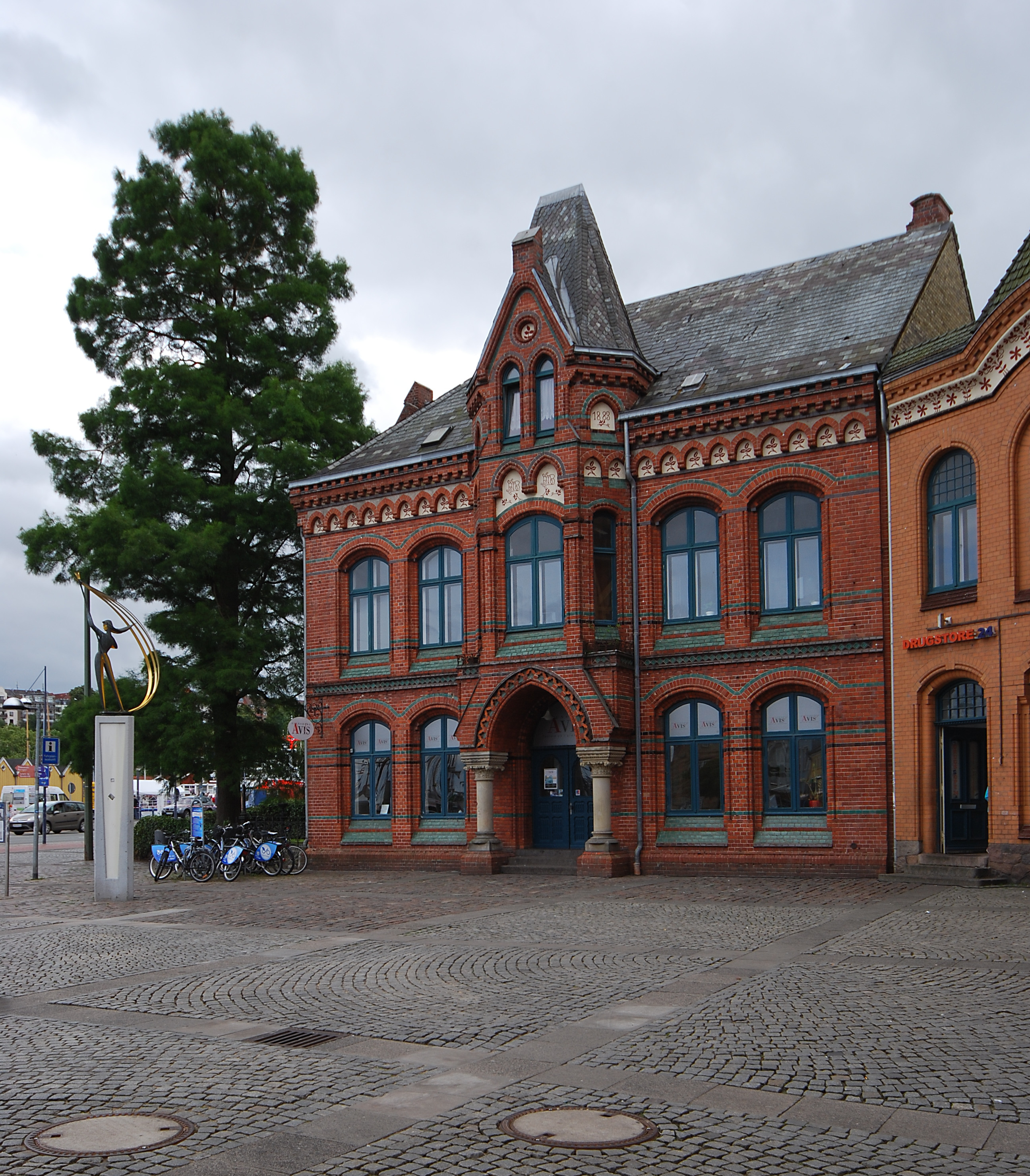
Wohnhaus Schiffbrückstraße Nr. 8, 1883 entworfen von Alexander Wilhelm Prale

In Flensburg war Alexander Wilhelm Prale zum Ende des 19. Jahrhunderts zu einem führenden Architekten aufgestiegen, dessen Gebäudequalität nach Ansicht Wenzels nur von Projekten Johannes Otzens erreicht wurde. Auch nach 1900 blieb Prale im Sakralbau dem neugotischen Stil fest verhaftet und konnte in der Folge keine größeren Aufträge mehr gewinnen. Im Profanbau wandte er sich gegen 1902 langsam dem aufkommenden Jugendstil zu. Es gelang Prale jedoch nicht, die von ihm repräsentierte Ziegelbauweise bis zum Einsetzen der Heimatschutzarchitektur fortzuentwickeln, kommentiert Wenzel.:177

### Norwegen
Die norwegischen Architekten Balthazar Lange (1854–1937) und Peter Andreas Blix (1831–1901) wirkten in den 1880er Jahren im Eisenbahnbau ihres Heimatlandes. Beide hatten unter Conrad Wilhelm Hase an der Polytechnischen Schule in Hannover studiert. Die Leitgedanken der Hannoverschen Schule besaßen bereits seit den späten 1850er Jahren einen großen Einfluss auf die Architektur Norwegens, denn viele norwegische Architekten hatten sich bei Hase ausbilden lassen. In Christiania (Oslo) gab es eine eigene Gruppe von Anhängern.:204

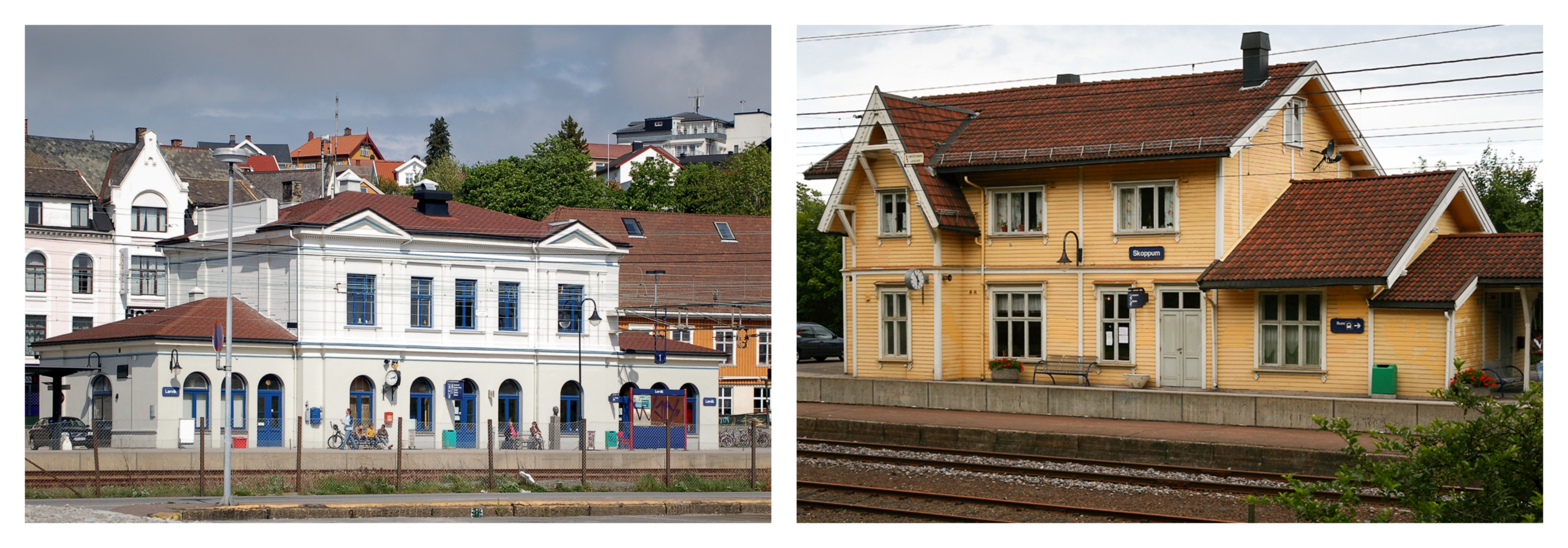
Bahnhofsarchitektur von Balthazar Lange für die Jarlsberg-Strecke: Klassizistische Bauten für größere Städte (Larvik, links,) und im Sinne der Neugotik regional-traditionell gestaltete Gebäude für ländliche Halte (Skoppum, rechts,)

In einem 2011 erschienenen Aufsatz diskutiert Mari Hvattum die Entwicklung der norwegischen Eisenbahnarchitektur im 19. Jahrhundert. Die Architekten Lange und Blix schufen die Bahnhofsgebäude der sogenannten „Jarlsberg-Strecke“ entlang der südöstlichen Küste Norwegens zwischen den Städten Drammen und Skien.:199 Während die Stationen größerer Städte Bauten in einem eher gewöhnlichen neoklassizistischen Stil erhielten, wurden die ländlichen Haltepunkte mit hölzernen Gebäuden versehen, deren Stil variierte und von sehr vielfältigen Einflüssen bestimmt war. Durch diese unterschiedliche Ausführung fiel der Kontrast zwischen den kleinen und den großen Stationen beachtlich aus. Die hölzerne Erscheinung der ländlichen Bahnhöfe sei nach Hvattums Ansicht als Abbild des regionalen Umfelds gesehen worden – nordisch –, während die städtischen Stationen eine europäische – klassizistische – Prägung widerspiegelten. Die Jarlsberg-Strecke veranschauliche damit eine kulturelle Auseinandersetzung, die das 19. Jahrhundert bestimmte. Für die deutschen Romantiker ausgehend von Johann Gottfried Herder sei der Norden mit „anti-klassizistischen“ Motiven verbunden, die als „ungekünstelt“ und „natürlich“ angesehen worden seien. Im Gegensatz dazu stünde der „klassizistische Süden“.:204 Diese beiden Gegensätze fänden sich auch in der Architektur wieder, in der Neoklassizismus und Neugotik die beiden Lager bildeten. Die Neugotik habe hier für einen Ausdruck von „Spontanität“ und „Lebendigkeit“ gestanden. Die ländlichen Bahnhöfe in ihrer althergebrachten, hölzernen Bauweise befänden sich ganz im Einklang mit Hases Lehrmeinungen. Der habe die mittelalterliche Architektur als nordischen Stil angesehen: eine regional glaubwürdige Alternative zu dem „starren“ und „gekünstelten“ Klassizismus des Südens.:204

### Nordamerika

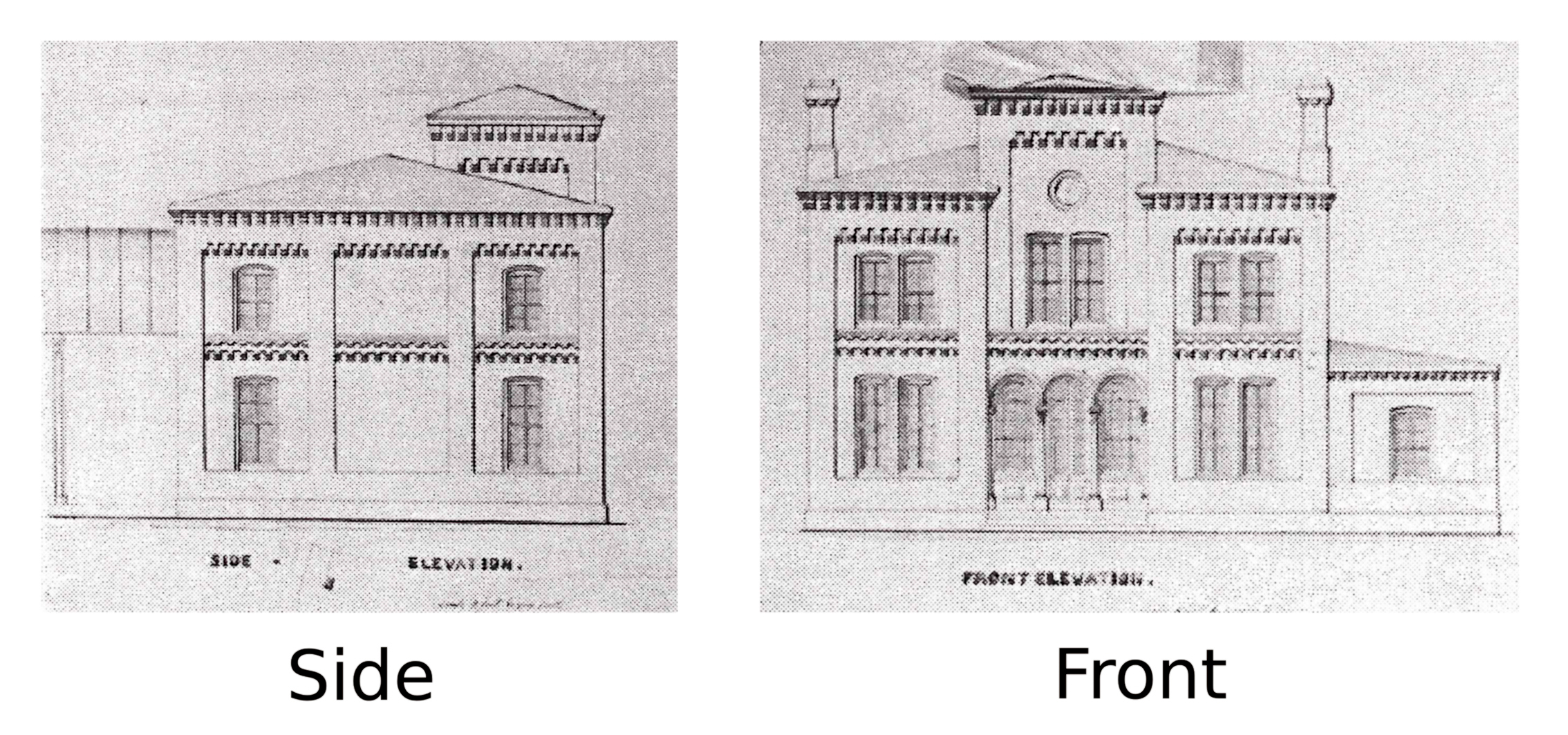
Architekturzeichnung von Joseph Hoxie für ein Stationsgebäude in Norristown, Pennsylvania. Der Entwurf von 1858 zeigt erstmals den hannoverschen Einfluss auf die Architektur bei der Eisenbahngesellschaft Philadelphia & Reading Railroad.

Die Einflüsse der Hannoverschen Schule reichten bis nach Nordamerika. Immigrierte deutsche Architekten und Ingenieure wandten die Prinzipien der Lehre vor allem im Eisenbahnbau an. Dies betraf vornehmlich den US-Bundesstaat Pennsylvania, wohin die meisten Deutschen auswanderten.
Eine besondere Rolle spielte der an der Polytechnischen Hochschule Hannover ausgebildete Architekt Wilhelm Lorenz (1826–1884).:143 Er hatte von 1844 bis 1846 unter Ernst Ebeling studiert. Wie viele Absolventen der damaligen Zeit litt auch Lorenz unter einer lahmenden Bautätigkeit im Zuge der Deutschen Revolution. Er verließ infolgedessen Deutschland, um in den Vereinigten Staaten für die Eisenbahngesellschaft Philadelphia & Reading Railroad zu arbeiten. In Amerika gab es damals noch keine akademische Ausbildung für Architektur, weshalb gerne auf deutsche Architekten und Ingenieure zugegriffen wurde. In Philadelphia stellte Lorenz eine Besonderheit dar, weil die meisten seiner eingewanderten Kollegen aus dem süddeutschen Raum stammten. Nach Ansicht des Kunsthistorikers Michael J. Lewis deuten viele Anzeichen darauf hin, dass Lorenz „der wichtigste Vertreter der Hannoverschen Schule in Amerika“:143 gewesen sei. 1860 stieg Lorenz zum leitenden Ingenieur für eine Nebenlinie der Reading-Eisenbahngesellschaft auf und entwarf als solcher auch die Bahnbauwerke. Bei der Gesellschaft war es noch bis 1879 üblich, dass Zweckbauten von Ingenieuren konstruiert wurden, während freiberufliche Architekten Gebäude mit repräsentativem Charakter gestalteten, meist jedoch auf die Fassade beschränkt.:144 Die Orientierung an der Hannoverschen Schule zeigte sich erstmals beim Bahnhof Norristown. Hierfür legte der amerikanische Architekt Joseph Hoxie 1858 einen überarbeiteten Entwurf vor, der ein „fein gegliedertes Baugefüge“:144 zeigte, strukturiert durch ein „Netz von schlanken Lisenen und Konsolgesimsen“:144. Nach Ansicht Lewis’ erhielt das Gebäude darüber einen Charakter, der eher an die „lebhaften Oberflächen mittelalterlicher Architektur“ erinnerte als an die ruhigen Formen des Klassizismus. Lorenz, der 1871 zum Chefingenieur der gesamten Eisenbahngesellschaft geworden war, sorgte für einen wachsenden deutschen Einfluss. Für den Knotenpunkt Reading entwarf er um 1873 einen Bahnhof im „strengen“ Rundbogenstil. In seiner Anordnung in der Mitte eines dreiseitigen, von Gleisen umgebenen Grundstücks erscheint Lewis der Bahnhof mehr als „eigenartiger Zentralbahnhof“:144 denn Durchgangs- oder Kopfbahnhof. Den Prinzipien der „klassischen“ Hannoverschen Schule war Lorenz mit seinem Entwurf allerdings nicht gefolgt, dafür hatte er Hannover zu früh verlassen. Aus Kostengründen entstand der Readinger Bahnhof letztlich in einem vereinfachten „Kasernenstil“. Zum Ende der 1870er Jahre änderte sich die Architekturauffassung der Eisenbahngesellschaft. Um sich von einem konkurrierenden Unternehmen abzusetzen, sollten die Bahnhöfe nun „durch architektonische Mittel dramatisch hervorgehoben werden.“:145 Dazu wurde 1879 der amerikanische Architekt Frank Furness angestellt, wodurch der Einfluss von Lorenz vermutlich schwand. Wenig später geriet die Eisenbahngesellschaft in finanzielle Schwierigkeiten, während Lorenz schwer erkrankte und schließlich 1884 verstarb.:145

## Ausklang und Fortwirken

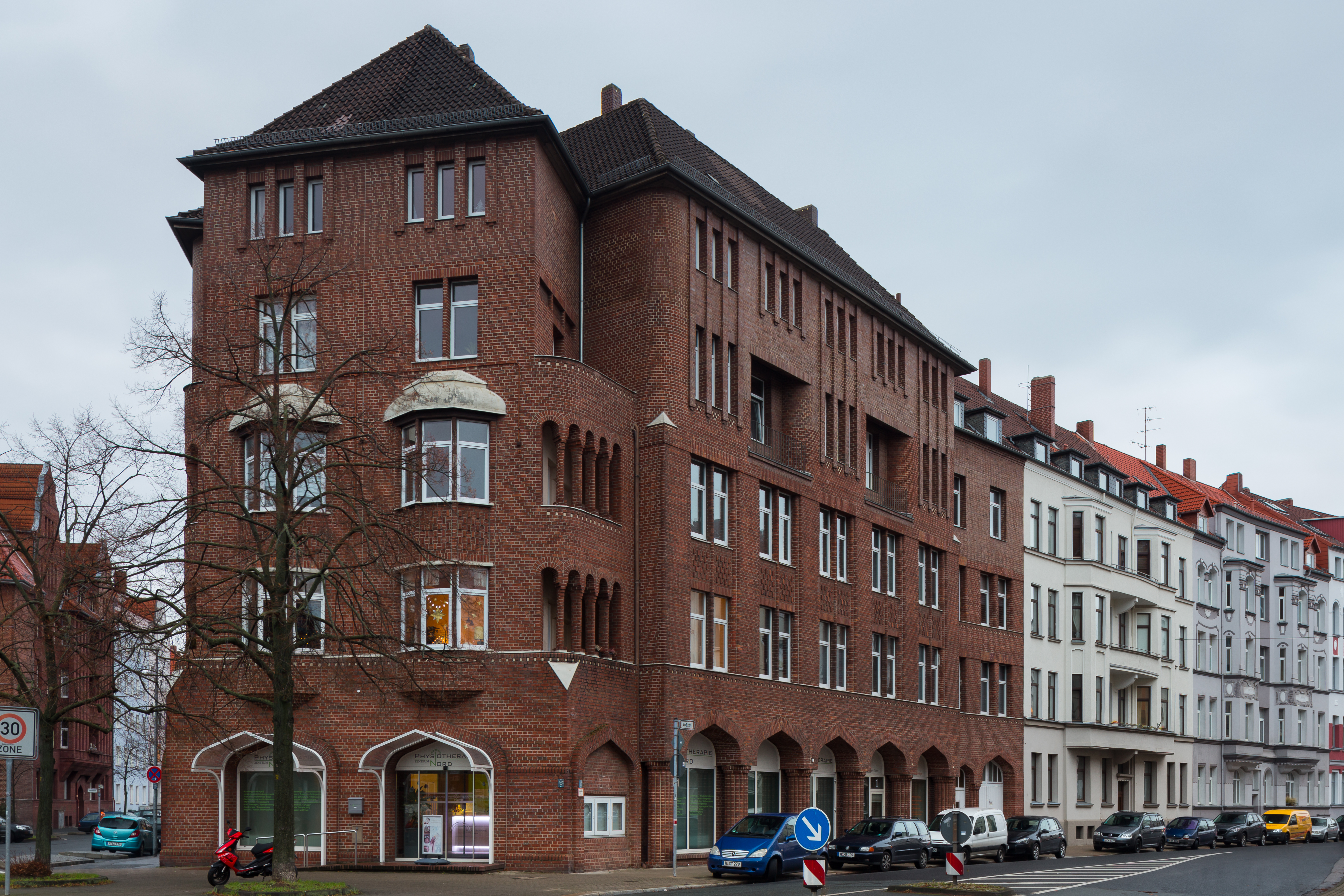
Wohn- und Geschäftshaus an der Voßstraße in Hannover-List: Übergang von der Hannoverschen Schule zur Moderne

Die architektonischen Einflüsse der Hannoverschen Schule verschwanden nicht abrupt, sondern klangen über Jahrzehnte langsam aus.:507 In der Spätphase der Neugotik entstand unter anderem das Verwaltungsgebäude der Westinghouse AG am Goetheplatz in Hannover (nicht erhalten). Der von Karl Börgemann gegen 1900 entworfene Backsteinbau besaß „eine gesteigerte Tendenz zur Monumentalisierung“:507 gegenüber früheren Bauwerken der Hannoverschen Schule. Das Geschäftshaus Biermann an der Herrenstraße Nr. 8 in Hannover stammt von Alfred Sasse. Das 1905/06 erbaute Haus besitzt eine Fassade aus Tuffstein und schwarzen Oeynhauser Verblendsteinen, die weiß verfugt sind. Die „kraftvolle und vornehme“:507 Fassade weist aber auch viele kleinteilige Details auf, die im Sinne der Hannoverschen Schule sind: Das Fenstermaßwerk und das turmartig erhöhte Treppenhaus lassen sich davon noch erkennen, die „filigranen durchbrochenen“:507 Giebel des Treppenhauses blieben nicht erhalten.:507 Bei dem 1913 erbauten Wohn- und Geschäftshaus an der Voßstraße, Ecke Jakobistraße war in zeitgenössischen Veröffentlichungen bereits von einer Wiederbelebung des Backsteinbaus in Hannover zu lesen. Wilhelm Türnau gestaltete das „gut proportionierte“:507 Eck-Doppelhaus. Es besitzt vertikale Gliederungselemente in den Giebelfeldern, Erker und eine Fassadengliederung über zwei Geschosse. Obwohl der ursprüngliche Dachaufbau im Zweiten Weltkrieg verlorenging und nur vereinfacht wieder hergerichtet wurde, gibt das Haus nach Ansicht des Bauhistorikers Günther Kokkelink trotzdem ein gutes Beispiel für den Übergang der Hannoverschen Schule hin zur Moderne. Weitere Beispiele für Ausläufer der Hannoverschen Schule sind das Gertrud-Marien-Heim in Hannover-Linden Mitte und der Erweiterungsbau der hannoverschen Keksfabrik Bahlsen in Hannover-List.:507-8
Auch das Anzeiger-Hochhaus, erbaut 1927/28 im Zentrum Hannovers, stehe nach Kokkelink mit seinen Übereckfialen in der Tradition der Hannoverschen Schule.:508 Der Architekt Fritz Höger war ein führender Vertreter des Backsteinexpressionismus, der Übereckfialen ansonsten nur wenig einsetzte. Die Übereckfialen klingen auch in der „strenge[n] Vertikalgliederung“:509 des Franzius-Instituts an. Dieses Forschungsgebäude für die Technische Hochschule Hannover wurde 1928–31 unter der Aufsicht von Franz Erich Kassbaum errichtet.:508-9

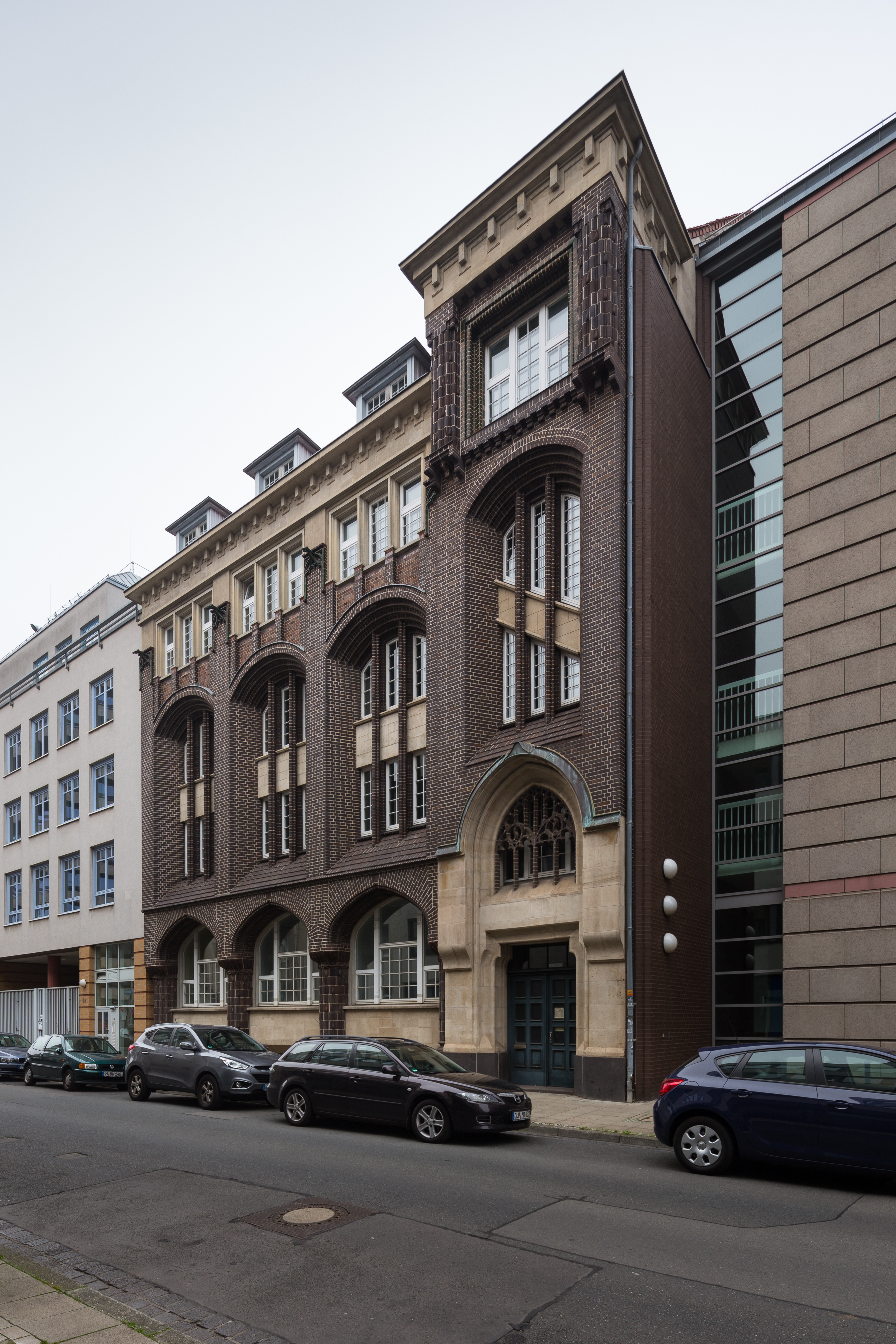
Geschäftshaus Herrenstraße Nr. 8 in Hannover-Mitte (Lage)
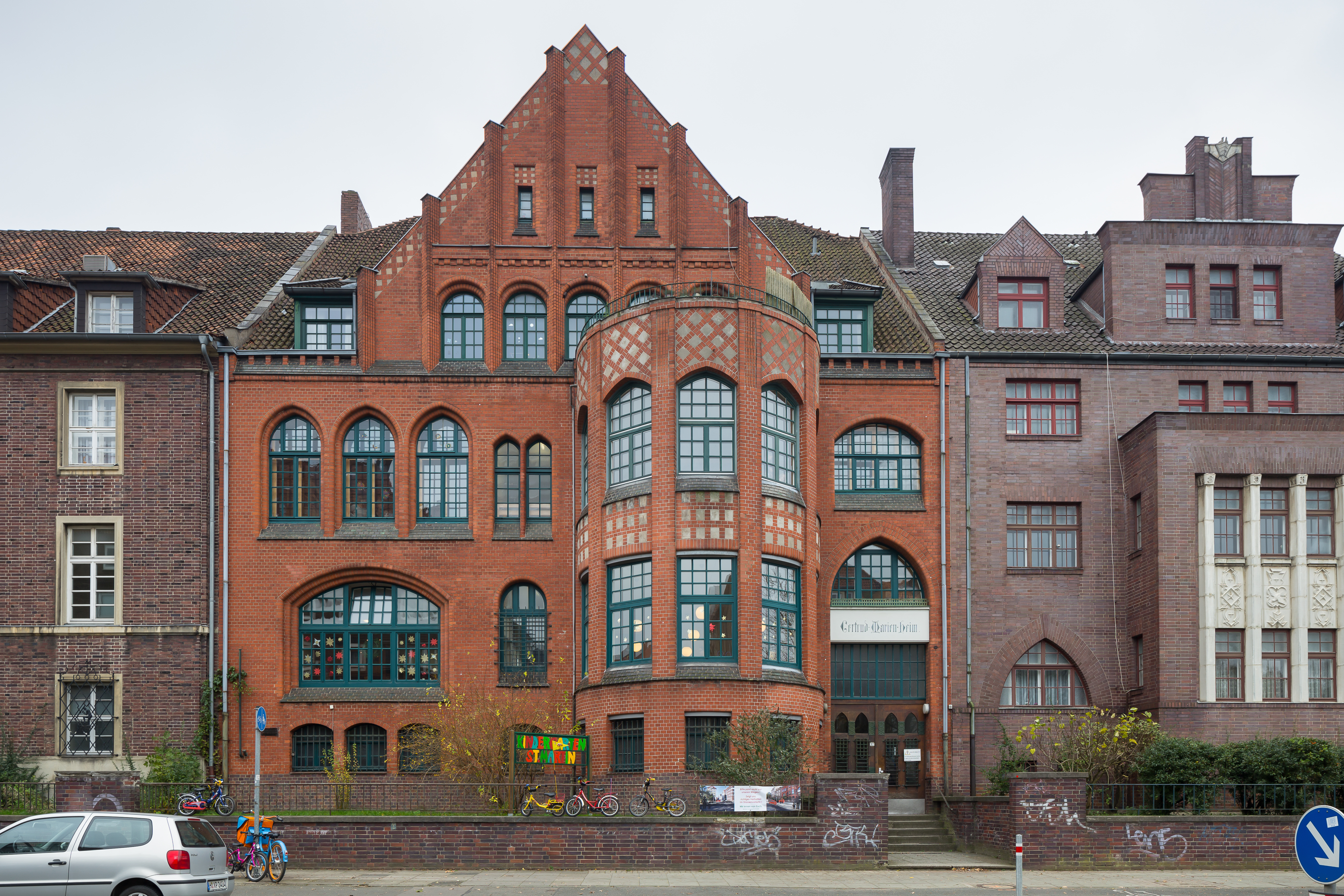
Gertrud-Marien-Heim in Hannover-Linden (Lage)
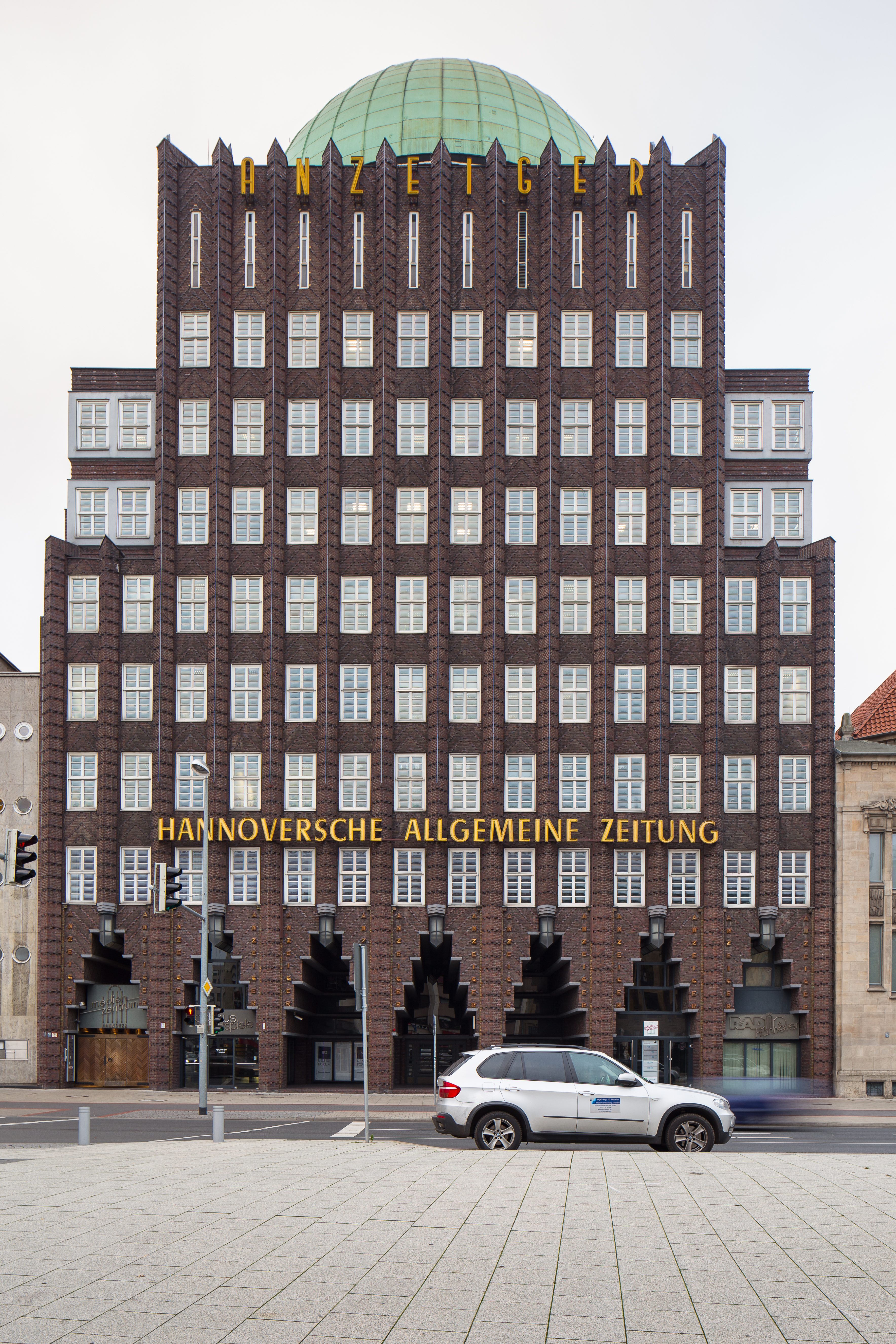
Anzeiger-Hochhaus in Hannover-Mitte (Lage)
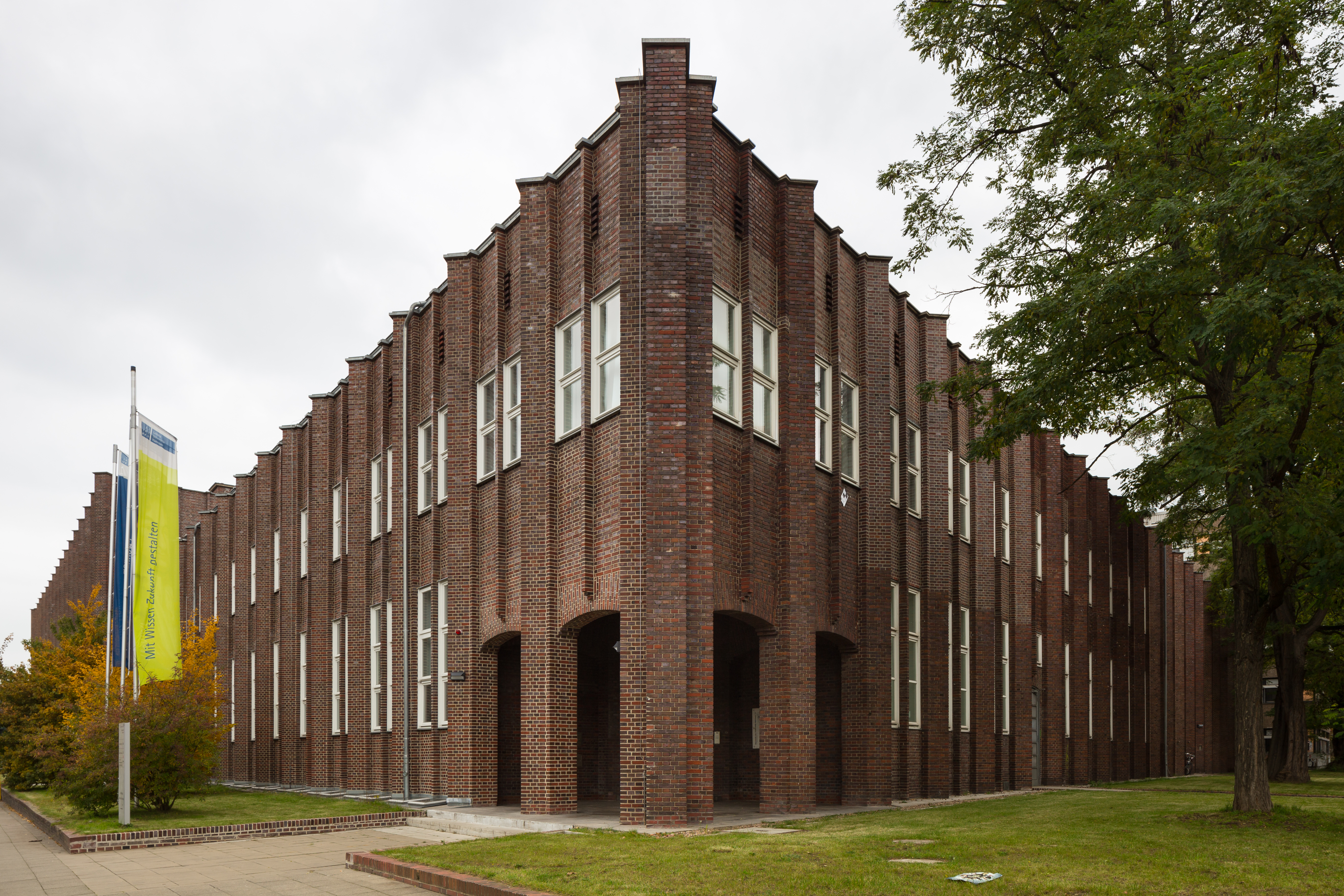
Franzius-Institut in Hannover-Nordstadt (Lage)

Am 18. Oktober 2016 wurde in der chinesischen Stadt Changde ein deutsches Viertel eröffnen, dessen Formen sich an der Hannoverschen Schule orientieren.

## Späterer Umgang mit den Bauten

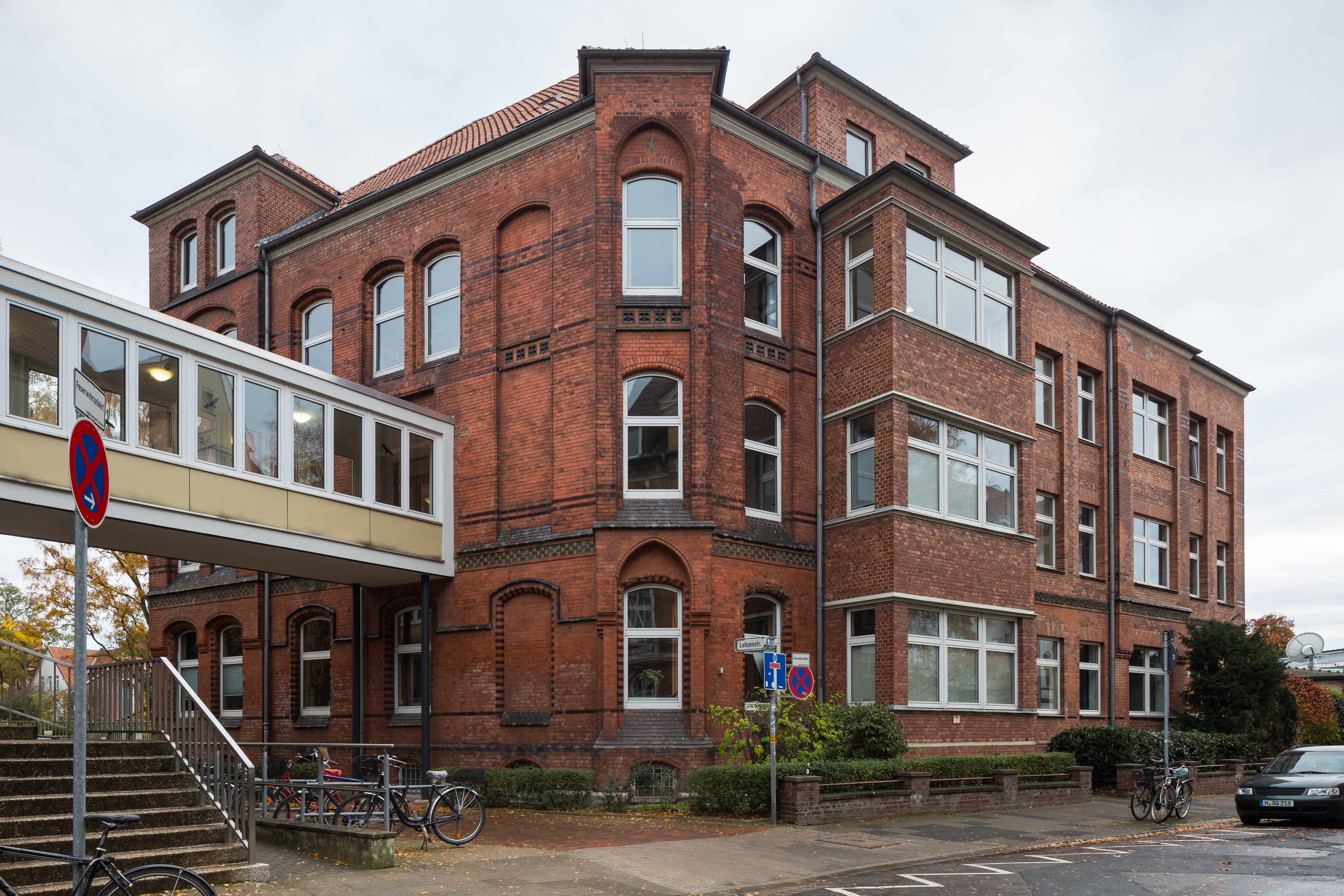
Vermutlich nach Kriegsschäden stark vereinfacht wiederaufgebautes Haus an der Straße Auf dem Emmerberge in Hannover-Südstadt

Nach 1945 erfuhren besonders in Hannover viele der Gebäude, die den Zweiten Weltkrieg überstanden hatten, nur noch wenig Wertschätzung. Der Bauhistoriker Günther Kokkelink stellte dazu fest, dass in der Hingabe an alles, was modern erschiene, die Architektur des Historismus eine generelle Ablehnung getroffen habe.:9 Repräsentative Bauten bekannter Architekten seien in vereinfachter Form wieder aufgebaut oder gleich ganz abgerissen worden, nicht selten um durch „Allerweltsarchitektur“ ersetzt zu werden.:9 Eiko Wenzel äußerte in einem 1999 erschienenen Aufsatz, dass die Denkmalpflege an vielen Stellen noch nicht in der Lage sei, die künstlerische Qualität der Bauten aus dem späten 19. Jahrhundert überzeugend darzulegen.:171 Der Grund sei, dass der Denkmalpflege hierfür noch die Bewertungskriterien fehlten. Die Geringschätzung dieser Stilepoche besitze ihren Ursprung in der Heimatschutzbewegung, die den Historismus ablehnte. Dabei habe die Heimatschutzbewegung genau wie der Historismus Anleihen bei historischen Vorbildern gemacht.

### Neugestaltung Hannovers nach dem Zweiten Weltkrieg
Im Sommer 1948 wurde Rudolf Hillebrecht zum Stadtbaurat von Hannover gewählt.:22-5 Er galt als Vertreter der Moderne und war ein großer Anhänger von Walter Gropius. Der damaligen Architekturausbildung an der Technischen Hochschule Hannover konnte er nicht viel abgewinnen und kritisierte sie während seines Studiums als „mangelhaft“ und „nicht gerade vielschichtig“. Er trat deswegen auch nicht der Bauhütte bei. Für die Neugestaltung Hannovers nach dem Zweiten Weltkrieg maß Hillebrecht den Aspekten „Struktur und Verkehr“ entscheidende Bedeutung zu: „von diesen beiden Faktoren wird das Bild des modernen Stadtkerns maßgeblich beeinflußt, ja vielleicht bestimmt.“ Die Neugestaltung sollte dabei nicht von „ästhetischen Vorstellungen“ ausgehen, sondern von einer „sinnvollen wirtschaftlichen Nutzung der verschiedenen Quartiere“ bestimmt werden. Hillebrecht bemühte sich, die Stadt autogerecht umzugestalten. Dafür ließ er Tangentialstraßen anlegen (die Schnellwege) und gestaltete Innenstadtplätze zu „Verkehrsturbinen“ um, darunter der Kröpcke und der Aegidientorplatz.:25-8 Zwischen der Bahnhofsrückseite und dem Raschplatz entstanden Verkehrsstraßen auf zwei Ebenen.:32

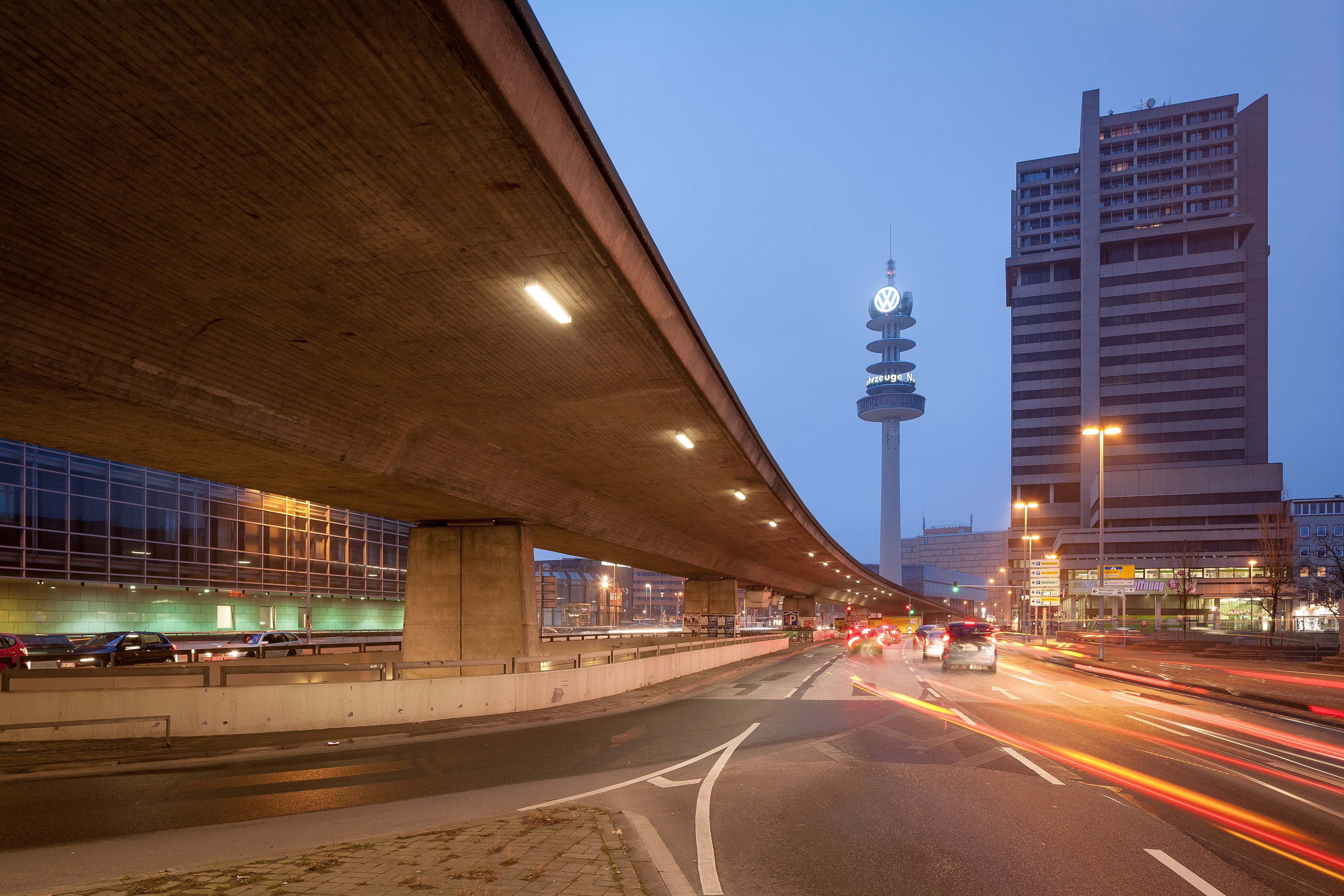
Hochstraße am Raschplatz in Hannover, gebaut für das von Rudolf Hillebrecht verfolgte Konzept der autogerechten Stadt

Um bei der Umgestaltung alte Bausubstanz zu bewahren, bemühte sich der Bund Deutscher Architekten 1964, die Stadt zu einer Satzung für den Schutz historischer Bauten zu bewegen. Ein Denkmalschutzgesetz gab es zu diesem Zeitpunkt noch nicht. Damit seine Pläne nicht beeinträchtigt würden, verhinderte Hillebrecht, dass eine solche Satzung verbindlich wurde.:234 Bauwerke aus dem 19. Jahrhundert erfuhren bei ihm wenig Wertschätzung, Hillebrecht attestierte ihnen „nichts weiter als Anleihen bei allen Stilepochen europäischer Baukunst gemacht“ zu haben. Außerdem ist bei ihm die Rede von einem „peinlichen Eklektizismus kulturell schwacher Jahrzehnte“. Hermann Deckert, zu der Zeit Landeskonservator und zuvor Rektor der Technischen Hochschule Hannover, teilte Hillebrechts Ansichten. In seiner Bestandsaufnahme Die Denkmalpflege in der Provinz Hannover hatte er sich bereits 1936 abfällig über die Häuser an der Karmarschstraße geäußert und sie „Schandmale der Gründerzeit“ genannt. Die Häuser an der Nordseite des Marktplatzes, darunter das Pfarrhaus der Marktkirche, waren für Deckert „verlogene ‚gotische‘ Bauten“. In den folgenden Jahren wurden viele Gebäude aus dem 19. Jahrhundert abgerissen. Von den Bauten Hannoverscher Schule waren unter anderen das Pfarrhaus der Kreuzkirche (Paul Rowald, 1892) und die Reste des Wohnhauses von Conrad Wilhelm Hase (Hase, 1859) betroffen. Das im Rundbogenstil errichtete Ratsgymnasium am Georgsplatz (Ludwig Droste, 1854) musste einem Neubau der Nord/LB (Hanns Dustmann, 1957) weichen.:30-1

### Abriss der Villa Willmer

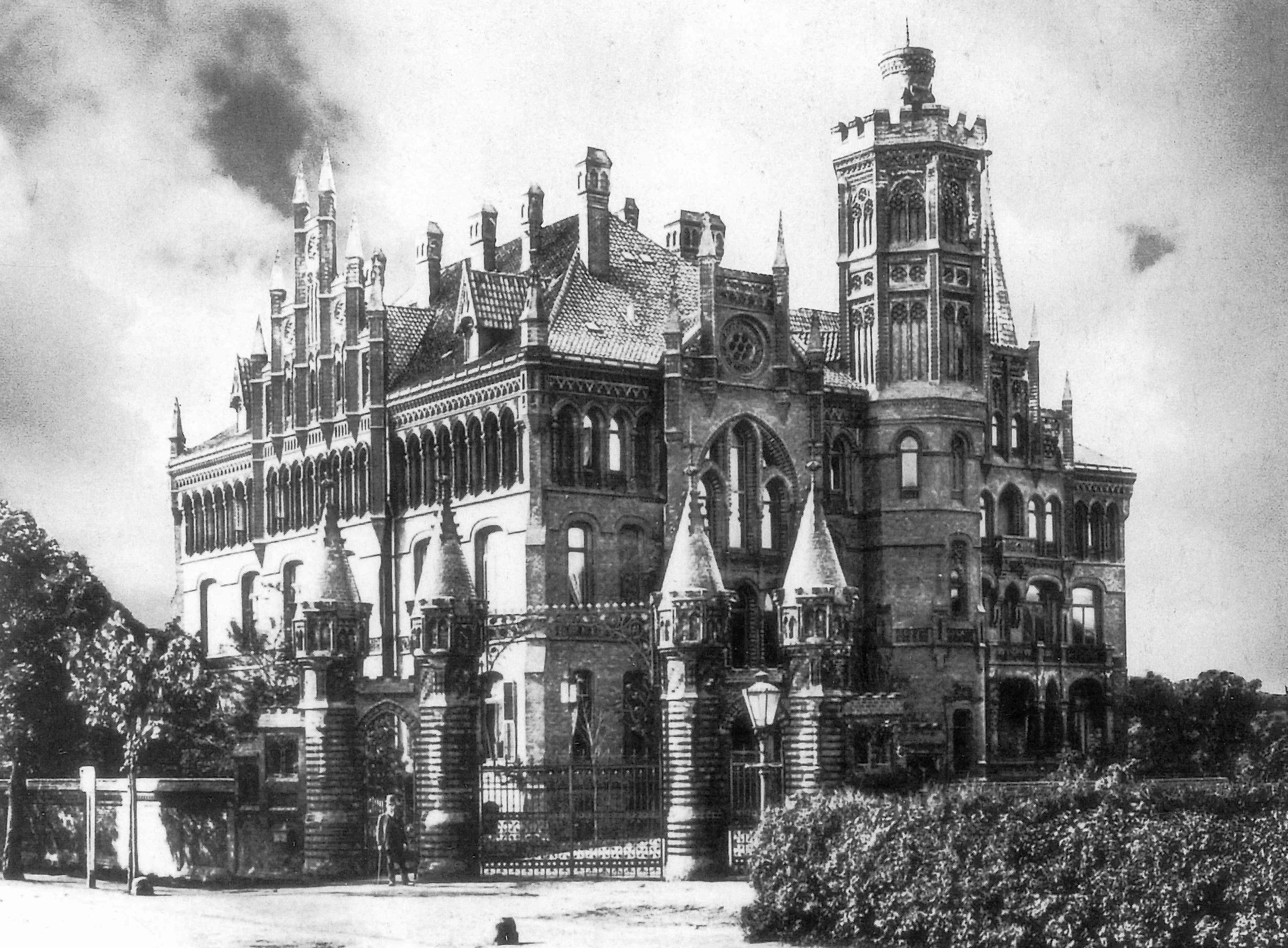
Straßenseite der Villa Willmer auf einer historischen Fotografie von Karl Friedrich Wunder, aufgenommen um 1890

Auch nach den Abrissen der 1950er Jahre blieb das denkmalpflegerische Interesse an Bauten der Hannoverschen Schule zum Teil gering. Exemplarisch steht dafür die Villa Willmer („Tränenburg“) in Hannover-Waldhausen, deren Abriss 1971 ein großes öffentliches Interesse begleitete.:234-9 Das schlossartige Haus war im Krieg nur leicht beschädigt worden und wurde bis Anfang 1971 bewohnt. Die Erben des Ziegelfabrikanten Friedrich Willmer hatten die Villa mit Grundstück im Vorjahr an ein Wohnungsbauunternehmen verkauft. Das Unternehmen plante, auf dem Grundstück insgesamt 150 neue Wohnungen errichten zu lassen, wofür die Villa weichen sollte. Da Rudolf Hillebrecht die Initiativen zum Denkmalschutz bisher verhindert hatte, besaß die Stadt keine Handhabe, gegen den Abriss einzuschreiten. Nachdem die Neubaupläne Ende 1970 in der Hannoverschen Allgemeinen Zeitung publik geworden waren, kam es zu Protesten. In einer öffentlichen Anzeige forderten Bürger die Stadtverwaltung auf, zu verhindern, „daß dieses kostbare Baudenkmal sinnlos vernichtet wird“. Zu den Unterzeichnenden zählten viele Architekten, Angehörige der Technischen Hochschule Hannover und weitere Personen in (ehemals) hohen Ämtern. Die Architektenkammer Niedersachsen organisierte eine Demonstration, außerdem sprachen sich verschiedene Sachverständige für den Erhalt des Gebäudes aus.:236 Auf die Angebote der Wohnungsbaugesellschaft, entweder das Grundstück samt Villa der Stadt im Tausch zu überlassen oder die Villa zu erhalten und das restliche Grundstück dichter zu bebauen, ging die Stadtverwaltung nicht ein. Ebenso scheiterte eine Initiative, die das Haus als Kunst- und Kulturzentrum betreiben wollte. In einer Sitzung des Bauausschusses beschloss der Stadtrat im April 1971 schließlich, die Abbruchgenehmigung zu erteilen. Diese wurde Ende August 1971 ausgesprochen und das Haus daraufhin umgehend abgerissen.:238-40
Erst zum Ende des 20. Jahrhunderts setzte ein Wandel ein, denkmalpflegerisches Interesse und Städtetourismus führten zu verstärkten Bemühungen, die vorhandenen Bauwerke zu erhalten.:9 Dennoch kam es auch in jüngster Zeit noch zu Abrissen: Beispielsweise wurde für den Bau des Fachgerichtszentrum in Hannover ein Wohnhaus abgerissen, in Lehrte verschwand das Verwaltungsgebäude einer ehemaligen Druckerei in der Gartenstraße.

## Belege und Anmerkungen
1. 1 2 3 4 5 6 7 8 9 10 11 12 13 14 15 16 17 18 19 20 21 22 23 24 25 26 27 28 29 30 31 32 33 34 35 36 37 38 39 40 41 42 43 44 45 46 47 48 49 50 51 52 53 54 55 56 57 58 59 60 61 62 63 64 65 66 67 68 69 70 71 72 73 74 75 76 77 78 79 80 81 82 83 84 85 86 87 88 89 90 91 92 93 94 95 96 97 98 99 100 101 102 103 104 105 106 107 108 109 110 111 112 113 114 115 116 117 118 119 120 121 122 123 124 125 126 127 128 129 130 131 132 133 134 135 136 137 138 139 140 141 142 143 144 145 146 147 148 149 150 151 152 153 154 155 156 157 158 159 160 161 162 163 164 165 166 167 168 169 170 171 172 173 174 175 176 177 178 179 180 181 182 183 184 185 186 187  Günther Kokkelink, Monika Lemke-Kokkelink: Baukunst in Norddeutschland. Architektur und Kunsthandwerk der Hannoverschen Schule 1850–1900. Schlütersche, Hannover 1998, ISBN 3-87706-538-4.
2. 1 2 3 4 5 6 7 8  Günther Kokkelink, Eberhard G. Neumann: Vorwort. In: Sabine Baumgart, Jürgen Knotz: Die Bauwerke der Eisenbahn in Niedersachsen. Teil 1: Bestandsaufnahme, Katalog des gesammelten Materials. Forschungsbericht des Instituts für Bau- und Kunstgeschichte der Universität Hannover. Selbstverlag, Hannover 1983.
3. 1 2  Friedrich Lindau: Hannover. Wiederaufbau und Zerstörung. Die Stadt im Umgang mit ihrer bauhistorischen Identität. Zweite, überarbeitete Auflage. Schlütersche, Hannover 2000, ISBN 3-87706-659-3.
4. 1 2 3 4  Theodor Unger (Hrsg.): Hannover 1882: Ein Führer durch die Stadt und ihre Bauten. Nachdruck des historischen Buches aus dem Klindworth’s Verlag. Europäischer Hochschulverlag, Bremen 2011, ISBN 978-3-86741-493-7.
5. ↑  Sid Auffarth, Wolfgang Pietsch: Die Universität Hannover: ihre Bauten, ihre Gärten, ihre Planungsgeschichte. Imhof, Petersberg 2003, ISBN 3-935590-90-3. Fußnote 23 auf S. 128.
6. 1 2 3 4 5 6 7 8  Ulrike Faber-Hermann: Bürgerlicher Wohnbau des 19. und frühen 20. Jahrhunderts in Minden. Lit, Münster / Hamburg / London 2000, zugleich veränderte Dissertation, Universität Minden, 1989, ISBN 3-8258-4369-6.
7. 1 2 3 4 5 6 7 8 9 10 11 12 13  Sabine Baumgart, Jürgen Knotz: Die Bauwerke der Eisenbahn in Niedersachsen. Teil 1: Bestandsaufnahme, Katalog des gesammelten Materials. Forschungsbericht des Instituts für Bau- und Kunstgeschichte der Universität Hannover. Selbstverlag, Hannover 1983.
8. ↑  Günther Kokkelink, Eberhard G. Neumann: Vorwort. In: Sabine Baumgart, Jürgen Knotz: Die Bauwerke der Eisenbahn in Niedersachsen. Teil 1: Bestandsaufnahme, Katalog des gesammelten Materials. Forschungsbericht des Instituts für Bau- und Kunstgeschichte der Universität Hannover. Selbstverlag, Hannover 1983. Die beiden Autoren zitieren aus einer Festschrift, die anlässlich des 150-jährigen Bestehens der Universität Hannover erschien. Für die Festschrift hatte Kokkelink einen Beitrag über Conrad Wilhelm Hase verfasst.
9. 1 2 3 4 5 6  Wolfgang Neß, Ilse Rüttgerodt-Riechmann, Gerd Weiß, Marianne Zehnpfenning (Hrsg.): Baudenkmale in Niedersachsen. 10.1. Stadt Hannover, Teil 1. Friedrich Vieweg und Sohn, Braunschweig / Wiesbaden 1983, ISBN 3-528-06203-7.
10. 1 2 3 4  Wolfgang Neß, Ilse Rüttgerodt-Riechmann, Gerd Weiß (Hrsg.): Baudenkmale in Niedersachsen. 10.2. Stadt Hannover, Teil 2. Friedrich Vieweg und Sohn, Braunschweig / Wiesbaden 1985, ISBN 3-528-06208-8.
11. ↑  Blätter für Architektur und Kunsthandwerk. 26. Jahrgang, Nr. 11, November 1913, S. 41f. Erwähnt in: Günther Kokkelink, Monika Lemke-Kokkelink: Baukunst in Norddeutschland. Architektur und Kunsthandwerk der Hannoverschen Schule 1850–1900. Schlütersche, Hannover 1998, ISBN 3-87706-538-4. S. 130.
12. ↑  Mohrmann-Haus wird saniert. (Memento des Originals vom 3. Juni 2016 im Internet Archive)  Info: Der Archivlink wurde automatisch eingesetzt und noch nicht geprüft. Bitte prüfe Original- und Archivlink gemäß Anleitung und entferne dann diesen Hinweis. In: HAZ.de, 3. März 2011. Abgerufen am 19. November 2015.
13. ↑  Kontakt (Memento des Originals vom 8. Dezember 2015 im Internet Archive)  Info: Der Archivlink wurde automatisch eingesetzt und noch nicht geprüft. Bitte prüfe Original- und Archivlink gemäß Anleitung und entferne dann diesen Hinweis., Unterseite des Internetauftritts der Nordstädter Kirchengemeinde, darin die Nennung der Anschrift Lutherstraße 12. Abgerufen am 19. November 2015.
14. ↑  Vergleiche die Dokumentation bei Commons.
15. 1 2  Prächtige Bauten in Ziegel-Vielfalt In: Flensburger Tageblatt (Online-Ausgabe), 15. August 2015. Abgerufen am 11. Dezember 2015.
16. 1 2 3 4 5 6 7 8 9 10 11 12 13 14 15 16  Eiko Wenzel: Spuren der Hannoverschen Schule in Flensburg – der Architekt Alexander Wilhelm Prale. In: Stefan Amt (Hrsg.): Festschrift für Günther Kokkelink (= Schriften des Instituts für Bau- und Kunstgeschichte der Universität Hannover. Band 12). Hannover 1999, ISBN 3-931585-09-3, S. 171–184.
17. 1 2 3 4 5  Mari Hvattum: Panoramas of Style. Railway Architecture in Nineteenth-century Norway. In: Journal of the Society of Architectural Historians. Bd. 70, Nr. 2, 2011, S. 190–209, doi:10.1525/jsah.2011.70.2.190.
18. 1 2 3 4 5 6 7 8 9  Michael J. Lewis: Wilhelm Lorenz: Die Hannoversche Schule in Amerika. In: Stefan Amt (Hrsg.): Festschrift für Günther Kokkelink (= Schriften des Instituts für Bau- und Kunstgeschichte der Universität Hannover. Band 12). Hannover 1999, ISBN 3-931585-09-3, S. 143–150.
19. ↑  Michael J. Lewis: Der Rundbogenstil und die Karlsruhe-Philadelphia-Achse. In: Xenia Riemann (Hrsg.): Dauer und Wechsel. Festschrift für Harold Hammer-Schenk zum 60. Geburtstag. Lukas, Berlin 2004, ISBN 3-936872-20-1, S. 138 Anmerkung Nr. 15.
20. ↑  Anja Haufe: Chinesen bauen sich ein eigenes Hannover. In: NDR.de, 23. April 2015.
21. ↑  Maria Sandig: Hannover-Viertel im chinesischen Changde eröffnet. In: Weser Kurier. 18. Oktober 2016, abgerufen am 7. November 2023 (deutsch).
22. ↑  Anmerkung: Wenzel bezieht sich in seinem Aufsatz auf die Situation in Flensburg. Dort hatten Johannes Otzen und Alexander Wilhelm Prale eine Reihe von Sakral- und Profanbauten im Stile der Hannoverschen Schule errichtet. Über die Heimatschutzbewegung heißt es bei Wenzel, sie habe „gerade in Schleswig-Holstein zu einem neuen, regionalen Stil“ gefunden, siehe Eiko Wenzel: Spuren der Hannoverschen Schule in Flensburg – der Architekt Alexander Wilhelm Prale. In: Stefan Amt (Hrsg.): Festschrift für Günther Kokkelink (= Schriften des Instituts für Bau- und Kunstgeschichte der Universität Hannover. Band 12). Hannover 1999, ISBN 3-931585-09-3, S. 171–184, hier S. 171.
23. 1 2 3 4  Friedrich Lindau: Planen und Bauen der Fünfziger Jahre in Hannover. Schlütersche, Hannover 1998, ISBN 3-87706-530-9.
24. ↑  Friedrich Lindau: Planen und Bauen der Fünfziger Jahre in Hannover. Schlütersche, Hannover 1998, ISBN 3-87706-530-9, S. 22: Lindau zitiert hier aus einem Schreiben von Rudolf Hillebrecht an Walter Gropius aus dem Jahr 1931.
25. ↑  Friedrich Lindau: Planen und Bauen der Fünfziger Jahre in Hannover. Schlütersche, Hannover 1998, ISBN 3-87706-530-9, S. 25: Lindau zitiert hier Hillebrecht aus Handbuch moderner Architektur: eine Kunstgeschichte der Architektur unserer Zeit vom Einfamilienhaus bis zum Städtebau. Hrsg. von Reinhard Jaspert. Safari, Berlin 1957, S. 514.
26. ↑  Friedrich Lindau: Planen und Bauen der Fünfziger Jahre in Hannover. Schlütersche, Hannover 1998, ISBN 3-87706-530-9, S. 25: Lindau zitiert hier Hillebrecht aus Die Stadt zwischen gestern und morgen: Planung, Verwaltung, Baurecht und Verkehr. Hrsg. unter anderem von Rudolf Hillebrecht. Kyklos, Basel 1961, S. 139.
27. 1 2  Friedrich Lindau: Planen und Bauen der Fünfziger Jahre in Hannover. Schlütersche, Hannover 1998, ISBN 3-87706-530-9, S. 30: Lindau zitiert hier aus einer Ansprache Hillebrechts zur Einweihung des Continental-Hochhauses, erschienen in der Baurundschau. Heft 9, 1953, S. 346ff.
28. 1 2  Friedrich Lindau: Planen und Bauen der Fünfziger Jahre in Hannover. Schlütersche, Hannover 1998, ISBN 3-87706-530-9, S. 30: Lindau zitiert Deckerts Aufsatz Zur Altstadtgesundung in Hannover, erschienen in Die Denkmalpflege in der Provinz Hannover. Hannover 1936, S. 6.
29. 1 2 3  Friedrich Lindau: Hannover. Wiederaufbau und Zerstörung. Die Stadt im Umgang mit ihrer bauhistorischen Identität. Zweite, überarbeitete Auflage. Schlütersche, Hannover 2000, ISBN 3-87706-659-3. Kapitel Villa Willmer, im Volksmund „Tränenburg“ genannt. Ein bedeutendes Bauwerk der Hannoverschen Architekturschule und seine Vernichtung. S. 215–251.
30. ↑  Friedrich Lindau: Hannover. Wiederaufbau und Zerstörung. Die Stadt im Umgang mit ihrer bauhistorischen Identität. Zweite, überarbeitete Auflage. Schlütersche, Hannover 2000, ISBN 3-87706-659-3, S. 237: Abdruck der Protestanzeige.
31. ↑  Die Liste der Unterzeichnenden im Wortlaut: „Klaus Behrens, Prokurist; Ing. (grad.) Helmut Dettmer, Architekt, Landesvorsitzender des Bundes Deutscher Baumeister, Architekten und Ingenieure; cand. arch. Horst Faltz, TU Hannover; Claus Harms, Journalist; Dipl.-Chem. Adolf Helms, TU Hannover; Prof. Dr. phil. Georg Hoeltje, Ordinarius, TU Hannover; Günter Kleindienst, Journalist; Dr. phil. Heinrich Klotz, Kunsthistoriker, Universität Göttingen; Dr.-Ing. Günther Kokkelink, TU Hannover; Dipl.-Ing. Friedrich Lindau, Architekt, Präsident der Architektenkammer Niedersachsen; Dr. phil. Jochen Mangelsen, Redakteur; Dr.-Ing. Hermann Mewes, Regierungsbaumeister a. D.; Prof. Dr.-Ing. Bruno Meyer-Plath; Gert Müller-Fehn, Redakteur; Werner Rode, Kaufmann; Dipl.-Ing. Karl Rogge, Bundesbahn-Baudirektor a. D.; Dipl.-Ing. Friedrich Salfeld, Baudirektor, Vizepräsident der Architektenkammer Niedersachsen; Dr. phil.Ludwig Schreiner, Privatdozent, TU Hannover; Clara Stendel, Kunstmalerin; Dipl-Ing. Walter von Stülpnagel, Kirchenbaudirektor; Ursula Uthe, Sekretärin; Dipl.-Ing. Gerhard Wattenberg, Ministerialdirigent a. D.; Dr. med. habil. Rudolf Wohlrab, Medizinaldirektor; Dipl.-Ing. Paul Wolters, Baudirektor.“ Aus: Friedrich Lindau: Hannover. Wiederaufbau und Zerstörung. Die Stadt im Umgang mit ihrer bauhistorischen Identität. Zweite, überarbeitete Auflage. Schlütersche, Hannover 2000, ISBN 3-87706-659-3, S. 237: Abdruck der Protestanzeige.
32. ↑  „Es muss Schluss sein mit Abrissen“. (Memento des Originals vom 6. Juni 2021 im Internet Archive)  Info: Der Archivlink wurde automatisch eingesetzt und noch nicht geprüft. Bitte prüfe Original- und Archivlink gemäß Anleitung und entferne dann diesen Hinweis. In: HAZ.de, 16. September 2013. Abgerufen am 11. November 2015.
33. ↑  Abriss an der Gartenstraße. (Seite nicht mehr abrufbar, festgestellt im Mai 2023. Suche in Webarchiven)  Info: Der Link wurde automatisch als defekt markiert. Bitte prüfe den Link gemäß Anleitung und entferne dann diesen Hinweis. In: HAZ.de, 4. August 2015. Abgerufen am 11. November 2015.